# Flughafen Wien-Schwechat

i7
i11
i13
Der Flughafen Wien-Schwechat
(IATA-Code: VIE, ICAO-Code: LOWW) ist der größte österreichische Flughafen. Er ist Heimatflughafen und Drehkreuz von Austrian Airlines und Basis von Ryanair, Wizz Air und Condor.

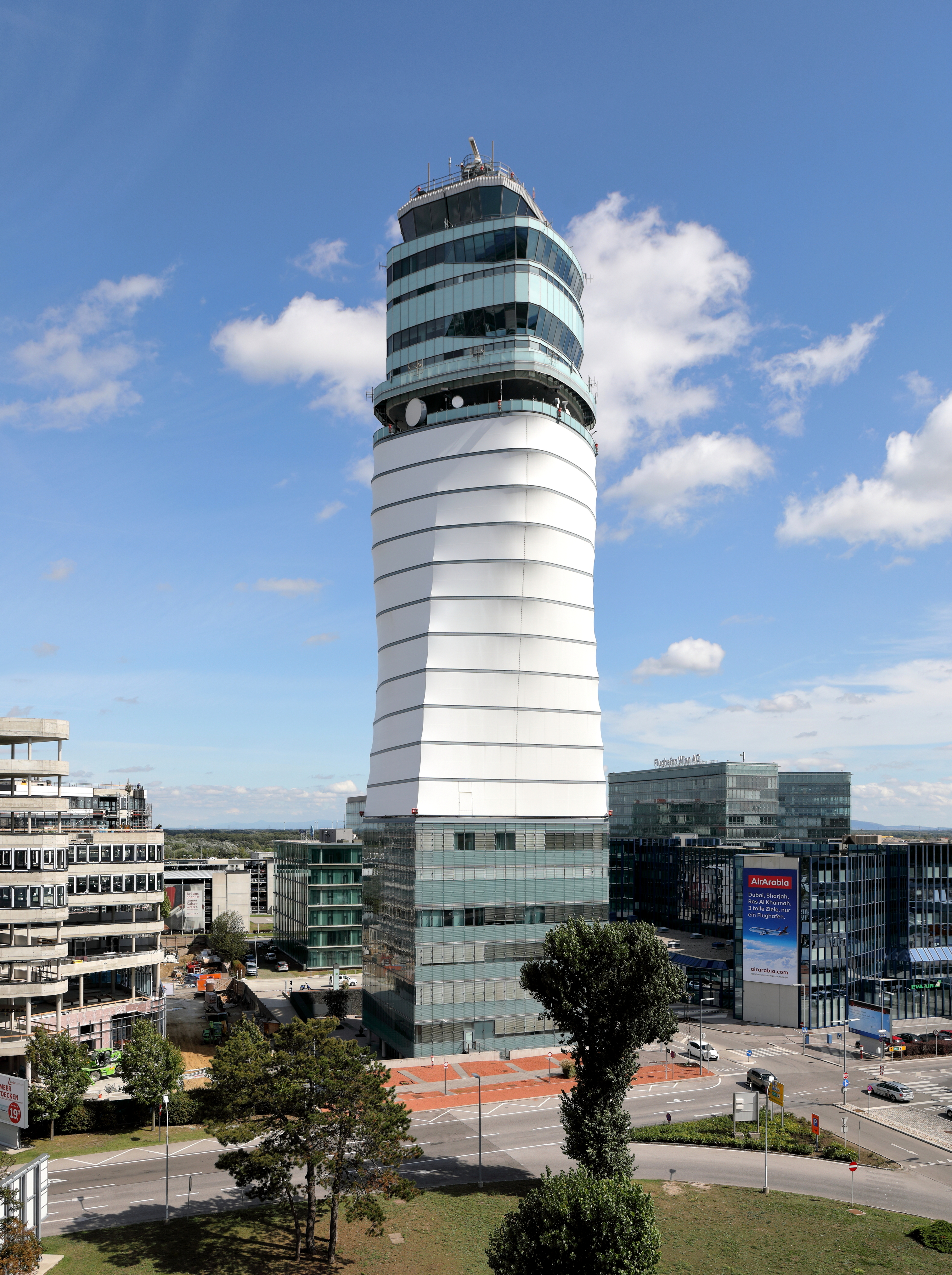
Der weithin sichtbare und im Jahr 2005 in Betrieb genommene 109 m hohe Tower an der Haupteinfahrt zum Flughafen

Der Flughafen befindet sich hauptsächlich auf dem Gebiet der südöstlich an Wien angrenzenden Stadt Schwechat und wurde 1938 zunächst als Militärflugplatz in Betrieb genommen. Nach dem Zweiten Weltkrieg übernahm er die Rolle des Flughafens für Wien vom Flughafen Aspern. Der Flughafen ist ein Knotenpunkt bei Flügen vor allem nach Osteuropa und in den Nahen Osten und der größte Arbeitgeber der Ostregion Österreichs. Im Jahr 2019 verbanden ihn 77 Fluggesellschaften mit 217 Zielen in 68 Ländern weltweit. Die börsennotierte Flughafen Wien AG betreibt den Flughafen.

## Geschichte

### Gründung als Militärflugplatz

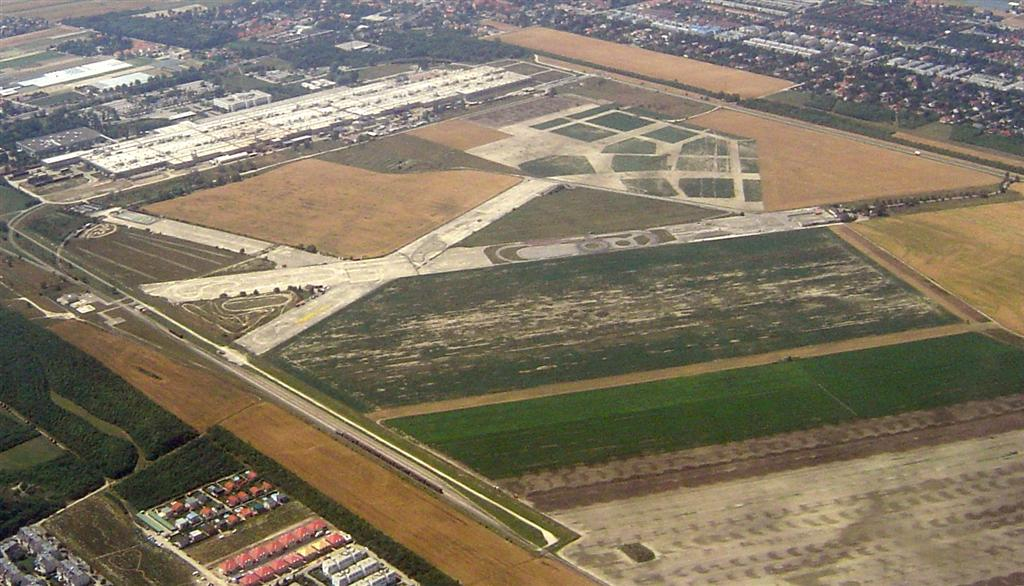
Bis zum Ende des Zweiten Weltkrieges Wiens Flughafen: Das ehemalige Flugfeld Aspern.

Der Flughafen wurde ab 14. Mai 1938 (Spatenstich durch Reichsluftfahrtminister Hermann Göring) auf dem „Heidfeld“ zwischen Fischamend und Schwechat als Fliegerhorst der deutschen Luftwaffe von Christoph Miller gebaut und als „Luftwaffenstützpunkt Schwechat-Ost“/„Heidfeld“ bezeichnet. Es wurden fünf Hallen, eine Flugzeugwerft, mehrere Mannschaftsgebäude und eine Großgarage errichtet. Die Jagdfliegerschule 5 war hier untergebracht; auch aktive fliegende Einheiten wie die II./JG 27 (II. Gruppe des Jagdgeschwaders 27), die II./JG 52 und Teile der III./KG 51 lagen hier.
Im Jahr 1942 wurden Teile der Anlage den Heinkel-Werken (Rostock) übergeben, die hier Flugzeuge produzierten (Heinkel He 219 und He 162 „Volksjäger“). Zu diesem Zweck wurden ein Kompensierplatz und eine Einschussanlage errichtet sowie die 1.500 Meter lange Piste 12/30 befestigt. (Sie wird heute unter der Bezeichnung Piste 11/29 geführt) Dazu kamen noch mehrere Hallen. Das gesamte Heinkel-Planungsbüro wurde hierher übersiedelt. Teile des Flughafens dienten ab 7. Dezember 1944 als Außenlager des KZ Mauthausen (KZ-Schwechat II „Santa“), in dem Häftlinge untergebracht waren, die für die Heinkel-Werke und für die Brauerei Liesing / „Ostmärkische Brau AG“ Zwangsarbeit leisten mussten. Aus der Zeit vor 1945 sind auch heute noch zwei Verwaltungsgebäude (Objekte 610 und 620) und ein Hangar am Rollfeld (Objekt 230) erhalten. Am 6. und 7. April 1945 eroberten Truppen der Roten Armee den Flughafen und sein Umfeld.
Im Herbst 1945 wurde die Anlage vereinbarungsgemäß von britischen Besatzungstruppen übernommen, obwohl sie in der sowjetisch besetzten Zone Österreichs lag. Die Briten richteten die Royal Air Force Station Schwechat (RAF Schwechat) ein; ab 1946 flog British European Airways Wien im Linienbetrieb an. Auch die französische Besatzungsmacht nutzte den Flugplatz. Die Sowjets nutzten den historischen Wiener Flughafen Aspern, die US-Amerikaner den heutigen Militärflugplatz Langenlebarn. Ab 1953 erfolgte die Abfertigung durch die Austrian Handling Unit.

### Ziviler Ausbau ab 1954

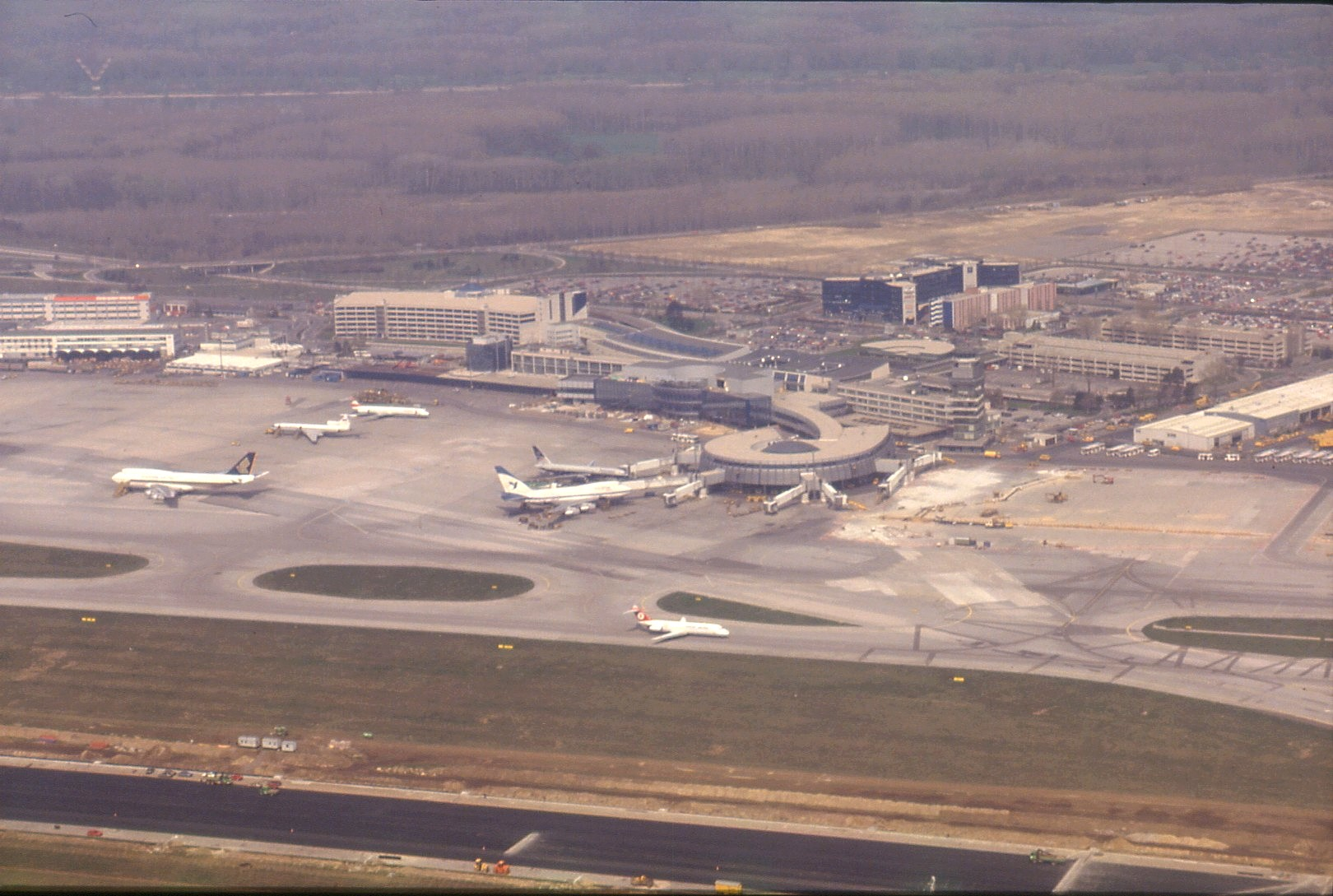
Der Flughafen im Jahr 1993

Aus ebenjener Austrian Handling Unit ging die Wiener Flughafenbetriebsgesellschaft hervor, die am 11. Dezember 1953 gegründet wurde und am 1. Jänner 1954 Verwaltung und Abfertigung übernahm; der Wiener Flughafen war damit der erste privat verwaltete Flugplatz Österreichs. Im selben Jahr wurde das erste Abfertigungsgebäude errichtet. Das markante Bauwerk mit Kontrollturm (Objekt 240) beherbergte bis 2009 die Feuerwache 1 und wurde im Jahr 2016 abgerissen. Erste Gesellschafter der heutigen Flughafen Wien AG waren bis 1992 die Republik Österreich (50 %) und die Bundesländer Wien und Niederösterreich (je 25 %). Im ersten Betriebsjahr wurden 53.786 Personen abgefertigt; rund 100 Mitarbeiter waren damals am Standort beschäftigt.
Von Dezember 1954 bis Mai 1955 fand ein Ideenwettbewerb für einen Generalausbauplan statt, um die Abfertigungsanlagen auf den zu erwartenden Luftverkehr der folgenden Jahrzehnte vorzubereiten. Wesentlichste Projekte darin waren die Verlängerung der Piste und der Bau eines neuen Terminalgebäudes. Am 27. März 1956 erteilte das Verkehrsministerium die Bewilligung zur Errichtung und zum Betrieb eines für den allgemeinen Verkehr bestimmten Flughafens. Die damals einzige Start- und Landebahn wurde 1954/1955 auf 2000 m, 1959 auf 3000 m und 1997 auf 3500 m verlängert. Das neue Abfertigungsgebäude, das heutige Terminal 2, wurde von 1956 bis 1960 errichtet und am 17. Juni 1960 eröffnet. In diesem Jahr wurden rund 409.000 Passagiere gezählt.
Die Gesamtanlage war bereits im Ausbauplan für ein Tandem-Parallelbahnsystem konzipiert worden. Im Hinblick auf die An- und Abflugrouten im Zusammenhang mit dem zunehmenden Flugverkehr wurde allerdings vom ursprünglichen Plan einer Parallelpiste Abstand genommen. Im Jahr 1962 begannen also die Planungen für eine zweite Landebahn in geänderter Lage (Richtung: 16/34), die 1972 vom Verkehrsministerium bewilligt und am 6. Oktober 1977 von Bundespräsident Rudolf Kirchschläger eröffnet wurde. Sie war das letzte Projekt des Generalausbauplans und bedeutete die endgültige Einstellung des Flugbetriebs am Flugfeld Aspern mit 30. April 1977. Der Flugverkehr wäre anderenfalls zu nahe an den neuen Anflugrouten gelegen. Im Jahr 1977 wurde als Ersatz für die Anlagen in Aspern ein General Aviation Center (GAC) und 1979 ein VIP- und Business-Center in Betrieb genommen.
Wichtigstes Nahverkehrsmittel zum Flughafen waren damals Linienautobusse der ÖBB, die alle 20 Minuten bei der City Air Terminal genannten Abfahrtsstelle beim Hilton-Hotel neben dem heutigen Bahnhof Wien Mitte abfuhren. Weitere Investitionen in den 1970er Jahren waren das erste Werftgebäude für Austrian Airlines, eine Frachtimporthalle und der unterirdische Flughafenbahnhof.
In den 1980er Jahren wurde ein Masterplan für das Jahr 2000 in Auftrag gegeben, der – anstelle von großangelegten Neubauten – die stufenweise Erweiterung des Bestands vorsah. Im Jahr 1982 erfolgte die Anbindung des Flughafens an die Ostautobahn A 4. 1986 wurde der erweiterte Ankunftsbereich eröffnet. (Er war in dieser Form bis 5. Juni 2012 in Betrieb.) In der Zeit vor der Öffnung des Eisernen Vorhanges wurde der Flughafen von Fluggästen aus dem Ostblock wegen der Neutralität Österreichs gerne genutzt. Im August 1986 begann der Bau von Pier Ost, der am 14. April 1988 in Betrieb ging. Er wurde damals mittels einer schlanken Brücke (ähnlich jener am Pier West) an die bestehende Abfertigungshalle angeschlossen. Im Jahr 1992 wurden das Terminal 1 und die angrenzende „Shopping Arcade“, eine Geschäftspassage, errichtet. Noch im Jahr 1988 wurde der weitere Ausbau der Terminalflächen erstmals geplant. Zu dieser Zeit wurden jährlich etwa 4,6 Millionen Passagiere abgefertigt. 1989 wurden erstmals mehr als 5 Millionen Passagiere gezählt. Da die Wachstumsschätzungen und die strategischen Ziele für das Jahr 2000 deutlich höher lagen als ursprünglich angenommen, wurden die geplanten Erweiterungen neu dimensioniert, von 9.000 m² auf 25.000 m² Nutzfläche.
Der erste Teil dieser Erweiterung (die sogenannte „Hallenerweiterung Süd“ mit der „Plaza“) wurde 1993 seiner Bestimmung übergeben; am 28. März 1996 wurde der Pier West fertiggestellt. Alle diese Anlagen wurden vom niederösterreichischen Architekten Franz Fehringer konzipiert. Im Jahr 1992 wurde aus der Flughafen Wien Betriebsgesellschaft m. b. H. die Flughafen Wien AG.
Im April 1998 wurde der Masterplan 2015 präsentiert. Seine Umsetzung wurde 1999 begonnen. Um die Belegungszeit von Piste 16/34 zu minimieren, wurden 1999 fünf neue Schnellabrollwege (davon zwei in Landerichtung 16 und drei in Landerichtung 34) gebaut. Auch ein zweiter Parallelrollweg wurde gebaut.

### Betrieb im 21. Jahrhundert

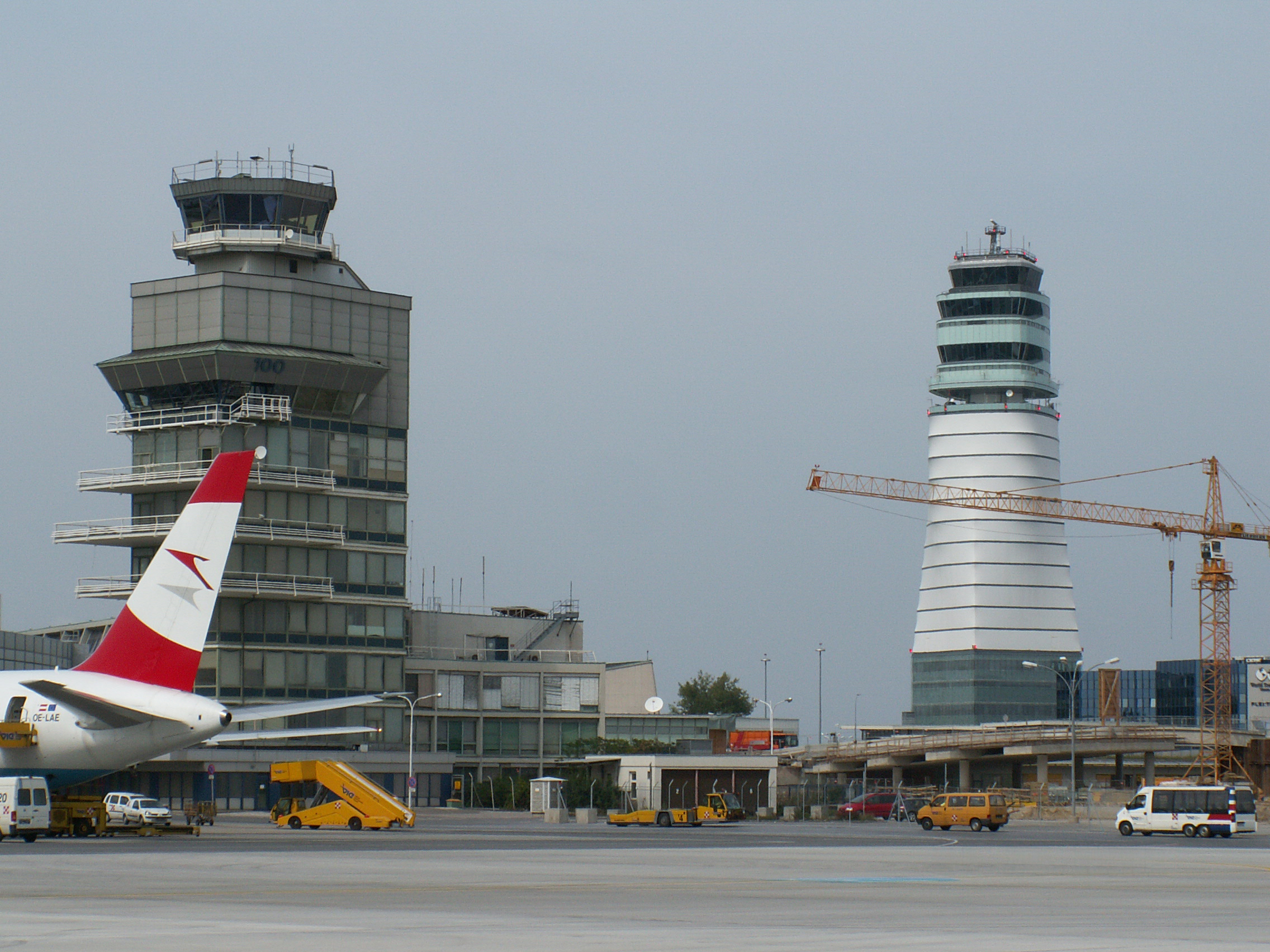
Rechts der 109 Meter hohe neue Tower; das alte Gebäude im Vordergrund wurde 2005 abgerissen.

Seit der EU-Erweiterung 2004 sind die Passagierzahlen und auch die Frachtmengen stark angestiegen; der Flughafen ist logistisches Zentrum vieler Unternehmen, die von hier aus den gesamten Raum des früheren Ostblocks bedienen. Der Flughafen hat sich außerdem zu einem Luftfahrt-Drehkreuz nach Osteuropa, den Nahen und Mittleren Osten sowie für Langstreckenflüge entwickelt. So bedient Korean Air seit dem 15. September 2007 Seoul-Incheon dreimal wöchentlich mit einem Direktflug. Im Jahr 2016 wurden 34 Ziele in Osteuropa direkt angeflogen (zum Vergleich: In Frankfurt waren es 30). Außerdem ist die Präsenz vieler Billigfluggesellschaften gestiegen. Seit 2007 fliegt beispielsweise die britische Fluggesellschaft easyJet Wien an. Sie gründete am 18. Juli 2017 ein österreichisches Tochterunternehmen namens easyJet Europe, das wenige Tage später den Flugbetrieb aufnahm.
1999 wurden 11 Millionen Fluggäste gezählt, 2011 waren es doppelt so viele. Die Kapazität der Flughafeninfrastruktur wurde gemäß dem Masterplan 2015 erweitert.
Von 2000 bis 2006 betrafen diese beispielsweise die Parkbereiche: So wurden die alten Parkhäuser 1 und 2 abgerissen, Parkhaus 3 wurde um drei Geschoße aufgestockt, Parkhaus 4 durch einen südlichen Anbau kapazitätsmäßig verdoppelt, die Parkhäuser 7 und 8 komplett neu errichtet; letztere sind vorrangig für am Standort beschäftigte Personen vorgesehen. Im Jahr 2003 begann der Ausbau des Flughafenbahnhofs zu einer fernzugtauglichen Verkehrsstation. In den Jahren 2004 bis 2007 wurde der Office Park errichtet und etappenweise in Betrieb genommen.
Von 2002 bis 2005 wurden Teile des westlichen Vorfelds im Bereich der AUA-Basis erweitert und im nordöstlichen Flughafenareal ein neuer Vorfeldbereich geschaffen. Neben der Erweiterung des Rollwegsystems und der Schaffung neuer Abstellpositionen, wurden damit auch die durch den (damals bevorstehenden) Bau des Terminals 3 entstehenden Flächenverluste ausgeglichen. Im Jahr 2005 wurden die Check-in-Kapazitäten mit Terminal 1A erweitert. Im selben Jahr wurde das Handling Center West und der neue Flugsicherungstower eröffnet. Mit 109 m ist er der höchste in Europa und der vierthöchste weltweit – nach Bangkok (132,2 m), Kuala Lumpur (132 m) und Atlanta (121 m).
Im Jahr 2006 ging das ausgebaute Air Cargo Center in Betrieb, das komplett neu errichtete VIP- und General Aviation Center wurde eingeweiht und auf der AUA-Basis ein Pilotentrainingszentrum der Lufthansa Flight Training errichtet. Für die Piloten der Austrian, die bis dahin ihre Trainings im Ausland absolvieren mussten, steht dieses Zentrum ebenfalls zur Verfügung. Heute ist es Teil des Vienna Aviation Campus.
Bekanntestes Projekt des Masterplans 2015 ist jedoch die unter dem Projektnamen „Skylink“ bekannte Terminalerweiterung, deren Grundsteinlegung 2006 erfolgte. Der Neubau, der die Terminalfläche verdoppelte und auch den alten Ankunftsbereich ersetzte, ging im Juni 2012 nach sechsjähriger Bauzeit in Betrieb. Der Bauskandal um das Terminal zog große Medien- und Politpräsenz auf sich.
Die baulichen Erweiterungen des Flughafens in den kommenden Jahren sind im Masterplan 2020 definiert, welcher Investitionen von rund 5 Milliarden Euro vorsieht. Darin enthalten ist auch der Bau der dritten Piste.
Beim VIP-GAC wurde 2014 ein neuer Wartungs- und Einstellhangar der Vienna Aircraft Handling errichtet.
Der neue Hangar 7 hat eine Fläche von 4.300 m².
Bis Ende 2014 wurden vor dem Air Cargo Center auf 16.000 m² Fläche zwei zusätzliche Abstellpositionen für Frachtflugzeuge gebaut. Zwei Code F (65– <80 Meter Flügelspannweite) bzw. vier Code C (24– <36 Meter Flügelspannweite) Maschinen können darauf platziert werden. Dafür mussten zwei kleinere Rundhangars aus dem Jahr 1977 sowie zwei große Wartungshangars (Objekte 210 und 220) aus der Zeit vor 1945 abgerissen werden.
Am 14. Dezember 2014 wurde der zum Fernverkehrshalt ausgebaute Flughafenbahnhof in Betrieb genommen. Seit 10. August 2015 fliegt die neu gegründete Eurowings Europe von ihrer Basis Wien aus Ziele im Streckennetz ihrer deutschen Muttergesellschaft Eurowings an. Seit dem 1. Juli 2016 bedient Emirates eine ihrer zwei täglichen Linienverbindungen nach Dubai mit dem Airbus A380. (Siehe dazu auch: Kapazität der Flughafeninfrastruktur)
Vom 28. November 2003 bis zum 14. Dezember 2017 war der Flughafen Wien Heimatbasis und Drehkreuz von NIKI, der österreichischen Tochter der insolventen Air Berlin. Die Nachfolgegesellschaft Laudamotion hat ab Juni 2018 ihre Basis am Flughafen Wien mit vier Maschinen eröffnet. Im Juni hat die Konzernmutter Ryanair angekündigt, dass Lauda nur als Wetlease operator dienen wird und Linienflüge statt ´OE´ mit ´FR´ Flugnummern durchgeführt werden.
Am 22. Dezember 2017 wurde zum ersten Mal in der Passagiergeschichte des Flughafens die 24-Millionen-Marke erreicht. Bis Ende 2017 wurde außerdem das Air Cargo Center um rund 13.000 m² Fläche erweitert.
2018 eröffnete die ungarische Billigfluggesellschaft Wizz Air eine Basis am Flughafen Wien und konnte im Folgejahr in Wien 2,2 Millionen Fluggäste an Bord begrüßen.

## Lage und Verkehrsanbindung

### Lage
Das Gelände des Flughafens Wien erstreckt sich über vier niederösterreichische Gemeinden. Auf dem Gemeindegebiet der Stadtgemeinde Schwechat befindet sich der Großteil des Flughafens. Das Ende des Pier Nord (Gates F und G) und ein Teil des Flughafengeländes befindet sich auf dem Gemeindegebiet der Stadtgemeinde Fischamend, die Piste 16/34 erstreckt sich neben Fischamend über die Gemeinde Klein-Neusiedl und ein kleiner Teil der Rollbahn reicht in die Gemeinde Schwadorf.
Das Flughafengebäude befindet sich 17 Kilometer südöstlich von Wiens Zentrum und 49 Kilometer westlich der slowakischen Hauptstadt Bratislava auf 183 m ü. A.
Der Flughafen hat seit dem 16. April 1966 eine eigene Postleitzahl, die mit der für Wiener Postleitzahlen verwendeten Ziffer 1 beginnt. Die Anschrift lautet A-1300 Wien Flughafen. Die Telefonvorwahl ist 01, Ortstafeln tragen den Namen „Flughafen“.

### Übersicht Verkehrsanbindung
Abhängig vom Zielort in Wien und dem gewählten Verkehrsmittel dauert die Fahrt vom Flughafen nach Wien etwa 15 bis 45 Minuten.
| Verkehrsmittel zum Flughafen                         | 2012    | 2013   | 2014   | 2015   | 2016   | 2017   | 2018   | 2019    | 2020    | 2021  |
| ---------------------------------------------------- | ------- | ------ | ------ | ------ | ------ | ------ | ------ | ------- | ------- | ----- |
| Privatauto/Firmenauto                                | 26,80 % | 26,1 % | 26,7 % | 25,6 % | 25,0 % | 24,0 % | 20,8 % | 21,1 %  | 21,1 %  | 30 %  |
| Leihwagen                                            | 2,90 %  | 2,4 %  | 3,0 %  | 2,6 %  | 2,4 %  | 1,7 %  | 1,5 %  | 2,63 %  | 2,63 %  | 4 %   |
| Carsharing                                           | –       | –      | –      | –      | –      | 0,7 %  | 1,6 %  | 1,05 %  | 1,05 %  | n. a. |
| Taxi und Mietwagen mit Fahrer                        | 30,63 % | 29,0 % | 22,5 % | 20,8 % | 22,3 % | 19,3 % | 18,3 % | 10,25 % | 10,25 % | 18 %  |
| Öffentlicher Bus                                     | 11,35 % | 9,1 %  | 11,4 % | 9,5 %  | 8,5 %  | 8,3 %  | 9,7 %  | 10,65 % | 10,65 % | 8 %   |
| Reisebus                                             | 1,58 %  | 2,4 %  | 2,3 %  | 2,6 %  | 3,5 %  | 2,5 %  | 4,2 %  | 3,15 %  | 3,15 %  | n. a. |
| Schiene (Schnellbahn/Regional, CAT, ÖBB Fernverkehr) |         |        |        |        |        | 43,4 % | 43,8 % | 45,9 %  | 45,9 %  | 33 %  |
| davon S-Bahn                                         | 18,70 % | 22,2 % | 22,9 % | 23,6 % | 20,9 % | 25,4 % | n. a.  | n. a.   | n. a.   | n. a. |
| davon City Airport Train (CAT)                       | 7,55 %  | 8,8 %  | 10,9 % | 10,9 % | 9,5 %  | 8,8 %  | n. a.  | n. a.   | n. a.   | n. a. |
| davon Fernverkehr ÖBB                                | –       | –      | –      | 4,3 %  | 7,8 %  | 9,2 %  | n. a.  | n. a.   | n. a.   | n. a. |
| Andere                                               | 0,48 %  | 0,0 %  | 0,3 %  | 0,1 %  | 0,1 %  | 0,1 %  | 0,1 %  | 0,48 %  | 0,48 %  | 6 %   |

### Schiene

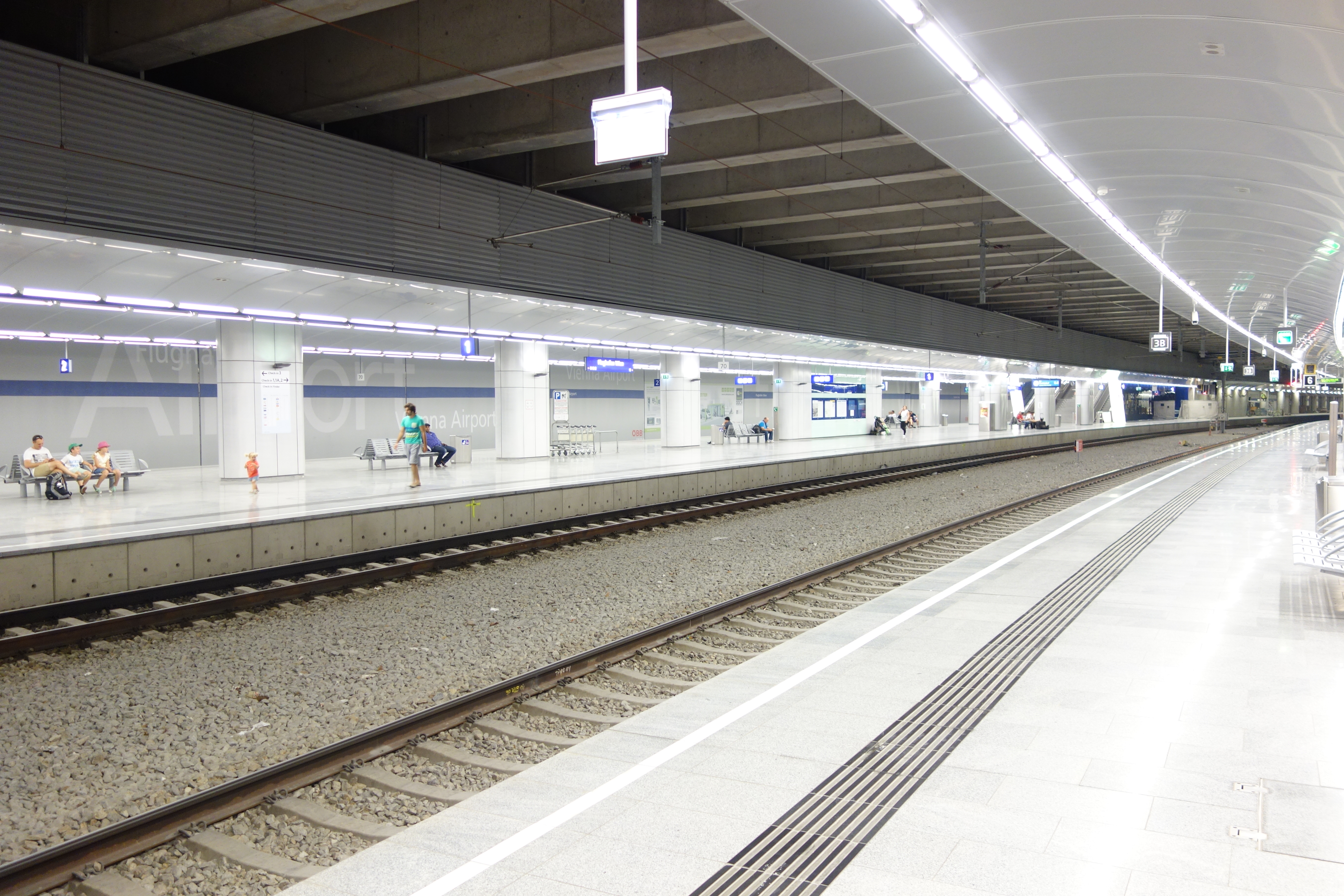
Bahnhof Flughafen Wien (2014)

Der Flughafen ist über die Pressburger Bahn an das S-Bahn-, Regional- und Fernverkehrsnetz der ÖBB angebunden. Zudem besteht mit dem City Airport Train (CAT) eine eigene Schnellverbindung ins Stadtzentrum. Die Züge verkehren dabei vom zeitigen Morgen bis etwa eine Stunde nach Mitternacht.
Der öffentliche Verkehr in Wien, Niederösterreich und dem Burgenland ist tarifmäßig Teil des Verkehrsverbunds Ost-Region (VOR). Die S-Bahn-, Regional- und Fernverkehrszüge stellen somit die preisgünstigste Verbindung zum Flughafen dar. Der Fahrpreis ergibt sich dabei prinzipiell aus der zurückgelegten Strecke, wobei für das Wiener Stadtgebiet (die sogenannte „Kernzone“) ein Fixpreis verrechnet wird. Der CAT ist nicht in das Tarifsystem eingebunden, für ihn gilt ein Spezialpreis.

#### Bahnhof
Der Bahnhof Flughafen Wien liegt unter dem Kurzparkplatz K3. Er verfügt über drei 450 Meter lange Bahnsteigkanten und befindet sich in einem rund zwei Kilometer langen Tunnel, der unter anderem Teile des Vorfelds und der Piste 16/34 unterfährt. Der Bahnhof wurde in den Jahren 2003 bis 2014 fernzugtauglich ausgebaut und grundlegend neu gestaltet.

#### Fernverkehr
Der Flughafen wird seit Dezember 2014 von Fernzügen bedient. Railjet-Züge bieten eine halbstündliche Anbindung nach Wien Hauptbahnhof, Wien Meidling und darüber hinaus in den Westen bzw. Süden Österreichs. Die Fahrzeit zwischen dem Bahnhof Flughafen Wien und Wien Hauptbahnhof beträgt 15 bis 18 Minuten. In Zusammenarbeit mit den ÖBB bieten Austrian Airlines und weitere Fluggesellschaften kombinierte Ticketangebote unter den Namen AIRail bzw. Rail & Fly an.

#### S-Bahn und Regionalzüge
Die Züge der S-Bahn-Linie S7 verkehren zwischen Laa an der Thaya bzw. Mistelbach und Wolfsthal. Zwischen Wien-Floridsdorf und dem Flughafen verkehren sie halbstündlich (mit Abweichungen) und halten an allen Stationen. Die Fahrzeit zwischen Flughafen und Wien Mitte beträgt 25 Minuten. In der Hauptverkehrszeit verkehren zwischen Wien Floridsdorf und Flughafen bzw. Wolfsthal stündlich vier S-Bahn-Züge pro Richtung sowie einzelne Regionalzüge. Diese halten nicht in allen Stationen.

#### City Airport Train (CAT)
Der City Airport Train (CAT) verkehrt im Halbstundentakt ohne Zwischenhalte mit einer Fahrzeit von 16 Minuten zwischen dem Flughafen und dem Bahnhof Wien Mitte. Der Zug benutzt dabei die Gleise der parallel verlaufenden S-Bahn, hält jedoch in beiden Bahnhöfen an separaten Bahnsteigen. Die Vollpreis-Fahrkarte für den nicht im Verkehrsverbund Ost-Region integrierten CAT kostet mit 14,90 Euro ca. zehn Euro mehr als die Fahrkarte für die parallel verlaufende S-Bahn inklusive der Fahrt auf den U-Bahnen, Straßenbahnen und Bussen der Wiener Linien in der Kernzone (Einzelfahrt, Stand 2023). Das 2021 eingeführte Klimaticket gilt im CAT nur eingeschränkt. Das Klimaticket 2. Klasse berechtigt lediglich zu einer Preisermäßigung von rund 50 %. Im City Air Terminal (am Bahnhof Wien Mitte) können Passagiere der Star Alliance und mehrerer anderer Fluggesellschaften für ihren Flug einchecken und auch das Gepäck aufgeben.

#### Gepard Express
Weiters bedient das tschechische Bahnunternehmen Gepard Express den Flughafenbahnhof mit einem Zugpaar von Brünn Hauptbahnhof aus.

### Straße

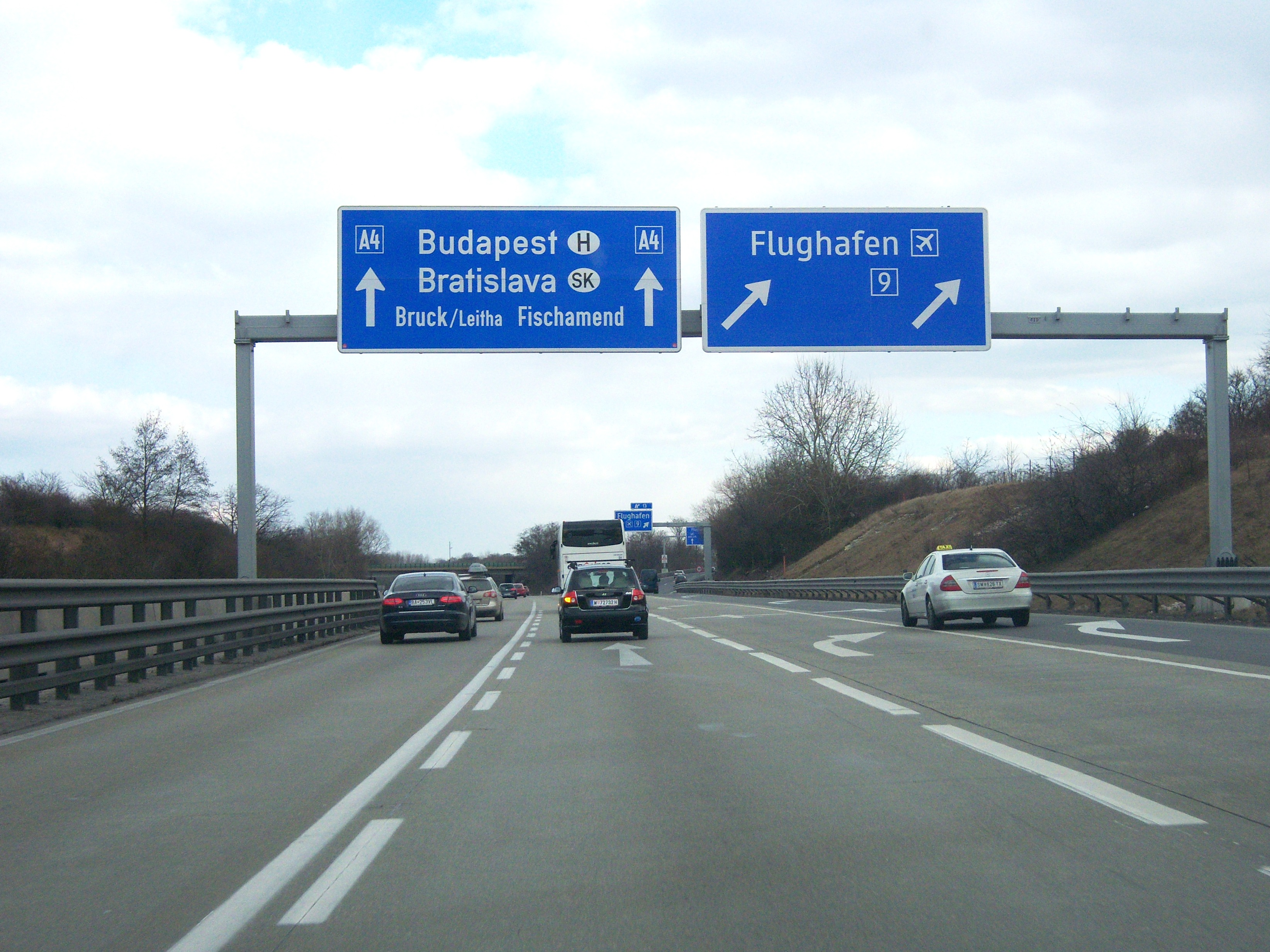
Anschlussstelle Flughafen Wien auf der A 4

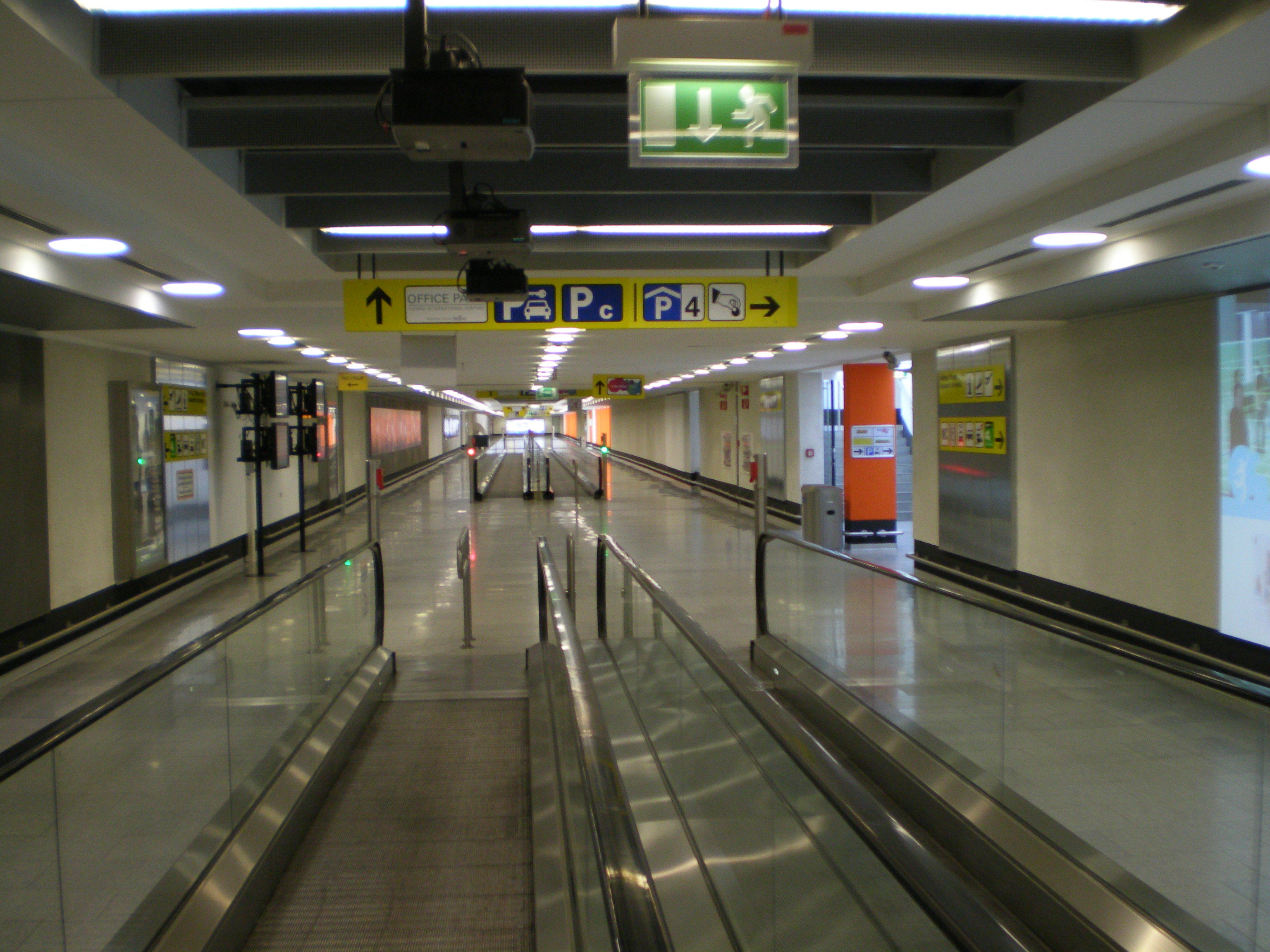
Zugangspassage zu Parkhaus 4 und Parkplatz C

#### Straßennetz
An das Straßennetz ist der Flughafen durch die Ostautobahn A 4 und die ehemalige Bundes- und nunmehrige Landesstraße B 9 (Pressburger Straße) angeschlossen. An ausgewählten Streckenabschnitten entlang der A 4 (Knoten Prater – Flughafen Wien) und der B 9 (Hainburg Donaubrücke – Schwechat Ost) ermittelt ein Kamerasystem die aktuelle Reisezeit zum und vom Flughafen. Die errechneten Daten werden unter anderem auf den Überkopfanzeigen entlang der A 4 und auf den Internetseiten des Flughafens bzw. der Asfinag veröffentlicht; eine Aktualisierung erfolgt dabei alle fünf Minuten.

#### Bus
Teilweise bereits seit 1954 verkehren drei Linien der von der Österreichischen Postbus AG betriebenen Vienna Airport Lines (VAL) vom zeitigen Morgen bis Mitternacht im Halbstunden- bzw. Stundentakt vom Flughafen in das Stadtgebiet von Wien. Eine Linie verkehrt in der Nacht im Zwei-Stunden-Takt. Bedient werden insgesamt 14 Haltestellen in der Innenstadt, am Westbahnhof, am Hauptbahnhof sowie in den Bezirken 2 (Leopoldstadt) und 22 (Donaustadt). Die Fahrzeit beträgt je nach Relation zwischen 20 und 60 Minuten, es gilt ein Sondertarif.
Seit März 2016 verkehrt vier Mal täglich eine Fernbuslinie der Unternehmensgruppe Dr. Richard von Graz über Pinggau zum Flughafen und wieder retour. Außerdem gibt es Fernbusverbindungen nach Budapest, Bratislava, Brünn, Prag und zum Flughafen Bratislava.
Sämtliche Busse halten am Busbahnhof vor der Ankunftshalle.
Auf dem Flughafenareal verkehrt ein kostenpflichtiger Linienbus („Airport-Shuttle“) halbstündlich als Rundkurs. Dieser bedient dabei Haltestellen im zentralen Flughafenkern um das Terminal, den Office Park, das Betriebsgelände, die Austrian-Basis und das VIP-GAC.

#### Autovermietung, Carsharing, Taxis
Alle gängigen Autovermietungen haben ihre Büros im Mietwagenzentrum im Parkhaus 4. Carsharingunternehmen bieten ebenfalls eine Ausleihmöglichkeit am Flughafen an. Auf reservierten Parkplätzen im Parkhaus 4 können die Leihwägen abgeholt oder abgestellt werden. Darüber hinaus stehen Taxis vor der Ankunftshalle rund um die Uhr zur Verfügung.

#### Parkflächen
Im Nahbereich des Terminals stehen die Parkhäuser 3 und 4, der Freiluftparkplatz C, der Kurzparkplatz K3 (Ankunftsebene) sowie die Terminalvorfahrt Abflug mit zwei Parkzonen und einer Ausstiegszone zur Verfügung. Parkhaus 4 kann auch von der Abflugebene direkt erreicht werden und neben Pkw zudem 44 Reisebusse aufnehmen. Diese Parkbereiche sind unterirdisch oder wettergeschützt mit dem Terminal verbunden, bieten Stellflächen für 21.252 Pkw (davon 11.038 in den Parkgaragen und 10.214 in den Freibereichen) und können auch im Voraus gebucht werden.
Weitere Parkmöglichkeiten mit Shuttleservice werden am „Mazur-Parkplatz“ (beim VIP-GAC) oder von im Umland gelegenen Betrieben angeboten.
Im Parkhaus 4 besteht die Möglichkeit, elektrisch betriebene Fahrzeuge aufzuladen. Dort befinden sich sechs Ladestecker. (2 × Typ 2 11 kW, 4 × Schuko)
Der Ladevorgang erfolgt mittels Berechtigungskarte der Anbieter Wien Energie Tanke, WienMobil, ChargeNow oder intercharge.

#### Radverkehr
Der Flughafen liegt an einem neu geschaffenen Fuß- und Radweg, der von Wien aus über die Stadt Schwechat und den Flughafen nach Fischamend und von dort weiter Richtung Neusiedler See führt. Die Strecke ist dabei mit weiteren Radwegrouten verknüpft. Auf dem Flughafengelände befinden sich Nextbike-Verleihstationen am Betriebsgelände beim Handling Center West und beim Office Park 1, wie auch Radabstellanlagen. Die 17 Kilometer lange Radroute wurde von den Gemeinden Schwechat und Fischamend in Zusammenarbeit mit dem Flughafen und Unterstützung des Landes Niederösterreichs realisiert.

## Flughafenanlagen

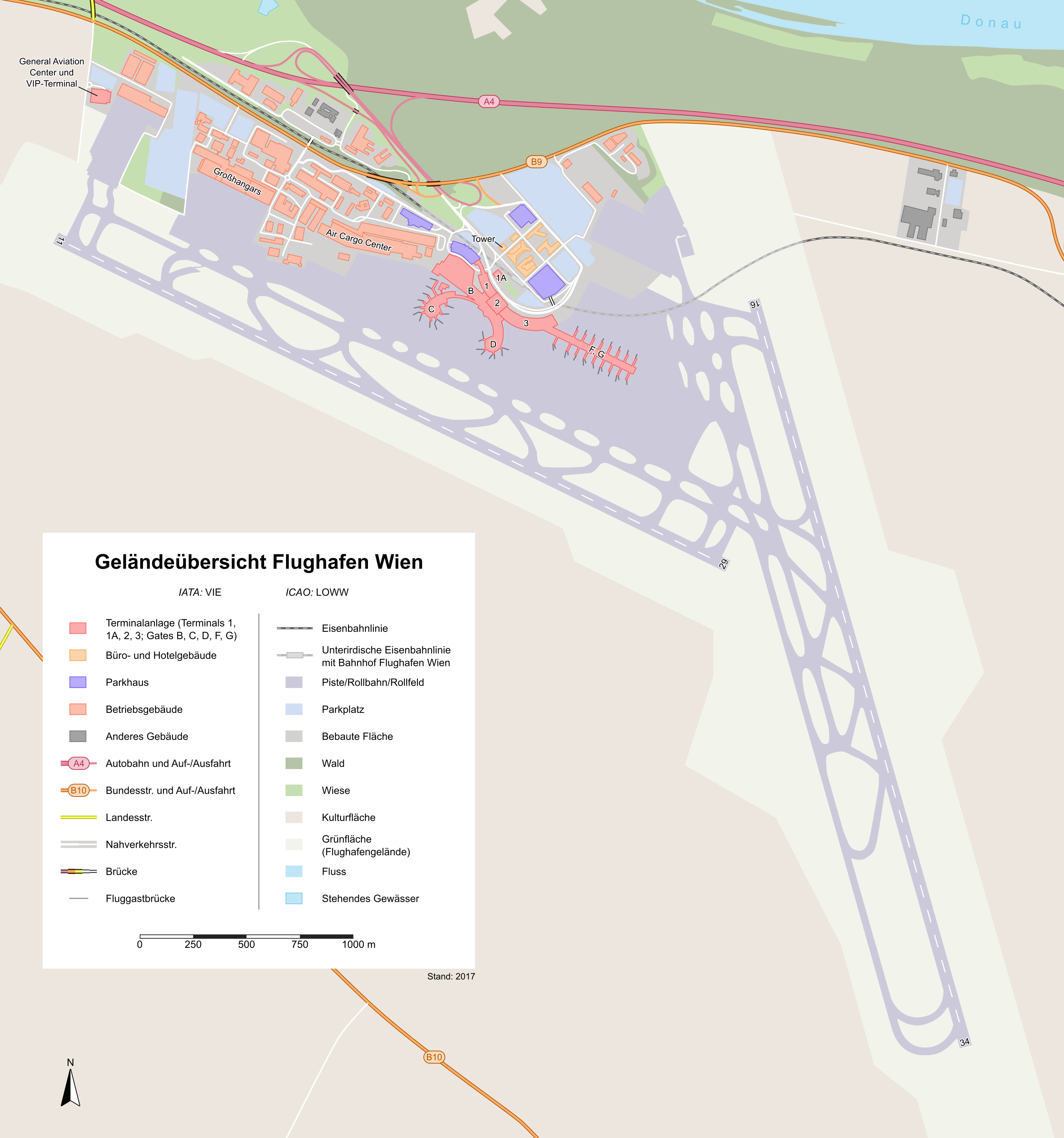
Karte des Flughafens Wien

### Terminal

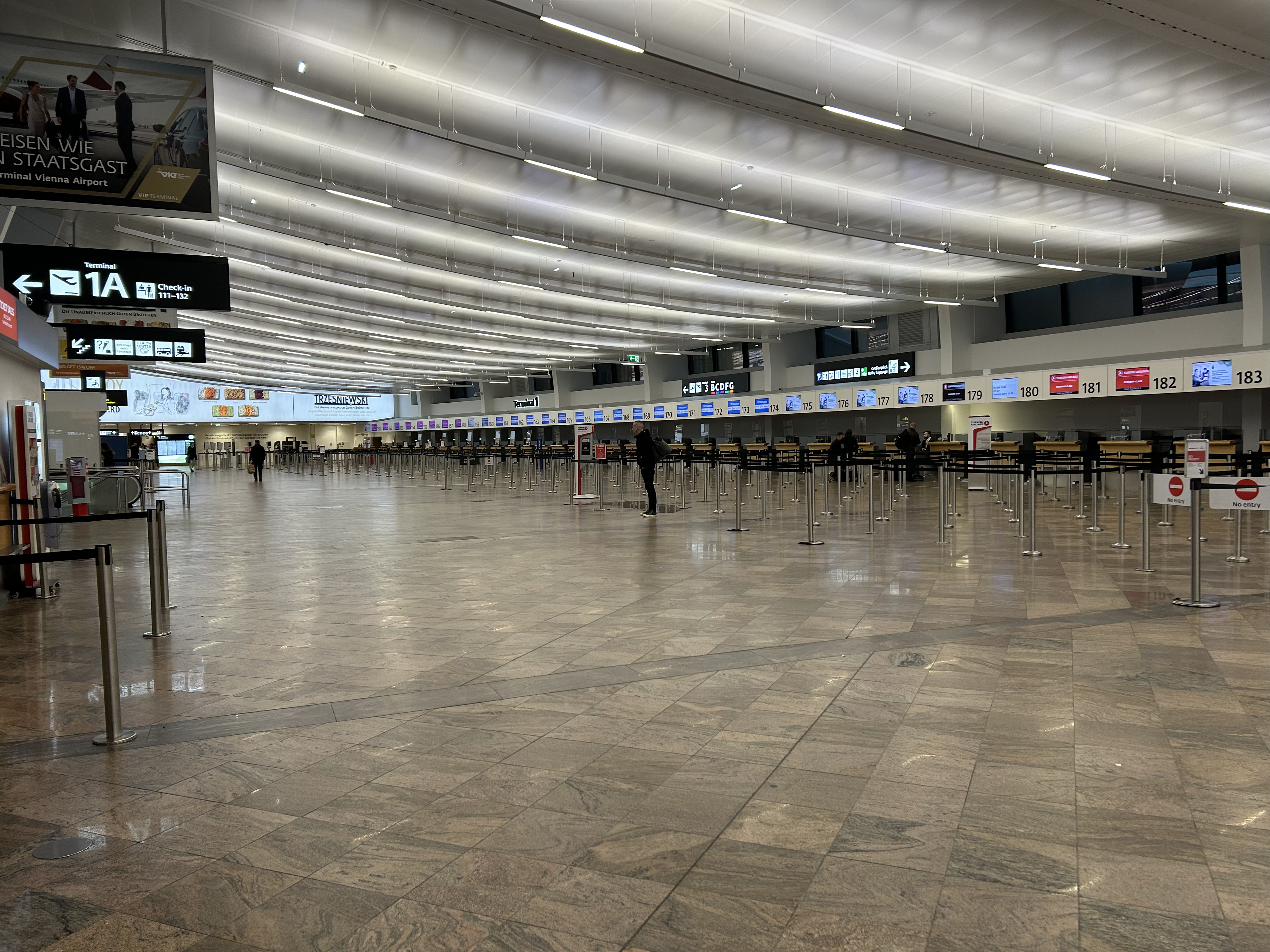
Terminal 1

Die Flughafen Wien AG ist Errichter, Eigentümer und Betreiber des Terminalgebäudes. Es gliedert sich in vier Check-in-Bereiche (genannt Terminals) und fünf Gate-Bereiche.
Auch um dem Wunsch nach kurzen Transferzeiten nachzukommen, sind die Gebäudeteile landseitig untereinander verbunden. Am Flughafen Wien nennt man eine Mindestumsteigezeit von 25 Minuten (innerhalb von Star-Alliance-Flügen) bis 30 Minuten.
Das Terminal ist von unten nach oben in folgende Ebenen gegliedert: Auf Ebene –2 befindet sich der Flughafenbahnhof, auf Ebene 0 die Ankunftshalle und auf Ebene 1 der Check-in, die Sicherheitskontrollen sowie ein Großteil der Abfluggates. Durchgehende Ebenen 2, 3 und 4 sind nur im Terminal 3 und Pier Nord vorhanden. Ebene 2 ist dabei für die hier abgefertigten Ankommenden vorgesehen, auf Ebene 3 liegt der Non-Schengen-Bereich. Auf Ebene 4 befindet sich die Besucherterrasse.

#### Check-in-Bereiche

##### Terminal 1

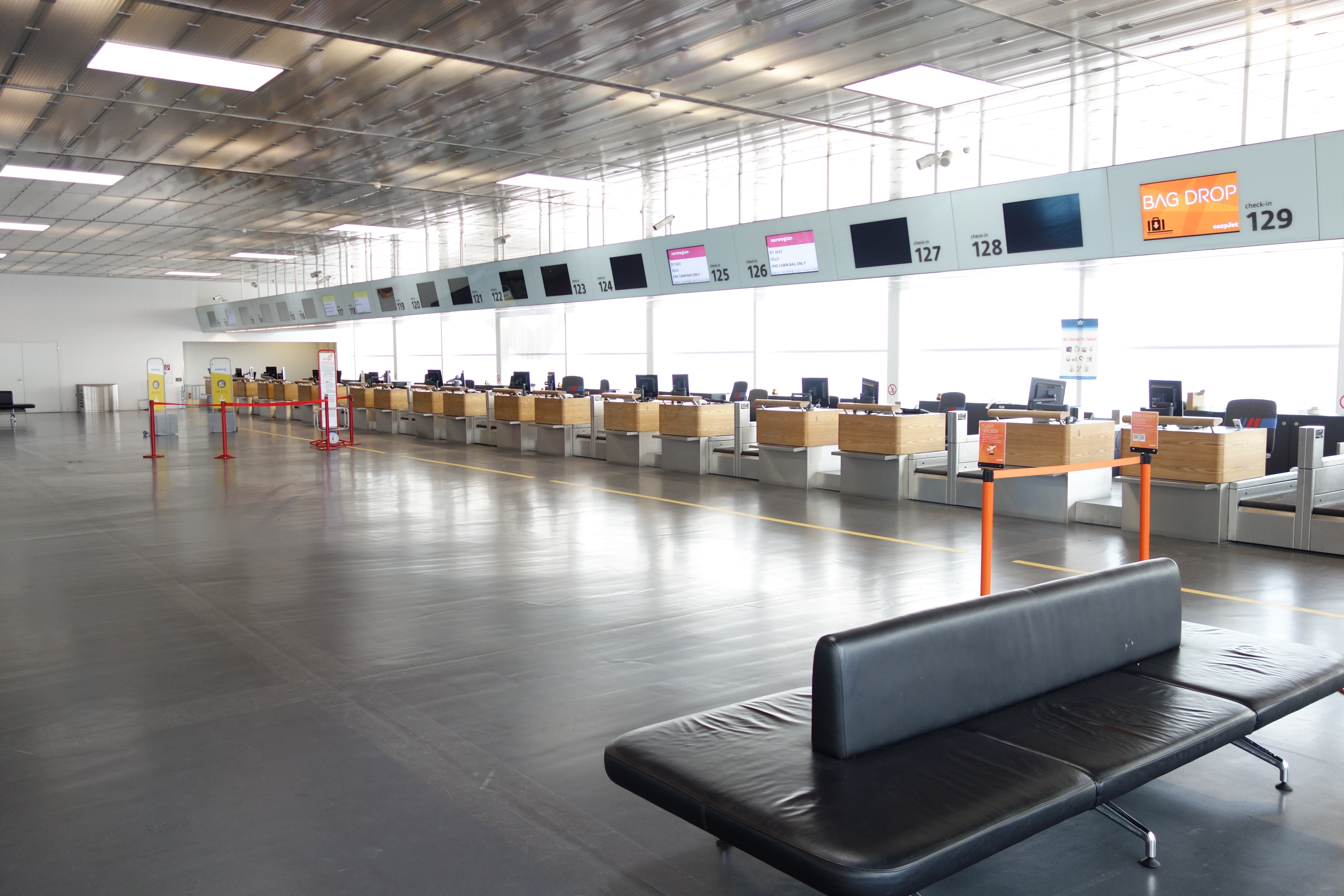
Terminal 1A

An den 42 Schaltern werden zum Großteil Passagiere jener Gesellschaften abgefertigt, welche nicht der Star Alliance angehören. Die Serviceschalter der hier ansässigen Fluggesellschaften befinden sich gegenüber der Check-in-Zone entlang der Vorfahrt. Eine Ladenzeile und der Zugang zu Parkhaus 3 schließen westlich unmittelbar an die Schalterhalle an.

##### Terminal 1A
Aufgrund des zunehmenden Passagierwachstums wurden im August 2005 zusätzliche temporäre Check-in-Kapazitäten geschaffen. Ursprünglich nur für die Dauer von drei Jahren gedacht, entstand das Provisorium in viermonatiger Bauzeit auf einem Parkdeck direkt gegenüber von Terminal 1. An den 22 Schaltern werden mittlerweile hauptsächlich Charter- und Billigfluggesellschaften abgefertigt.

##### Terminal 2

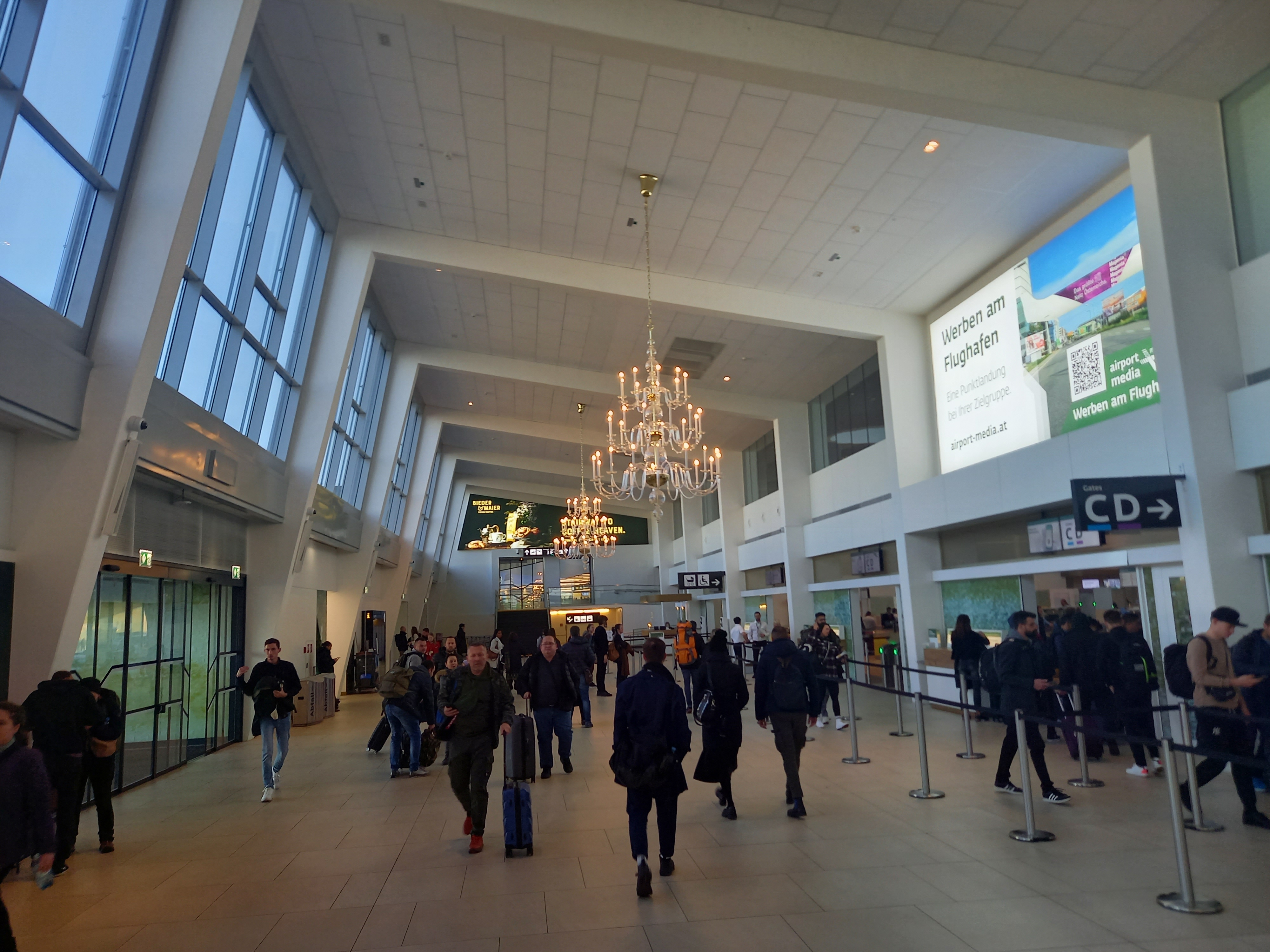
Ehemalige Terminal 2, heute als Zentrale Sicherheitskontrollstelle für C und D Gates benutzt

Das 1960 fertiggestellte Gebäude war bis zur Errichtung von Terminal 1 das einzige Empfangsgebäude des Flughafens. Hier wurden anfangs ankommende und abfliegende Reisende abgefertigt, später jedoch nur noch die Abfliegenden. Derzeit findet hier keine Passagierabfertigung statt. Die letzten noch im Terminal 2 verbliebenen Fluggesellschaften übersiedelten im Jänner 2012 in andere Check-in-Bereiche. Im Frühjahr 2013 wurden Check-in- und der Ticketschalter stillgelegt sowie der Gepäcksortierbereich im Untergeschoß abgebaut. Terminal 2 dient nun lediglich als Zugang zu den Gates B, C und D, wobei nur die neugestaltete östliche Bordkartenkontrollstelle in Betrieb ist. Um den Passagieren den Übergang in den Terminal 3 zu erleichtern, wurde bis Mitte Juli 2014 eine temporäre Rampen- und Stiegenanlage installiert.
Das Gebäude wurde ab dem Jahr 2018 umfassend modernisiert und hat nun hauptsächlich eine zweite zentrale Sicherheitskontrolle die den Zugang zu dem C und D Gates ermöglicht (siehe dazu: Ausbau und Planungen). 2022 wurde die Anlage wieder dem Betrieb übergeben, wodurch eine neue Gepäcksortieranlage gebaut wurde, durch die wieder ankommende Passagiere abgefertigt werden. Diese Anlage ist an Terminal 3 angebunden oder kann auf der unteren Etage von Terminal 2 verlassen werden.

##### Terminal 3

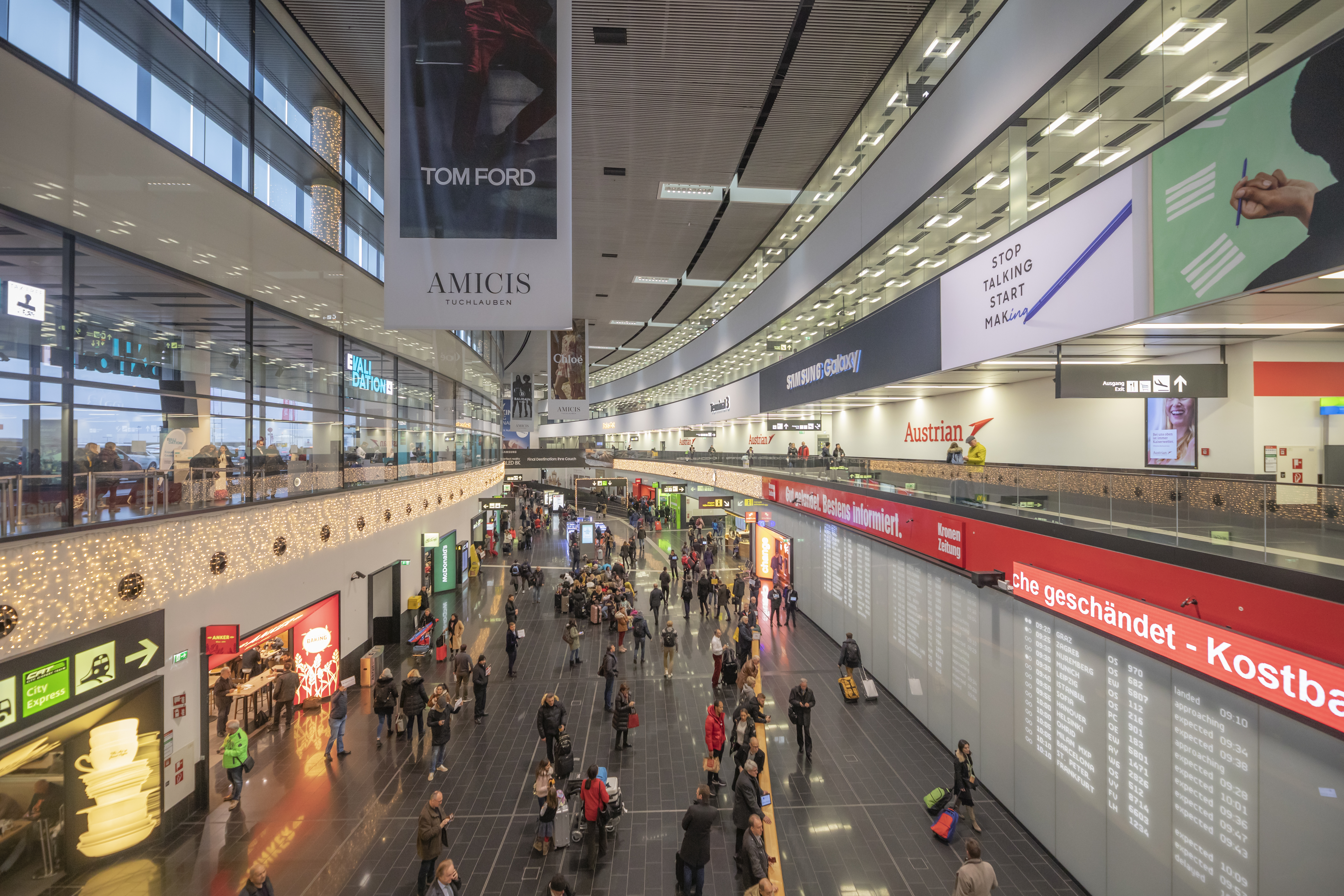
Terminal 3

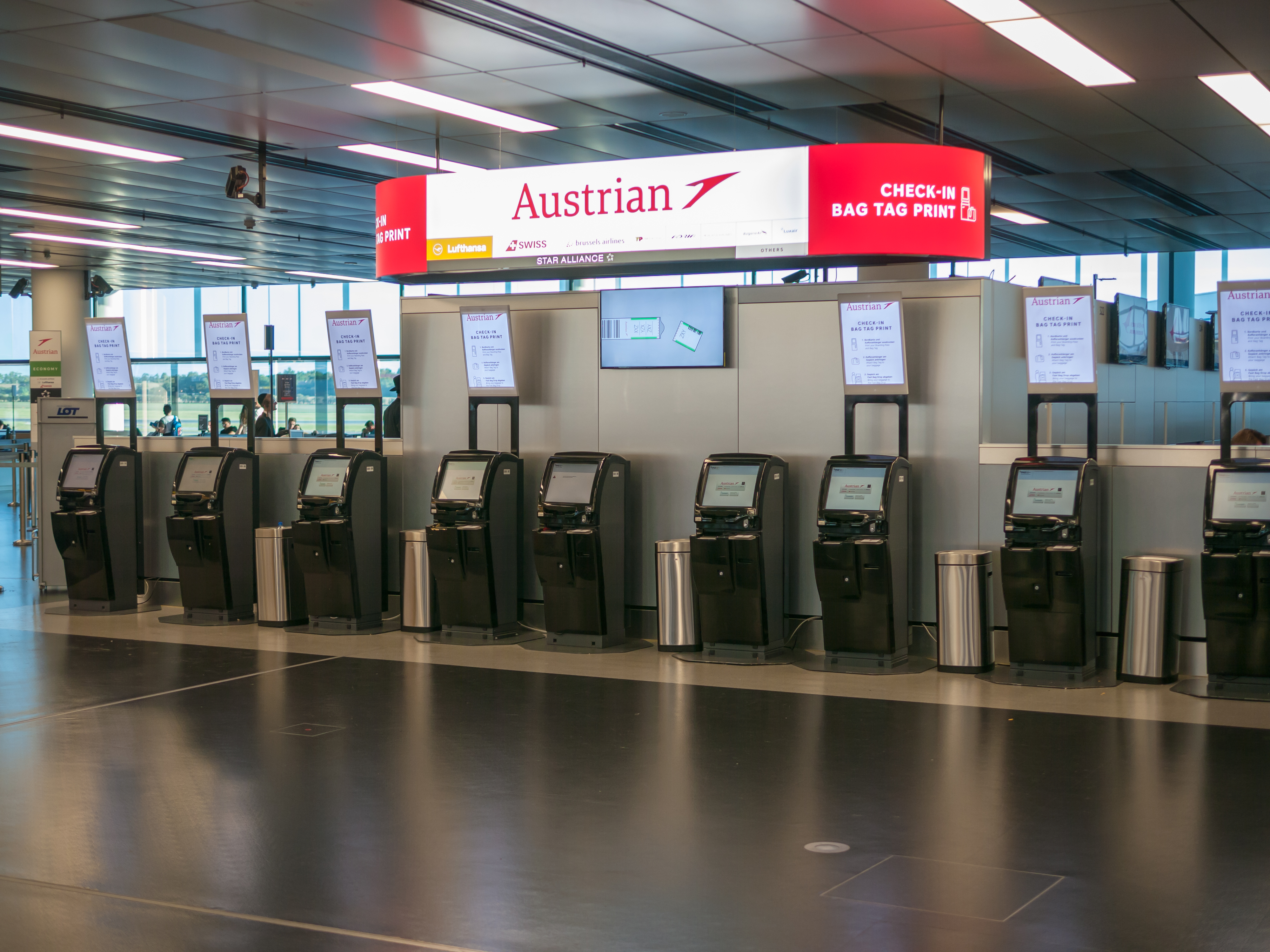
Star Alliance-Check-in-Bereich im Terminal 3

Seit dem 5. Juni 2012 nutzen Austrian Airlines und ein Großteil der Star-Alliance-Mitglieder den unter dem Projektnamen Skylink errichteten Neubau. Nach Angaben vom Jänner 2017 werden 60 % aller Passagiere des Flughafens im Terminal 3 abgefertigt.
Der Terminalbereich ist 270 Meter lang und hat eine Fläche von 76.000 m². Der sichelartige Bau gliedert sich in zwei Hallen die durch einen entlang der Längsachse situierten Gebäudetrakt getrennt werden. Jene auf Seite der Vorfahrt ist 19 Meter hoch und wird auf Ebene 0 als zentraler Ankunftsbereich des Flughafens genutzt. Außerdem befinden sich dort mehrere Geschäfts- und Gastronomieflächen und die direkte Verbindung zum Flughafenbahnhof.
Sie wird auf Ebene 1 von vier Brücken überspannt, über die abfliegende Passagiere von der Zufahrt aus die zweite Halle erreichen. In ihr befinden sich 64 in Inseln angeordnete Check-in-Schalter und die zentrale Sicherheitskontrolle (siehe Bild rechts). Über ihre gesamte Dachkante erstreckt sich eine Besucherterrasse.
Seit Jänner 2022 stehen im öffentlichen Raum des Terminal 3 Schlafboxen zur Miete zur Verfügung.

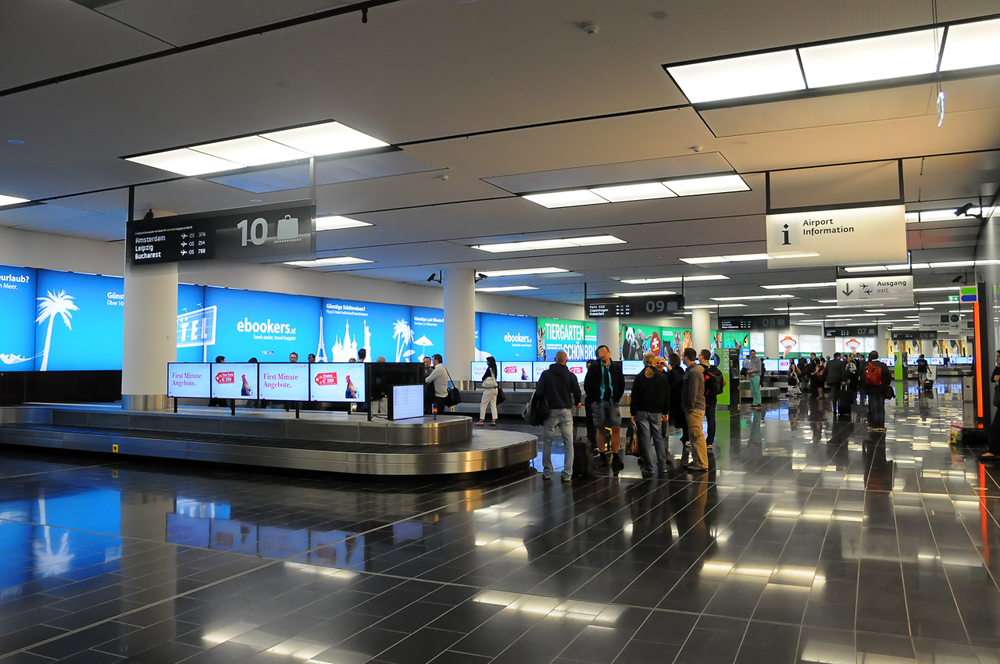
Die zentrale Gepäckausgabe …
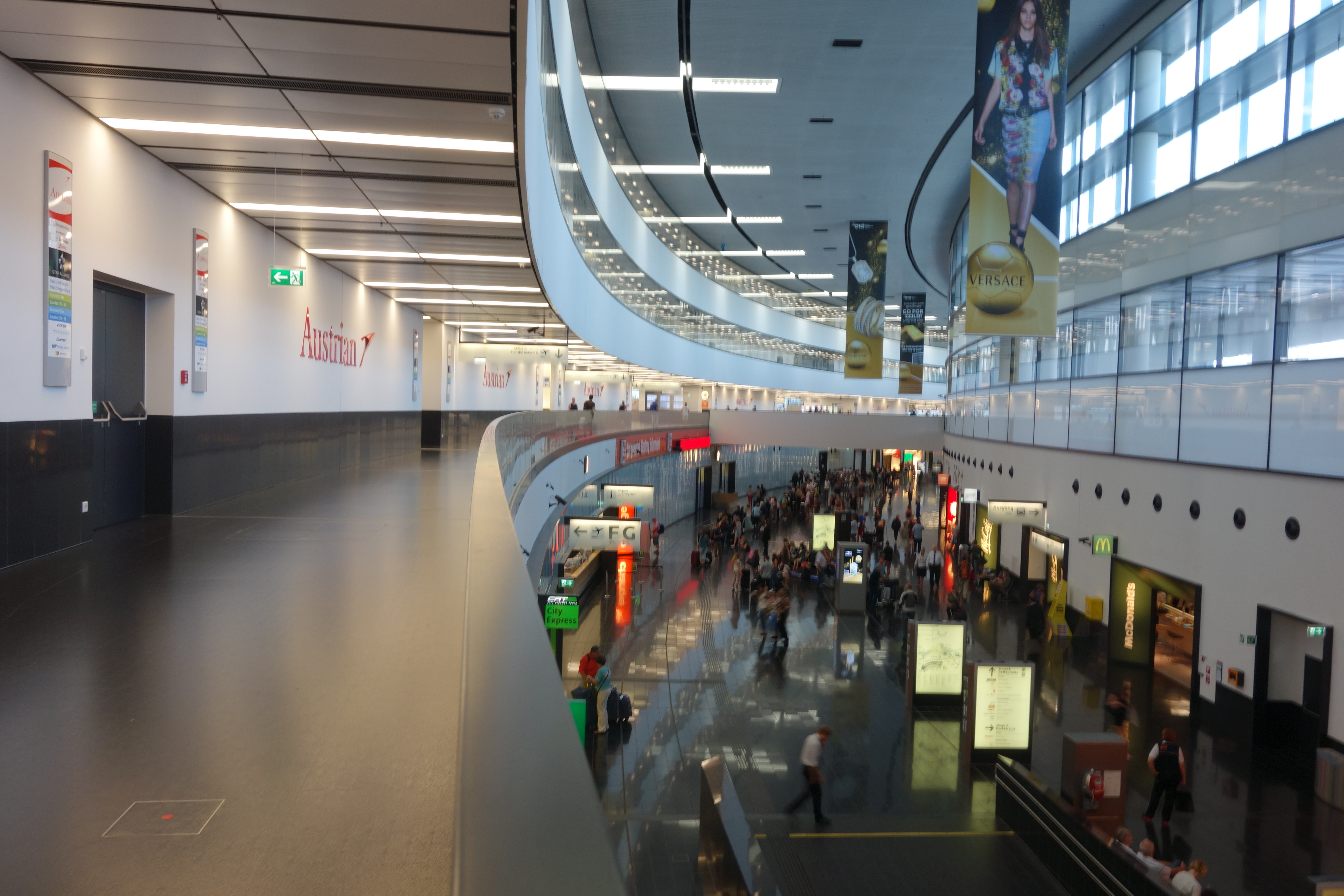
… und der Ankunftsbereich befinden sich ebenso in Terminal 3

#### Gate-Bereiche

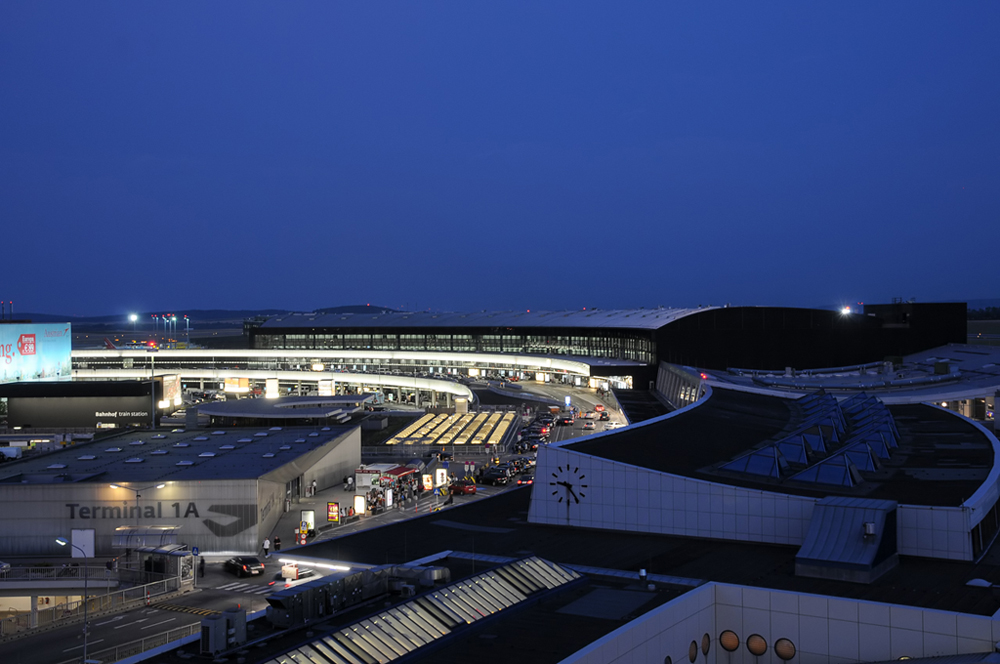
Die Check-in-Bereiche im Überblick. Beginnend in der rechten unteren Ecke (nach oben): Terminal 1, Terminal 2, Terminal 3. Links unten: Terminal 1A

An Terminal 1 und Terminal 2 sind die Gate-Bereiche C und D angegliedert, der Zugang zu ihnen erfolgt über eine Bordkartenkontrollstelle und Sicherheitskontrolle im Terminal 2. Im Anschluss befindet sich die sogenannte Plaza mit Handels- und Gastronomiebetrieben. Über sie gelangt man in die Bereiche mit den Flugsteigen, wo sich weitere Geschäfte und Restaurants befinden.
Die Gate-Bereiche F und G sind über den Terminal 3 zu erreichen. Nach Überprüfung der Bordkarten wird hier gleich im Anschluss auch die Sicherheitskontrolle passiert. Die Bereiche C, D und F, G sind durch einen Verbindungsgang zwischen den D- und G-Gates miteinander verbunden. Dieser liegt jedoch nicht im Sicherheitsbereich. Daher werden die beiden Bereiche auch durch einen Transferbus über das Vorfeld verbunden.
Alle Flugsteige sind mit automatischen Vereinzelungsanlagen für ein selbsttätiges Boarding ausgerüstet. Der Wiener Flughafen war der erste Betreiber dieser für Bordkarten aller Fluggesellschaften einsetzbaren Lesegeräte. Die Gate-Bezeichnungen im Terminal (wie z. B. C33, F04) orientieren sich an den Parkpositionen am Vorfeld.
An den Flugsteigen C und D ankommende Passagiere gelangen über die Abflugebene zur Gepäckausgabe. In den Bereichen F und G Ankommende werden über eine eigene Ankunftsebene in die Gepäckhalle geleitet. Die ehemaligen B-Gates werden für Non-Schengen Busankünfte genutzt.

##### Bereich B

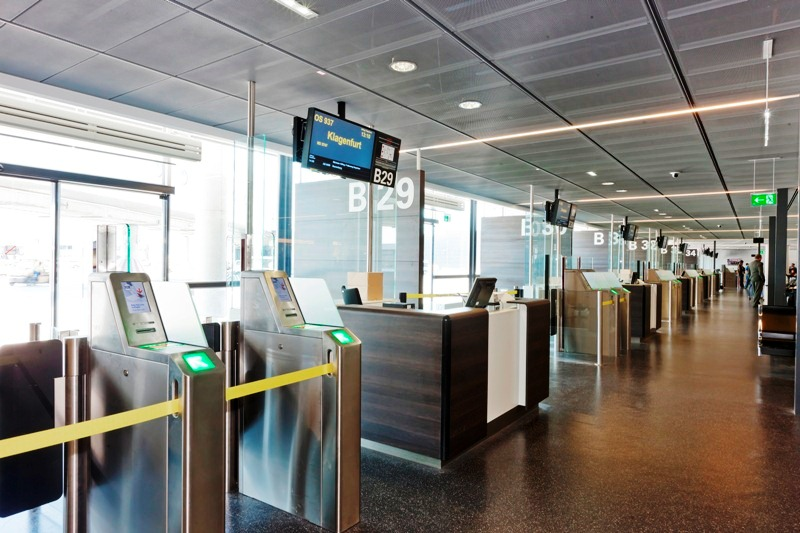
Busgates B31 bis B42

In Bereich B (Gates B31 bis B42), der sich auf Vorfeldebene unter der Zugangsbrücke zu Bereich C befindet, wurden Flüge in den Schengen-Raum abgefertigt. Die Fluggäste wurden hier ausschließlich per Bus zum Flugzeug gebracht. Im Juni 2011 wurden umfangreiche Renovierungsarbeiten an den zwölf B-Busgates abgeschlossen. Der Umbau dauerte acht Monate und ließ den Innenbereich der B-Gates in einem neuen modernen Design erscheinen. Das neue Konzept beinhaltete unter anderem eine offene Raumgestaltung und eine neue Bestuhlung. Da die Sicherheitskontrolle für den Bereich C seit 2012 ebenfalls auf dieser Ebene zentral erfolgte, mussten im Zuge der Vergrößerung und Neupositionierung der Kontrollstraßen sechs B-Gates aufgelassen werden.
Seit 2021 werden die ehemaligen B-Gates für Busankünfte der Non-Schengen Flüge umgebaut. Dort war die Passkontrolle eingebaut und Passagiere mit Non-Schengen Transit werden per Bus zu den internationalen Gates D und G gebracht. Stand 5. August 2024 wurden die Gates B bereits nahezu gänzlich von den Leitsystemen entfernt. 

##### Bereich C („Pier West“)

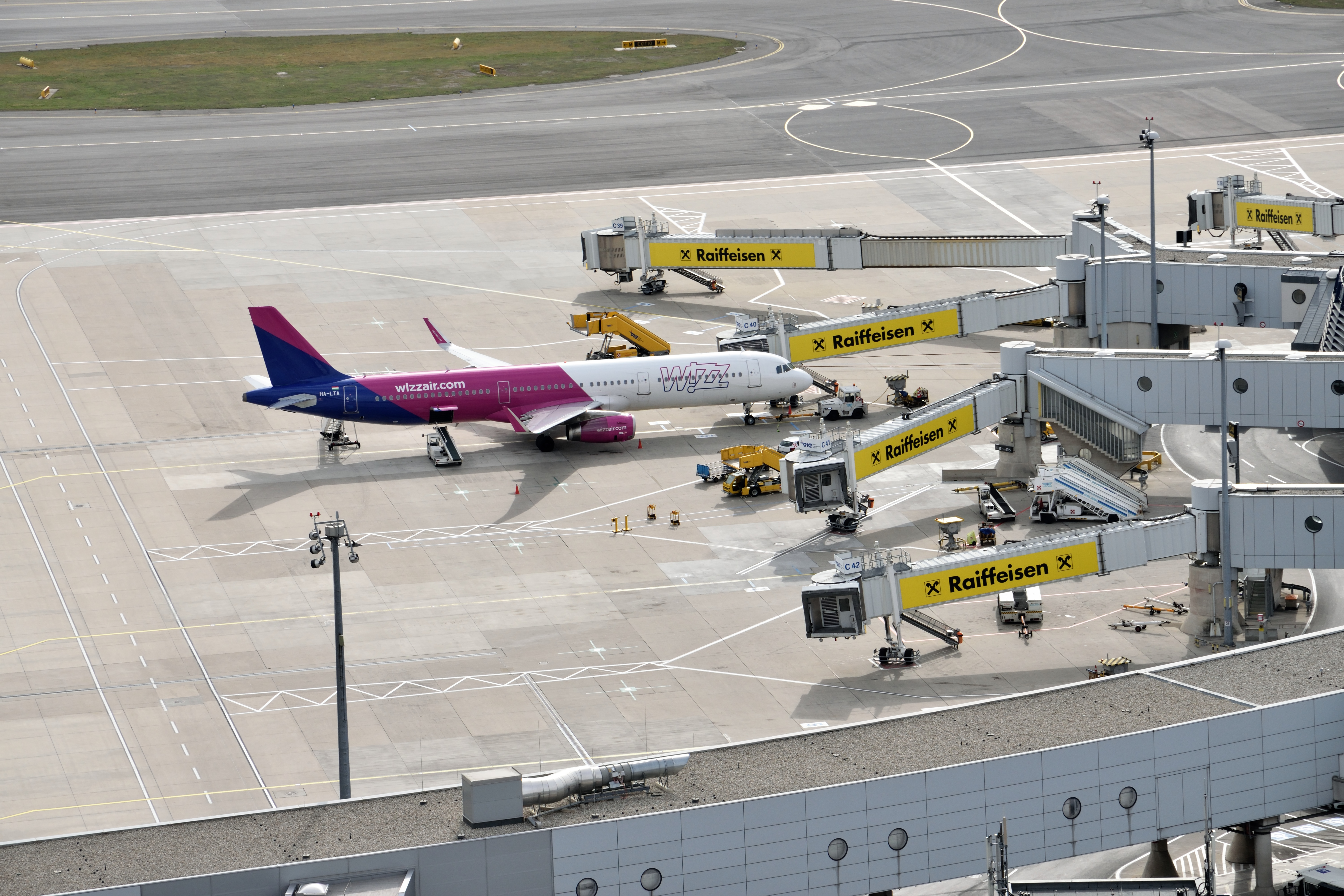
Pier West

In Bereich C werden Flüge in den Schengen-Raum abgefertigt. Hier befinden sich zwölf Fluggastbrücken (Gates C31 bis C42) und fünf Busgates (C71 bis C75). Diese zusätzlichen Gates wurden 2008 in einer hierfür umgebauten Geräteeinstellhalle geschaffen.
Pier West wurde bis November 2014 revitalisiert und umgestaltet. Dabei wurden auch die nicht mehr benötigten Glastrennwände zwischen den Warteräumen der Gates entfernt und die Möblierung erneuert. Auch die Geschäftsflächen wurden neu angeordnet und dabei ein Food Court eingerichtet.

##### Bereich D („Pier Ost“)

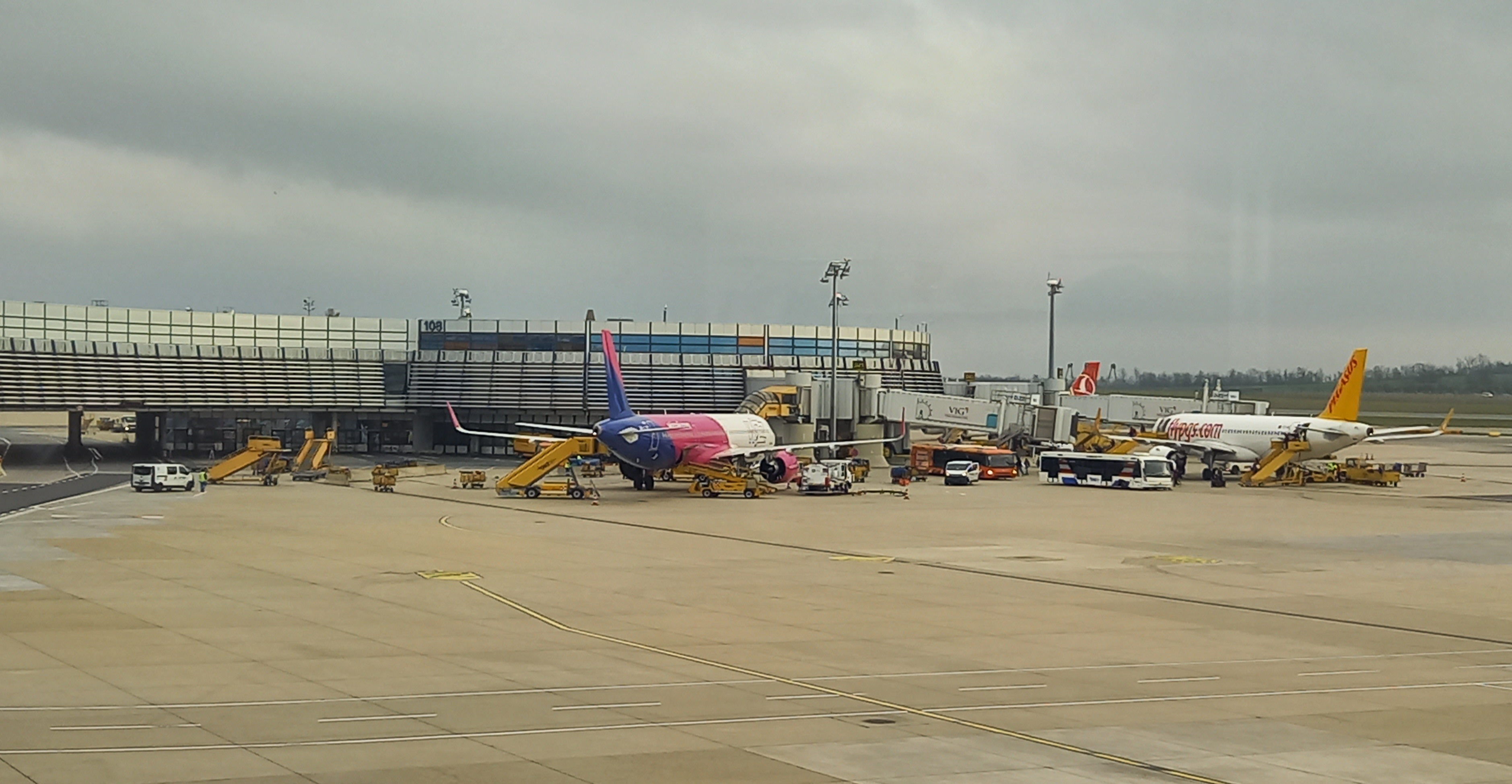
Pier Ost

In Bereich D werden Flüge ins Nicht-Schengen-Ausland abgefertigt. Die dafür notwendige Passkontrolle für die abfliegenden (und ankommenden) Passagiere erfolgt an der Pierwurzel. Die Fluggäste gelangen entweder über acht Fluggastbrücken (Gate D21 bis D29) oder über 16 Busgates (Gates D31 bis D37 und D61 bis D70) zu den Flugzeugen. Die Flugsteige D31 bis D37 wurden als Kapazitätserhöhung in den Jahren 2002 bis 2004 errichtet. Die zuvor schlanke Brücke zum Pier Ost (ähnlich jener am Pier West) wurde dafür zu beiden Seiten mit einem Anbau versehen und so verbreitert. Je nach Bedarf können an einzelnen Flugsteigen zwei Brücken zur Abfertigung genutzt werden.

##### Bereich F („Pier Nord“)

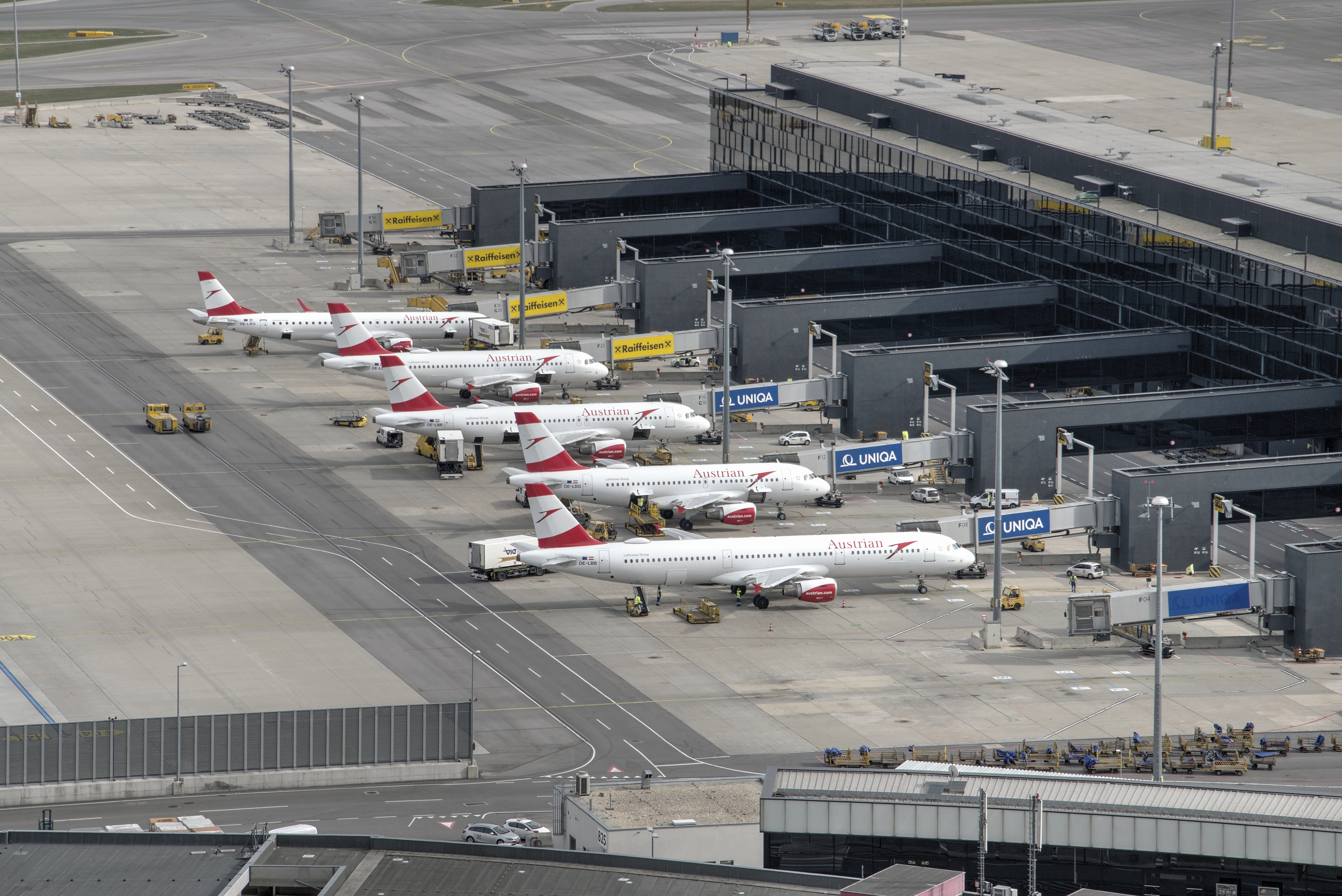
Pier Nord

In Bereich F (Gates F01 bis F37) auf Ebene 1 werden Flüge in den Schengen-Raum abgefertigt. Hier befinden sich 17 Brücken- und 12 Busgates, 4 weitere Gates sind optional für Brücken- oder Busboarding ausgelegt. An insgesamt fünf Positionen bestehen jeweils zwei Fluggastbrücken. Vier unbezeichnete Gates sind als Sondergates für den Bustransfer bzw. Notausgänge vorgesehen.

##### Bereich G („Pier Nord“)

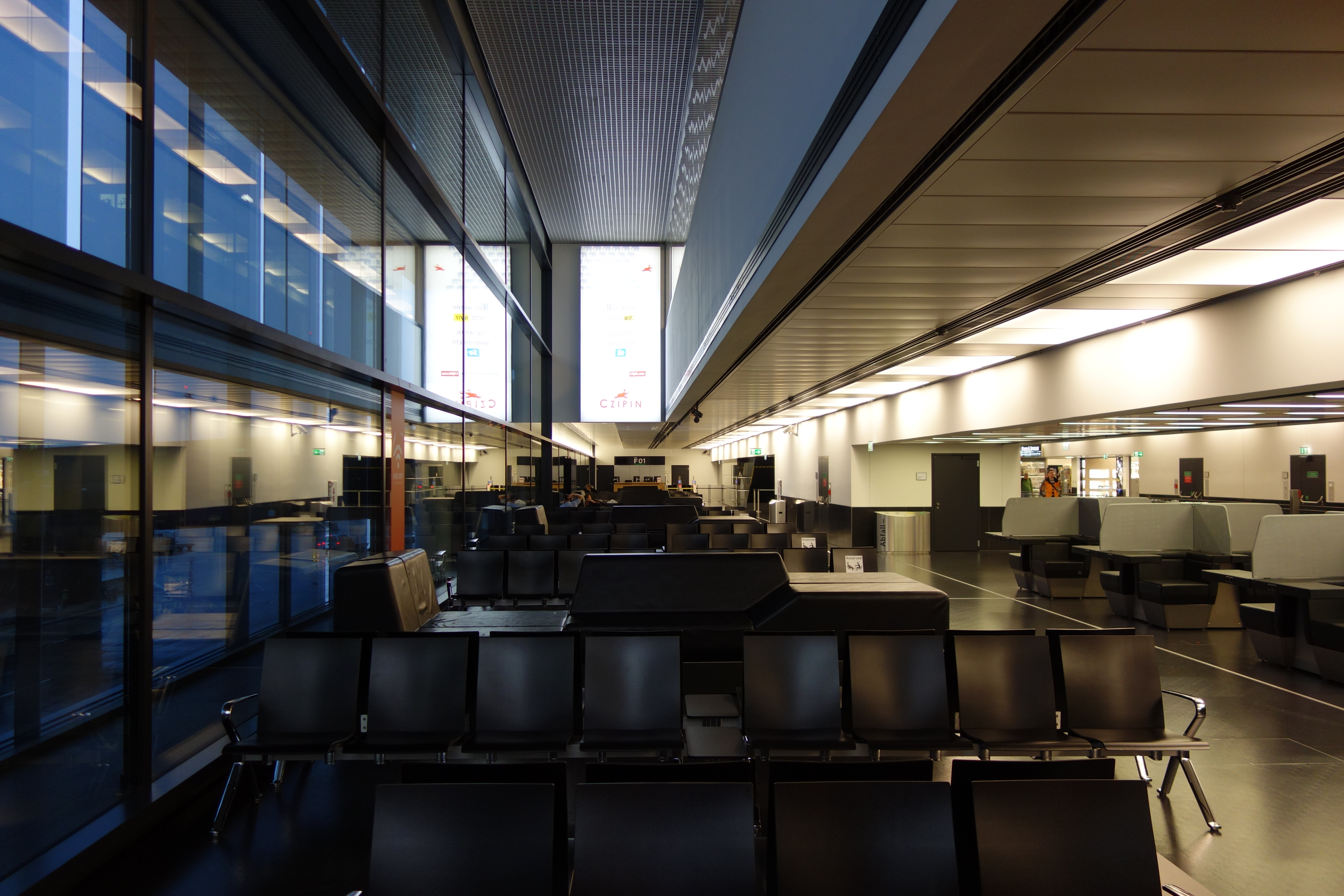
Wartebereich der Gates F01 und F03 im Pier Nord

In Bereich G (Gates G01 bis G37) auf Ebene 3 werden Flüge in den Non-Schengen-Raum abgefertigt. Die Passagiere gelangen über 15 Brückengates in die Flugzeuge, 14 davon können auch als Busgate verwendet werden. Da dieser Abflugbereich jedoch dieselben Pierfinger wie Bereich F nützt, müssen die Passagiere zuerst über Rolltreppen und Aufzugsanlagen auf Ebene 1 wechseln.

### VIP Terminal und General Aviation Center

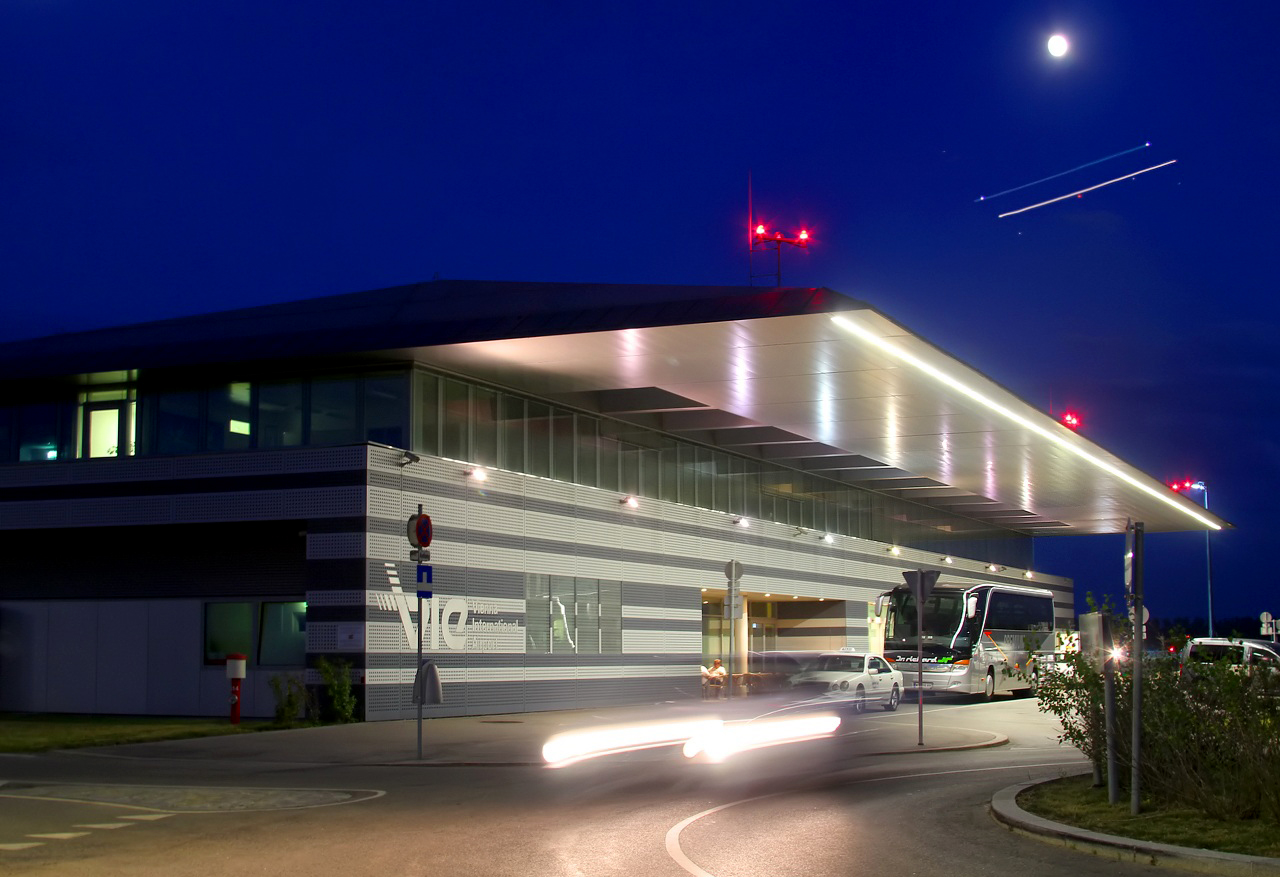
Das VIP-Terminal und General Aviation Center

Der Gebäudekomplex des VIP-Terminals mit angeschlossenem Bereich für die Allgemeine Luftfahrt (auch General Aviation Center, kurz VIP-GAC genannt) wurde in den Jahren 2004 bis 2005 völlig neu und vom Hauptterminal getrennt errichtet. Es dient als Ersatz für das alte VIP- und Business-Center, das im Zuge der Errichtung von Terminal 3 abgerissen werden musste und auch nicht mehr den neueren Anforderungen entsprach. Das neu geschaffene Areal liegt nun am westlichen Rand des Flughafengeländes.
Hier können Einzelpassagiere, Gruppen, Ehren- und Staatsgäste mit erhöhtem Sicherheitsbedarf betreut werden, während sich eigenes Personal um das Gepäck und alle Abfertigungsmodalitäten kümmert. Das Terminal erfüllt alle wesentlichen Aufgaben eines Flughafens auf engstem Raum.
Das Gelände umfasst nun das dreigeschoßige Terminal mit angegliederten Einstellboxen für Vorfeldfahrzeuge, die Hangars 5, 6 und 7 für Privatflugzeuge sowie ein Werkstätten- und Lagerbereich. Davor liegt ein eigenes Vorfeld mit Anschluss an das Rollwegsystem und einer Verbindung zur Schwelle von Piste 11. Die Anlagen können platzmäßig Flugzeuge bis zu den Typen Airbus A321 und Boeing 737 aufnehmen. Größere Maschinen werden am Main Apron geparkt.
Die drei Hangars wurden stufenweise errichtet.
Vor dem Empfangsgebäude liegt ein Großparkplatz. Richtung Vorfeld befindet sich der „Ehrenhof“, ein für den Empfang von Ehrengästen konzipierter, nicht einsehbarer Vorfahrtsbereich abseits des Haupteingangs, der mittels Schiebetoren vom Vorfeld bzw. Parkplatzbereich abgetrennt ist. Durch die städtebauliche Konzeption werden auch die Vorfeldflächen größtmöglich vom Umland abgeschirmt.
Auf der Ostautobahn A 4 steht darüber hinaus eine eigene Betriebsausfahrt zur Verfügung, die den VIP-Konvois eine schnelle Zufahrt zum Gebäude ermöglicht. Der reguläre Betrieb wurde mit Beginn der Österreichischen EU-Präsidentschaft am 1. Jänner 2006 aufgenommen.

### Start- und Landebahnen

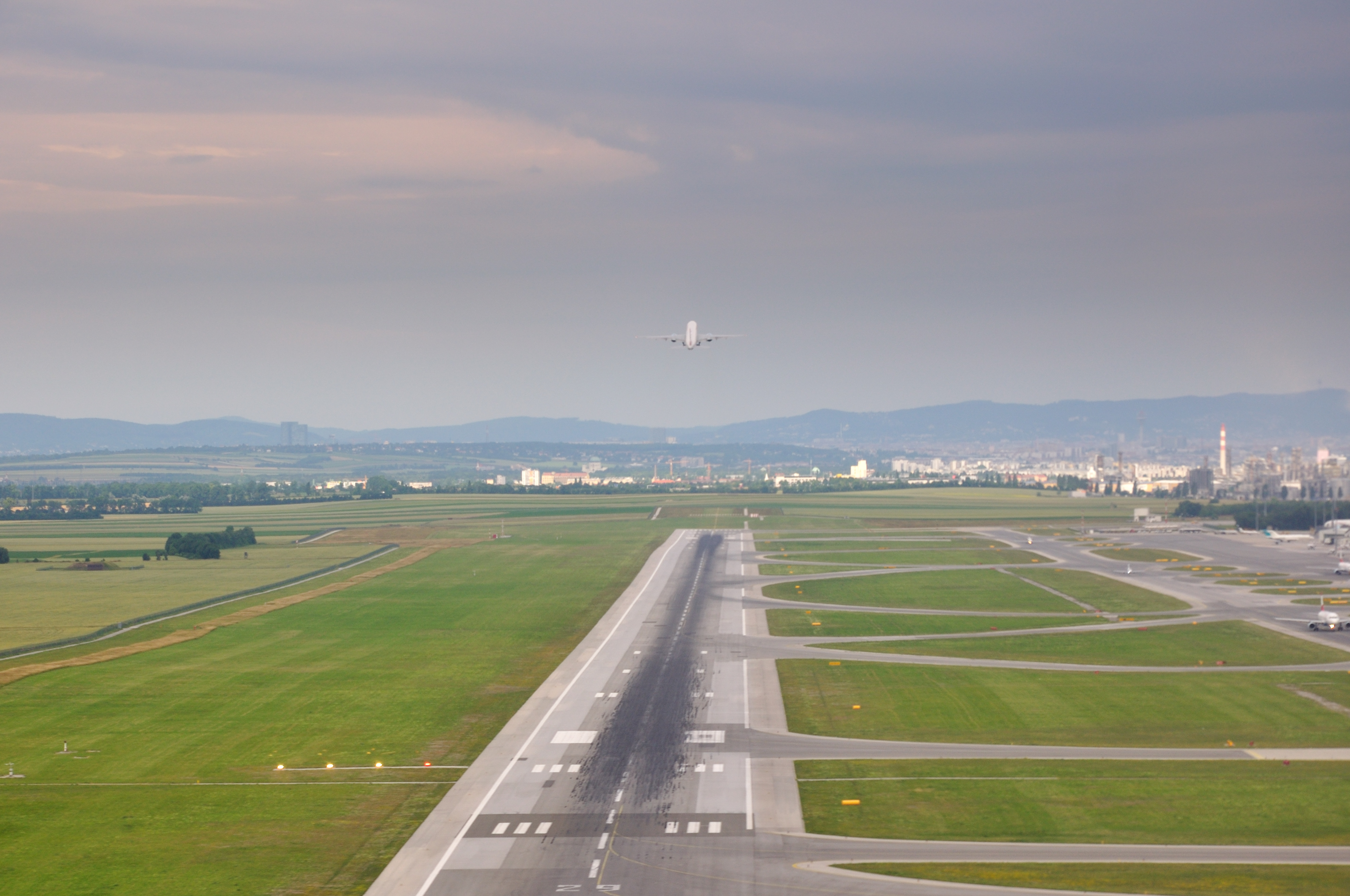
Eine Maschine startet von Piste 29

Der Flughafen besitzt zwei Start- und Landebahnen, die sich in ihrer Verlängerung kreuzen. Dadurch bestehen gemessen an der Kapazität des Pistensystems rechnerisch nur 1,6 Pisten, da sie nicht gänzlich unabhängig voneinander betrieben werden können.
Beide Pisten besitzen an ihren Rändern jeweils 7,5 m breite Schultern (befestigte Seitenstreifen) aus Bitumen. Die Rollwege haben eine Breite von 23 Metern, ihre Schultern sind jeweils 4,5 m breit. Im Zeitraum vom 8. April bis zum 26. Mai 2013 wurde die Deck- und Binderschicht von Piste 16/34 erneuert und die Tragfähigkeit ihrer Schultern erhöht. Ebenso wurden die Innenkurven einzelner Rollwege verbreitert. Die letzte vergleichbare Sanierung wurde 1993 durchgeführt. Die Arbeiten fanden ausschließlich in den Nachtstunden sowie am Wochenende statt.
Die letzten großflächigen Arbeiten an der ersten Piste (11/29) wurden vom 6. April bis zum 15. Juni 2016 durchgeführt. In diesem Zeitraum wurden in 35 Nächten und an sechs Wochenenden rund 210.000 m² Oberfläche erneuert.
| Bezeichnung | geogr. Richtung | Abmessungen   | Höhe Schwelle (ü. d. M.) | Oberfläche | Rollzeit in Minuten  | Rollzeit in Minuten |
| ----------- | --------------- | ------------- | ------------------------ | ---------- | -------------------- | ------------------- |
| Bezeichnung | geogr. Richtung | Abmessungen   | Höhe Schwelle (ü. d. M.) | Oberfläche | zu Vorfeldpositionen | zu Pierpositionen   |
| 29          | 291°            | 3500 m × 45 m | 183,0 m                  | Bitumen    | 3                    | 4                   |
| 11          | 111°            | 3500 m × 45 m | 175,0 m                  | Bitumen    | 4                    | 5                   |
| 16          | 159°            | 3600 m × 45 m | 182,0 m                  | Bitumen    | 7                    | 10                  |
| 34          | 341°            | 3600 m × 45 m | 178,7 m                  | Bitumen    | 5                    | 7                   |

Die Bezeichnung ergibt sich generell auf Grund ihrer Lage zum magnetischen Nordpol, der aber nicht ortsfest ist und sich deshalb stetig verlagert. In den 1980er Jahren wurde aus diesem Grund eine Namensänderung der heutigen Piste 11/29 fällig. Zuvor wurde sie als Piste 12/30 geführt.

### Airport City

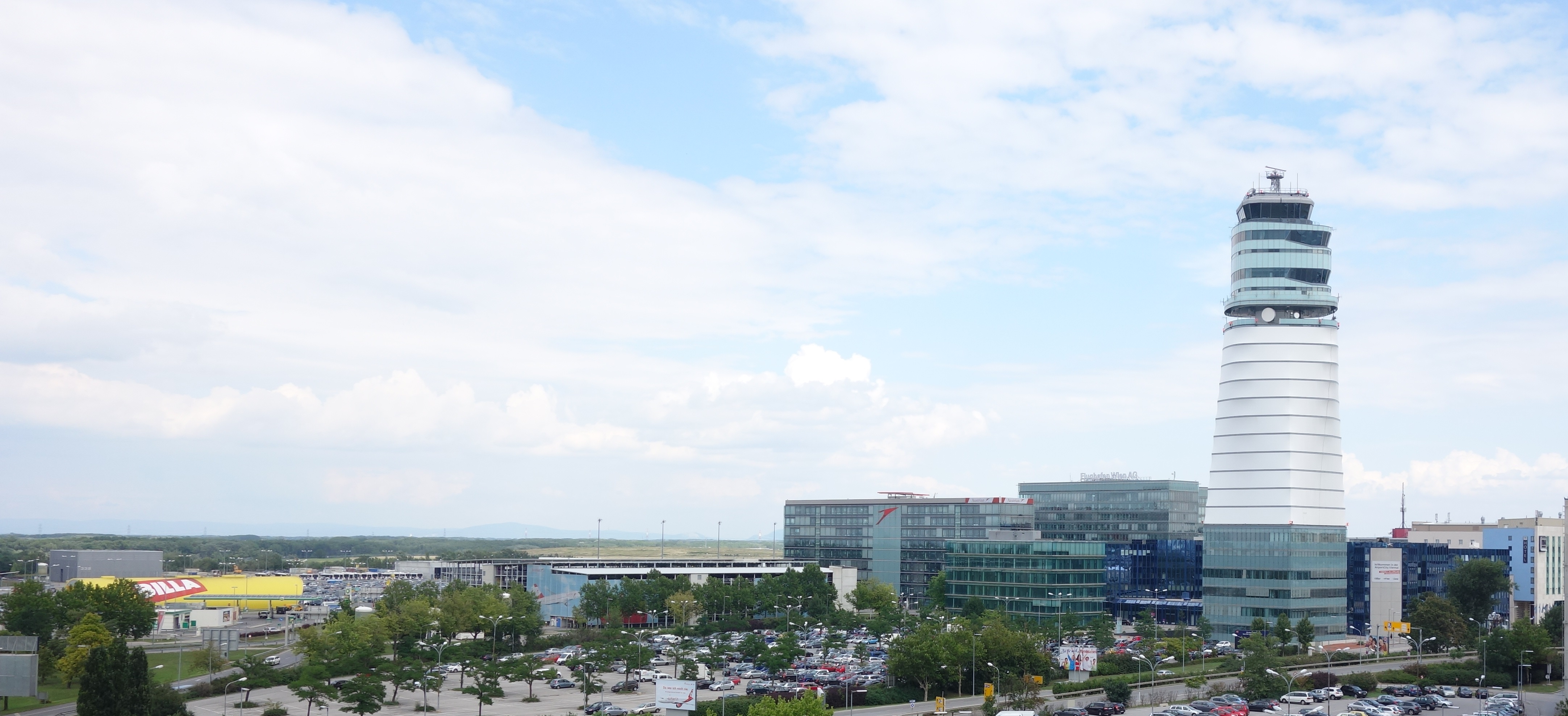
Kernbereich der Airport City vor dem Terminal

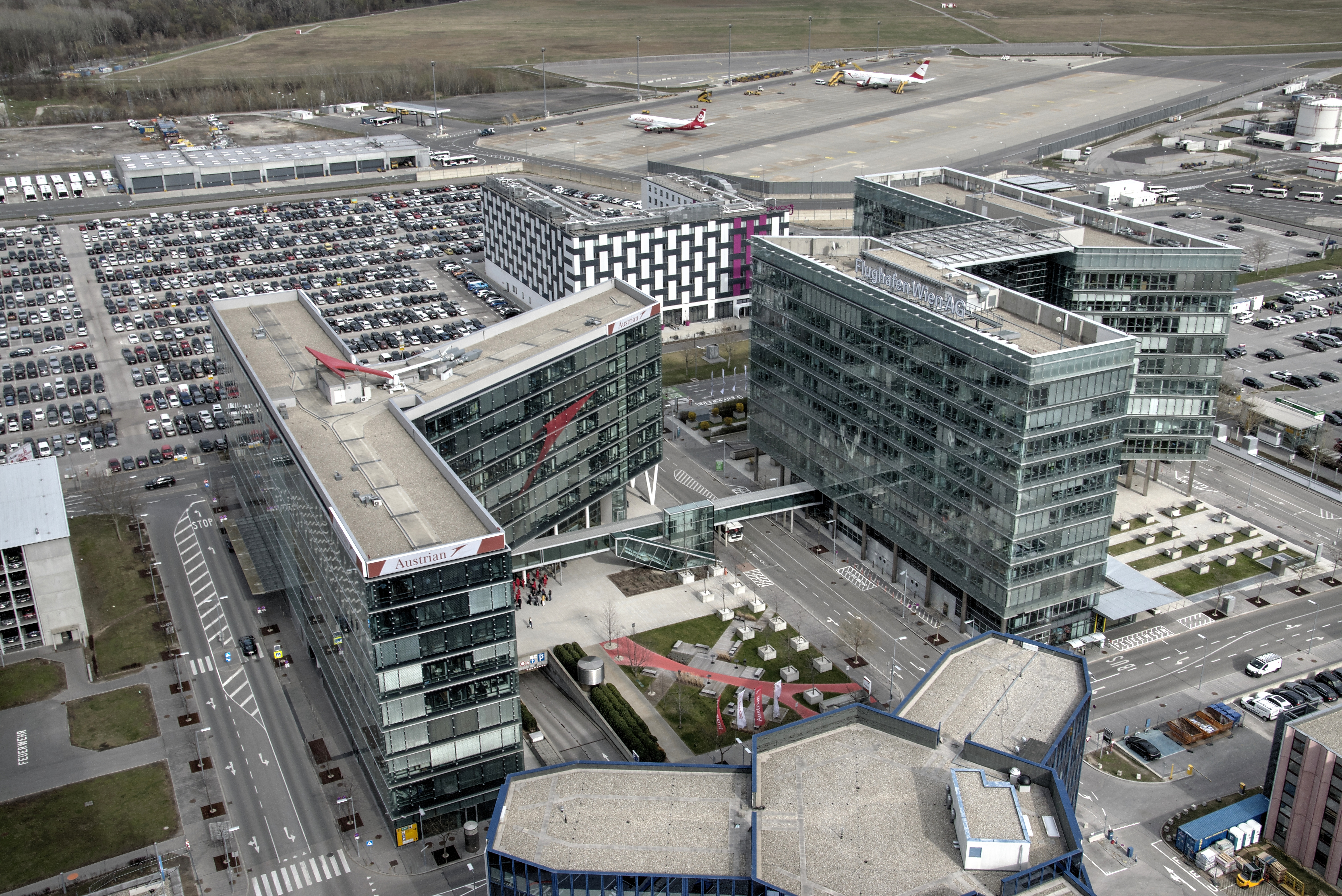
Office Park

Da die Umsätze aus dem Non-Aviation-Geschäft für den Flughafen zunehmend an Bedeutung gewinnen, werden die Geschäftsfelder in diesem Bereich stetig erweitert. Die Ansiedlung von nicht Luftfahrt-spezifischen Anbietern am und um den Flughafen steht dabei ebenso im Fokus wie die Reisenden selbst, ihre Begleitpersonen und die am Areal Beschäftigten. Sie alle werden nun auch verstärkt als Dienstleistungskunden angesehen, welche die gesamte Infrastruktur am Standort in Anspruch nehmen können. Letztere wird seit jüngster Vergangenheit unter dem Begriff „Airport City“ gebündelt und vermarktet. Zusammen mit den umliegenden Anrainergemeinden tritt der Flughafen auch als „Vienna Airport Region“ auf. Das entsprechende Segment „Retail & Properties“ der Flughafen Wien AG generierte 2017 einen Umsatz von 126,2 Millionen Euro. Die Erlöse der Handels- und Gastronomiebetriebe sind dabei die wichtigste Einnahmequelle. Insgesamt kamen die Geschäfte 2016 auf 11.180 m², die Gastronomiebetriebe auf 8.205 m² Verkaufsfläche.
Neben den baulichen Anlagen am eigentlichen Flughafengelände, zählt auch ein Gewerbegrund bei Fischamend zur Flughafenstadt. Eine gewinnträchtige Rolle kommt der Betriebsgesellschaft dabei als Immobilienentwickler zu. So befindet sich seit dem Jahr 2004 ein Bürostandort namens „Office Park“ am Gelände. Die drei etappenweise errichteten Gebäudeteile beherbergen unter anderem den Sitz der Austrian Airlines und der Flughafen Wien AG. Ein weiteres Bürogebäude (Objekt 645) befindet sich in deren unmittelbarer Nachbarschaft. Im Jahr 2016 bestanden insgesamt 48.074 m² vermietbare Büroflächen.
Das erste Flughafenhotel wurde 1983 als Haus der Novotel-Kette eröffnet und seither mehrmals erweitert. Einige Zeit als Hotel Sofitel betrieben, ist es heute das 4-Sterne-Hotel NH-Vienna Airport der spanischen Hotelkette NH Hoteles. Es besteht nun aus drei Bauteilen und bietet 500 Zimmer verschiedener Kategorien sowie Räumlichkeiten für Veranstaltungen und Konferenzen an. Ein zweites Hotel mit 405 Zimmern wurde Anfang 2017 eröffnet. Das Haus ist Teil von Marriott International und wird unter der Marke Moxy geführt. Das Grundstück am Parkplatz C wurde vom Flughafen als Superädifikat zur Verfügung gestellt, die Investitionskosten beliefen sich auf 25 Millionen Euro.
Im Jahr 2001 wurde am Betriebsgelände ein Flughafenkindergarten eröffnet. Er steht den Kindern der Beschäftigten aller ansässigen Unternehmen offen und besitzt verlängerte Öffnungszeiten, um den Mitarbeitern im Schichtdienst entgegenzukommen.
Am Standort bestehen zudem öffentlich zugängliche Einrichtungen zur medizinischen Versorgung.

### Besuchereinrichtungen

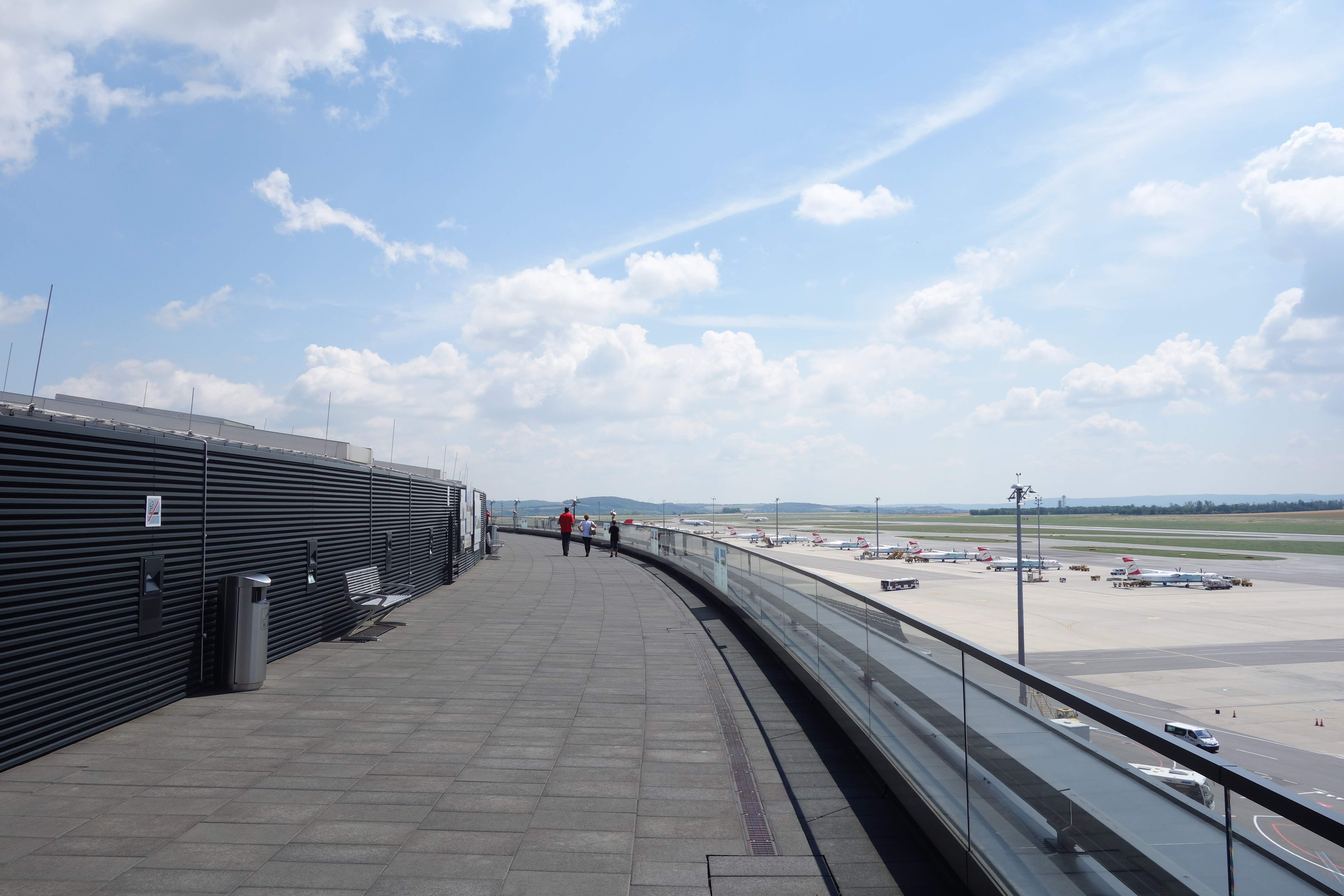
Die Besucherterrasse

Die Publikumseinrichtungen des Flughafens wurden im Oktober 2017 unter dem Namen „Besucherwelt“ neu arrangiert wiedereröffnet. In Zusammenarbeit mit dem Kinderbuchautor Thomas Brezina wurde im Terminal 3 ein multimedialer „Erlebnisraum“ gestaltet. Auf rund 600 Quadratmetern geben vier Stationen Einblicke in Themenbereiche rund um die Luftfahrt und den Flughafenbetrieb. In den Jahren 2007 bis 2016 war das Besucherzentrum (damals „VISITAIR-Center“ genannt) im Office Park 1 untergebracht.
Parallel dazu werden Busrundfahrten über das Flughafengelände angeboten. Dabei werden Hintergrundinformationen zu den einzelnen Betriebsbereichen und dem aktuellen Flug- bzw. Rollverkehr gegeben. Auf Anfrage werden auch Sonderfahrten mit speziellen Themenschwerpunkten durchgeführt. Die Touren starten im „Besucherwelt Terminal“, einem Gebäudetrakt zwischen Terminal 1 und den ehemaligen B-Gates.
Am Dach von Terminal 3 gibt es darüber hinaus eine 306 Meter lange und 7 Meter breite Besucherterrasse, die auf einer Gesamtfläche von 1.735 Quadratmetern Ausblick in Richtung Süden und Nordosten gewährt. Damit ist eine 180-Grad-Sicht auf das Flughafenareal möglich. Das Besucherdeck wurde am 27. September 2012 in Betrieb genommen und ist täglich von 10 bis 20 Uhr geöffnet. In den Sommermonaten, von Mai bis September, werden die Öffnungszeiten auf 8 bis 22 Uhr verlängert. Im Jahr 2014 verzeichnete die Terrasse 32.053 Eintritte und 48.129 Personen nahmen an den Bustouren teil. Alle Teilnehmer der Rundfahrt und Besucher der Terrasse müssen sich einer Sicherheitskontrolle unterziehen. Der Eintritt zu den Besuchereinrichtungen ist kostenpflichtig.
Möglichkeit zum Planespotting bieten auch die Parkhäuser sowie das Gelände um die Pistensysteme. Im Jahr 2013 wurden Fotolöcher an der Ostseite und am Südende der Piste 16/34 in der Flughafenumzäunung geschaffen. Ebenfalls an der Ostseite dieser Piste wurde im Pistenkreuz ein eigener „Spotterhügel“ errichtet. Weitere Fotoöffnungen sind außerdem im Bereich des GAC vorgesehen.

### Handling Center West und Air Cargo Center

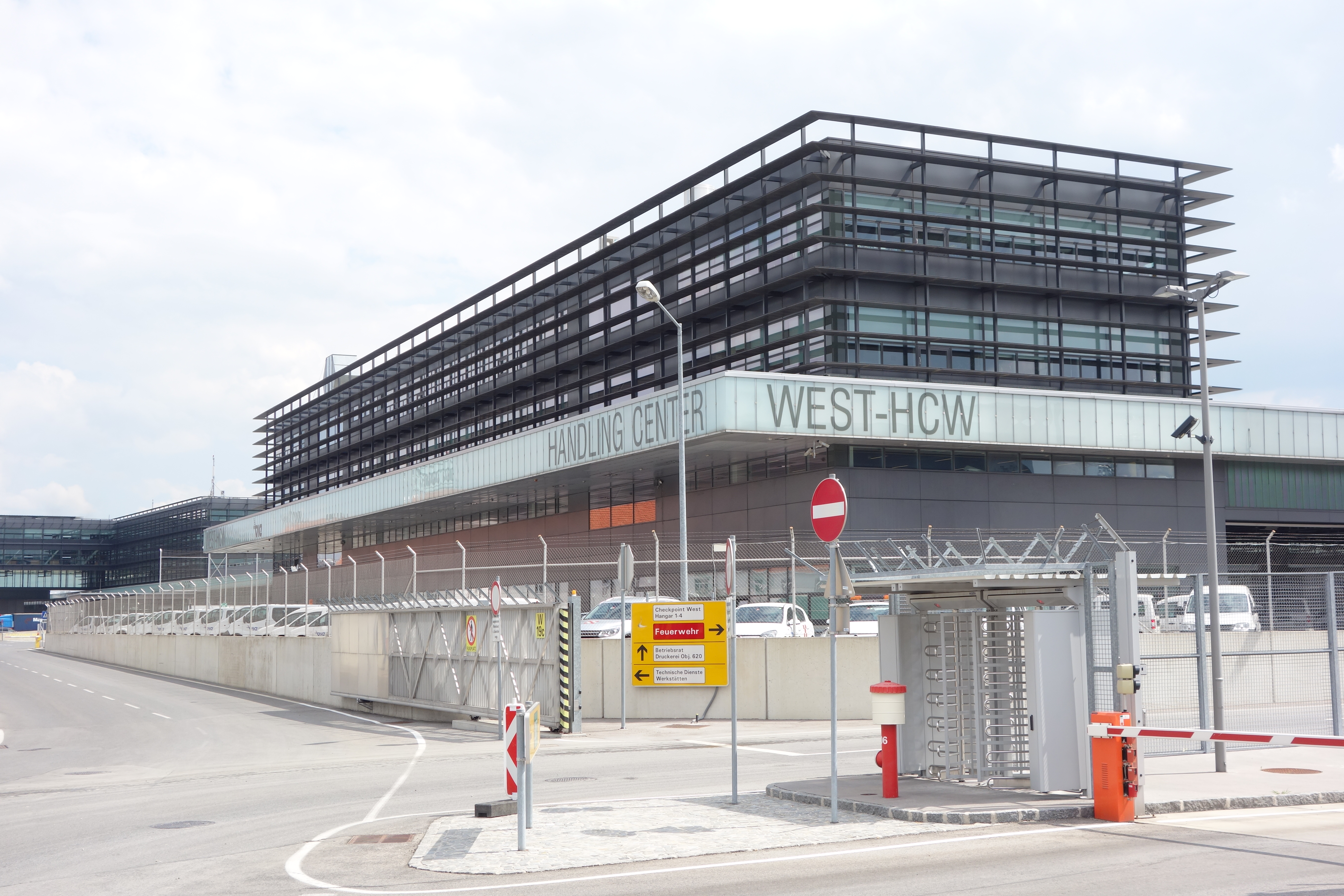
Das Handling Center West; links hinten ist ein Teil des Air Cargo Centers zu sehen

Im Zuge der Errichtung der Terminalerweiterung musste das frühere Gerätezentrum Ost abgerissen werden. Als Ersatz für die dort verlorengegangenen Flächen des Geschäftsbereichs der Vorfeldabfertigungsdienste musste daher bis 2005 ein neues Gebäude errichtet werden. Im jetzigen Handling Center West (kurz: HCW) werden alle operativen Tätigkeiten der Flugzeugabfertigung (Be- und Entladung, Befüllen, Leeren und Schleppen) koordiniert und verwaltet. Es umfasst einen zentralen dreigeschoßigen Gebäudetrakt mit Aufenthalts- und Büroflächen und, daran anschließend, eine Fahrzeug- sowie eine Servicehalle. In ihnen befinden sich auch Werkstätten, Waschboxen und die Akkuladestation für die elektrisch betriebenen Vorfeldfahrzeuge. Dem Komplex angegliedert sind eine Tankstelle und eine der beiden Geräteeinstellhallen.
Das Air Cargo Center (kurz: ACC) stellte 2006 eine Ausbaustufe der bereits zuvor bestandenen Frachthallen und Speditionsgebäude dar. 16.000 m² Fracht- und 4.000 m² Speditionshallen kamen neu hinzu. Die alten Frachtanlagen, ein Gebäudetrakt mit vorgelagerten Hallen, wurden jeweils verlängert und zu einem Gesamtkomplex zusammengefasst. Der Altbestand wurde entsprechend modernisiert. Das neue Air Cargo Center ermöglicht die flexiblere Frachtabfertigung mittels moderner Fördertechnik. Bis November 2017 wurde es nochmals um rund 13.000 m² vergrößert. In die Hallen integriert wurden auch diverse Sonderlager, wie ein Gefahrengut- oder Perishable-Lager, sowie unterschiedlich temperierte Flächen für pharmazeutische Produkte.
Insgesamt hat das HCW circa 20.000 m², das ACC circa 49.000 m² Nettogeschoßfläche.

#### Riegel Nord-Ost

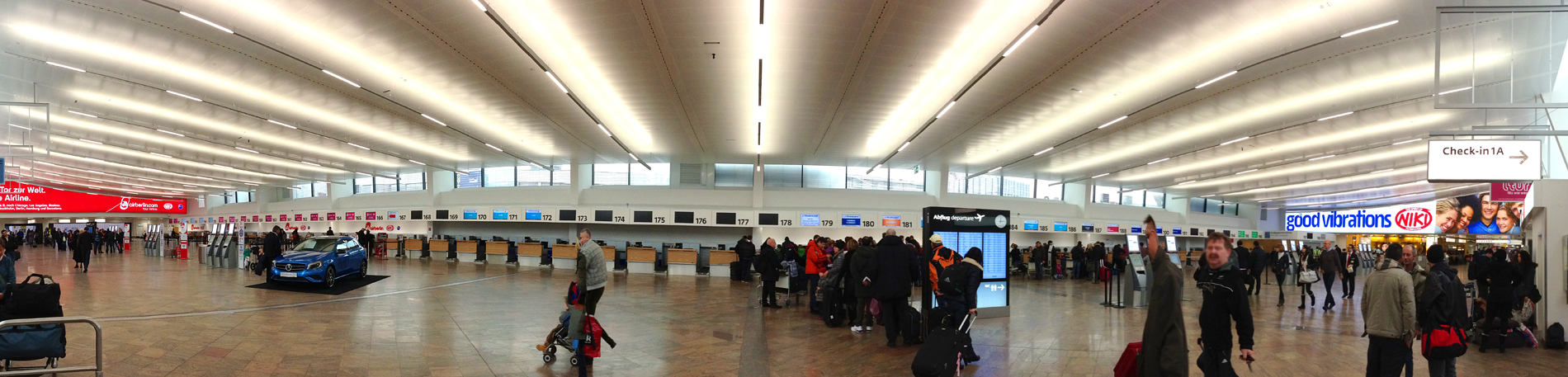
Panoramaperspektive Terminal 1

Der zweite Gerätestützpunkt, neben jenem im Handling Center West, liegt im Riegel Nord-Ost, bestehend aus der Geräteeinstellhalle Nord-Ost („Geno“) und dem Infrastrukturgebäude Nord-Ost („Igno“). Geno bietet Platz für weitere Fahrzeuge des Vorfeld-Handlings und die Vorfeldbusse sowie für die Bereitschaftsräume der Beschäftigten. Igno dient der Versorgung von Terminal 3 und beinhaltet dessen Kältezentrale. Die architektonische Gestaltung der Gebäude übernahmen wie schon für den Terminalneubau die Büros Baumschlager Eberle und IttenBrechbühl.
In diesem Bereich befinden sich auch das Tanklager und die Enteisungsmittel-Befüllstation.

### Tower

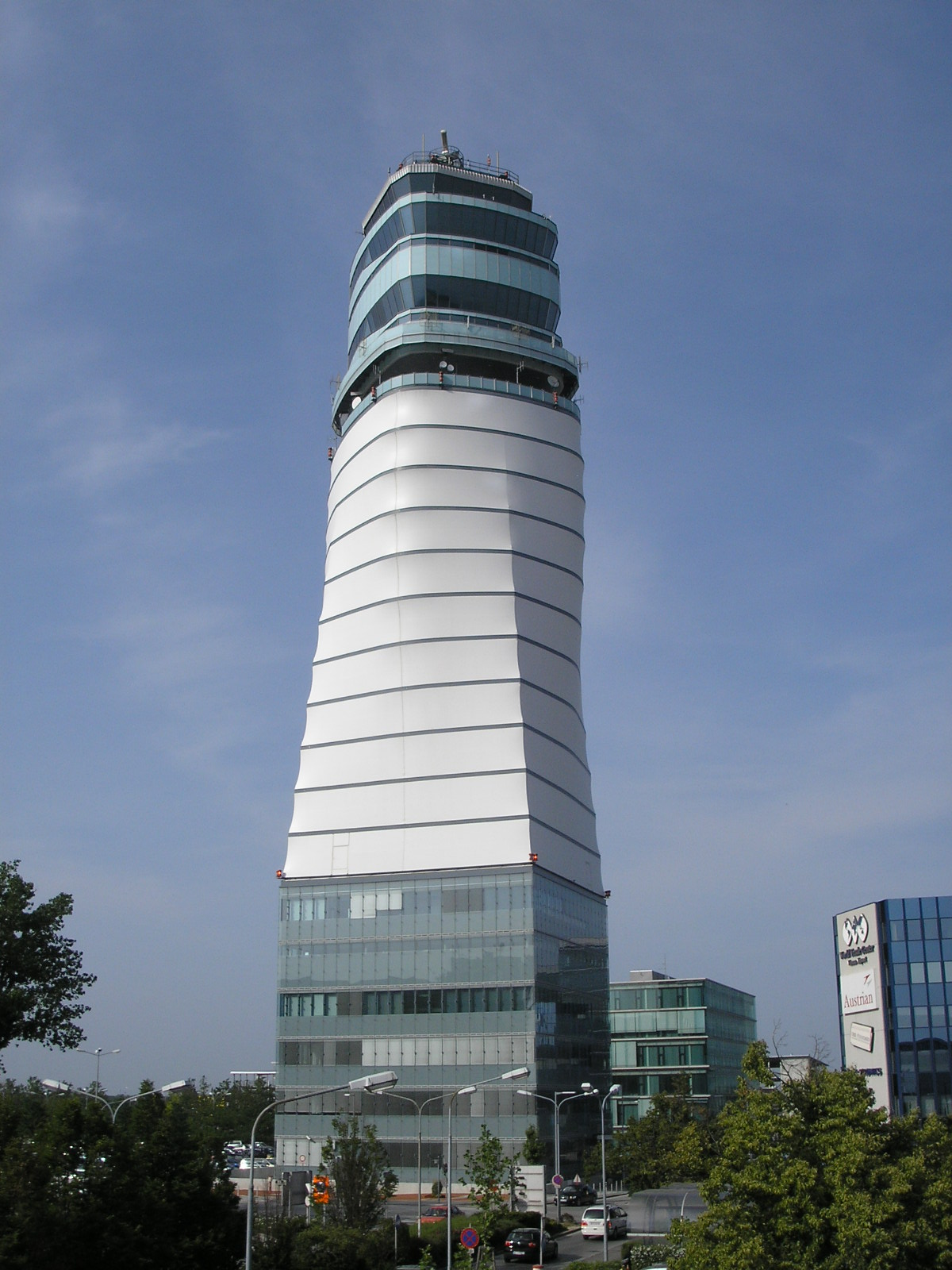
Der Tower

Der Flugsicherungstower ist mit 109 Metern der höchste in Europa, er wurde 2005 eröffnet und in Betrieb genommen. Der Neubau war notwendig geworden, um Platz für das neue Terminal zu schaffen und um die Sicht auf das erweiterte Vorfeld zu gewährleisten. Betreiber des Towers ist hauptsächlich die Flugsicherungsgesellschaft Austro Control.
In der Kanzel sind acht Controllerpositionen der Flugplatzkontrollstelle (TWR) untergebracht. Eine Etage darunter befindet sich der Flugwetterdienst (MET). Dieses Geschoß fungiert auch als „Nottowerebene“, auf welche im Ereignisfall ausgewichen werden kann. Wiederum eine Ebene darunter ist die Vorfeldkontrolle (MOVEMENT) des Flughafens untergebracht. Sie koordiniert den Rollverkehr am Vorfeld. Im Sockelgebäude sind jene Abteilungen angesiedelt, deren Tätigkeit keine direkte Sichtbeziehung zum Rollfeld erfordert. Dazu zählen die An- und Abflugskontrollstelle Wien (APP), die den Luftverkehr im größeren Umkreis des Flughafens organisiert, der Luftfahrtinformationsdienst (AIM), die Flugdatenbearbeitung für ganz Österreich (FDU), die Verwaltung und die Flugsicherungstechnik (AES). Rund 200 Personen haben ihren Arbeitsplatz in dem Gebäude. Da für den Tower die gleiche Sicherheitsstufe wie für das Vorfeld gilt, ist er nicht für die Öffentlichkeit zugänglich. Die Architektur des Kontrollturms wurde mehrfach ausgezeichnet.

### Technische Basis der Austrian Airlines

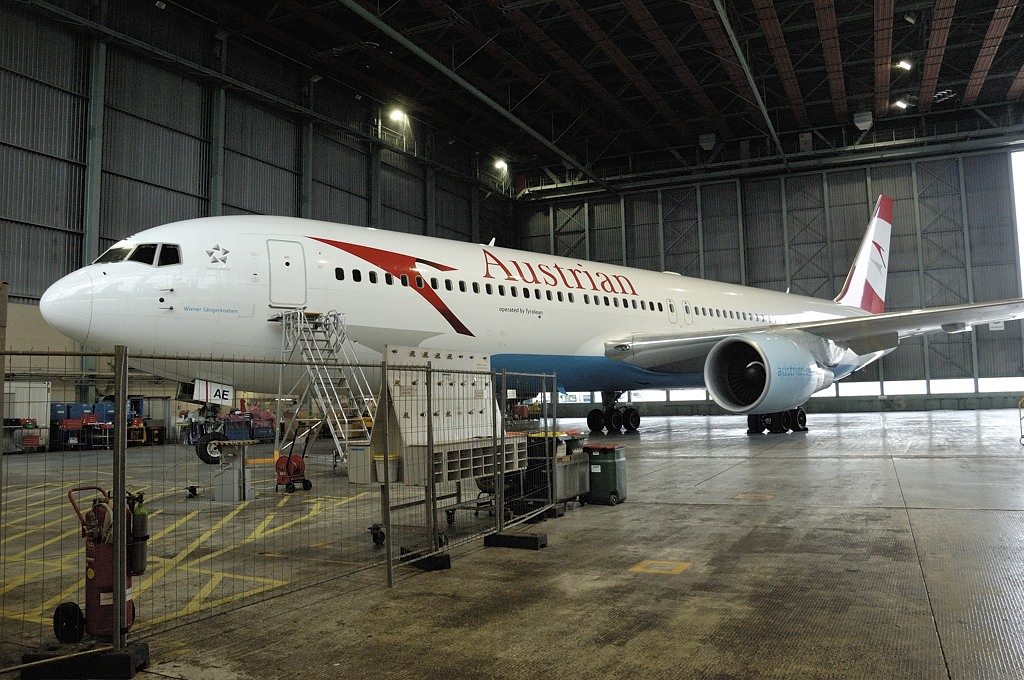
Boeing 767-300ER (OE-LAE) in Werft 1

Im westlichen Flughafenbereich wurde 1974 mit der Eröffnung des ersten 6000 m² großen Hangars der Grundstein der technischen Basis gelegt. Hangar 2 kam 1982 mit einer Grundfläche von 9700 m² hinzu und wurde 1993 vom Hangar 3 ergänzt. Kernbereich sind bis heute jene drei Wartungshangars. Werft 1 und 2 werden von Austrian Technik genutzt, wobei in der kleineren Halle die umfangreicheren Instandsetzungs- und Überholungsarbeiten (wie bspw. der C-Check) durchgeführt werden. In Werft 2 werden alle anderen Wartungsaufgaben erfüllt. Bis zum Jahr 2010 wurde auch Werft 3 von Austrian genutzt. Nach Ausflottung der Airbus A340 im Jahr 2007 wurde die Wartungshalle aufgrund des nun wesentlich geringeren Platzbedarfs wieder an den Flughafen übergeben. In ihr wurde bis 2010 hauptsächlich die Langstreckenflotte gewartet. Seit 2011 wurde eine Hälfte des Gebäudes von NIKI, die andere von Haltern kleinerer Flugzeuge genutzt.
Den Hallen vorgelagert ist ein 71.000 m² großes Vorfeld auf dem sich auch ein schallabsorbierender Triebwerkstestbereich befindet.
Auf dem Gelände liegen außerdem ein Ersatzteil- und Materialhaus, mehrere Flugbetriebsgebäude, Werkstätten, Parkhaus und Garagen der AUA sowie das Austrian Trainingscenter im „Vienna Aviation Campus“ (siehe unten). Austrian Technik ist zudem eine Lehrwerkstätte für die Ausbildung zum Flugzeugtechniker. Am Standort werden auch Wartungsaufträge durch Fremdkunden angenommen.
Das Areal der Austrian-Basis ist nicht öffentlich zugänglich, kann jedoch nach Voranmeldung (bspw. für Veranstaltungen im Trainingscenter oder bei Technikführungen) betreten werden.

### Vienna Aviation Campus

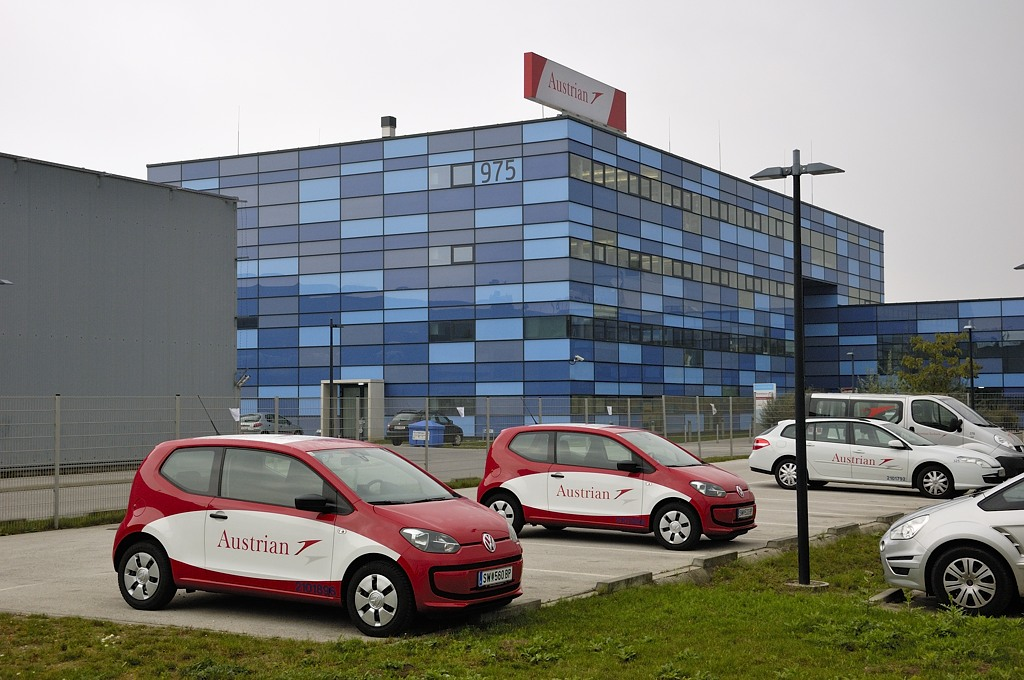
Austrian Trainingscenter

Die vorher an mehreren Standorten verteilten Schulungseinrichtungen wurden 2008 mit der Eröffnung des Austrian Trainingscenters an einem Standort gebündelt. Das Gebäude, das die Verbindung zwischen dem 2006 in Betrieb genommenen Flugsimulatorzentrum der Lufthansa Flight Training (kurz LFT) und dem Flight Safety and Security Center („Mock-up-Halle“) der Austrian Airlines darstellt, bietet Platz für Schulungsräume, Büros und eine Kantine. Die Fassade des 4300 m² großen Gebäudes besteht aus verschiedenfarbigen gläsernen Flächen, die ein gepixeltes Bild entstehen lassen und laut den Architekten einen „Wolkenhimmel“ symbolisieren sollen. In der „Mock-up-Halle“ können Kabinentrainings unter anderem in einem Nachbau eines Airbus A320 absolviert werden. Im LFT Center sind zwei Airbus A320-200-, ein DHC-8-400- und ein Embraer E195-Simulator in Betrieb. Somit sind alle vier verfügbaren Simulatorpositionen vergeben.
Das LFT Center, das Austrian Trainingscenter und die Austrian „Mock-up-Halle“ bilden den „Vienna Aviation Campus“. Hier kann dadurch, auch von Fremdunternehmen, das gesamte Flugbetriebspersonal geschult und trainiert werden. Die Flugsimulatoren sind 24 Stunden am Tag in Betrieb.

### Betriebsgelände

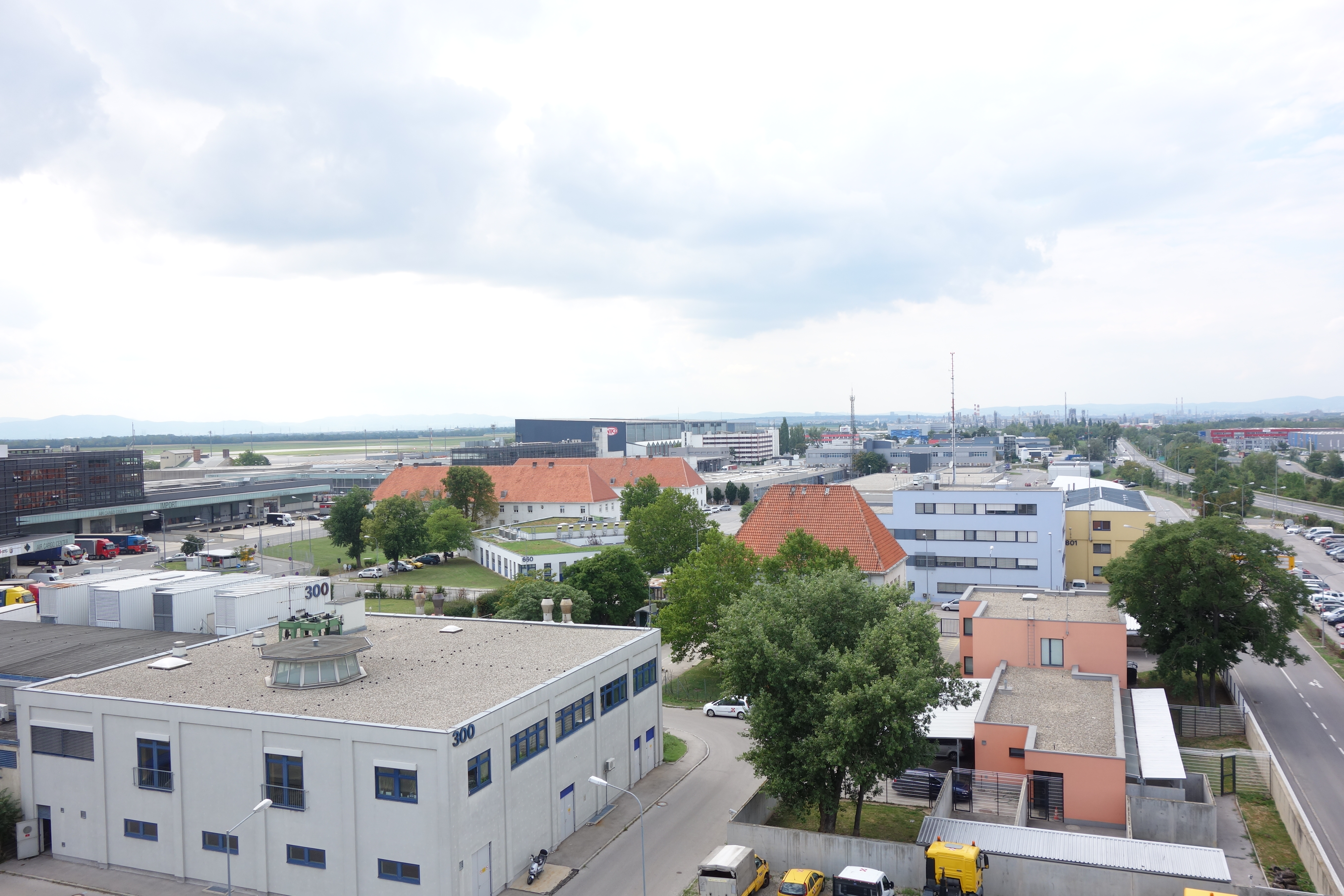
Blick auf das Betriebsgelände vom Parkhaus 8

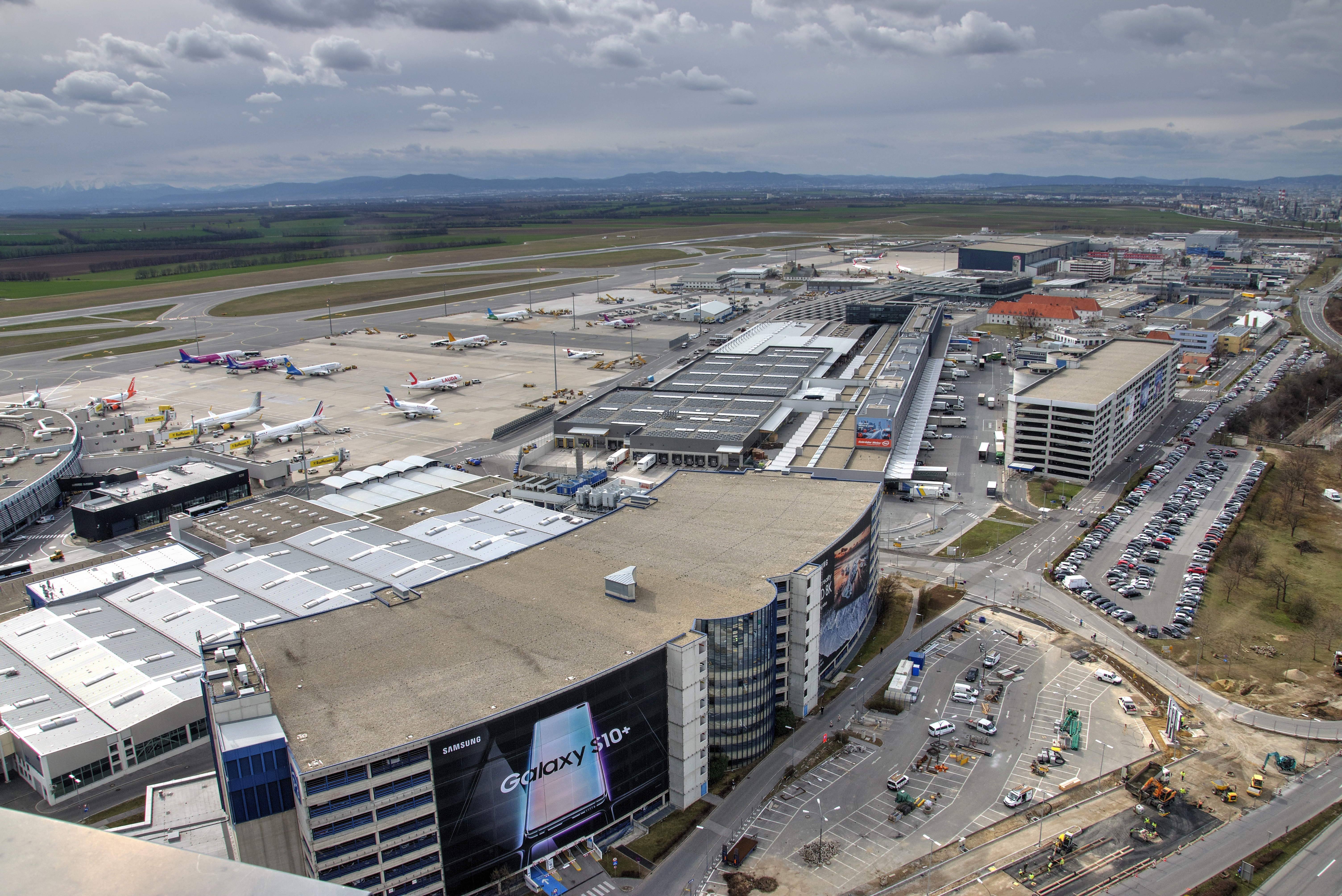
Blick auf das Betriebsgelände vom Kontrollturm

Zwischen Pier West und der AUA-Basis liegen neben dem Air Cargo- und Handling Center weitere, für den laufenden Betrieb relevante, Einrichtungen wie die Zentralwerkstätte mit Lager, Einstellhallen (für die Kommunal- und Winterdienstgeräte), der Tankdienst, ein Waschgebäude und die EDV-Abteilung. Um die Beschriftungen und Wegweiser anzufertigen, gibt es ein eigenes Typografie-Druckcenter. Auch der Betriebsrat des Flughafens hat seinen Sitz auf dem Areal.

## Infrastruktur

### Sicherheit
Die Flugplatz-Betriebsleitung (FBL), auch „Airside Operations“ genannt, ist verantwortlich für den sicheren Flugplatzbetrieb und die Einhaltung der damit verbundenen rechtlichen Vorschriften. Die FBL fungiert auch als Einsatzleiter bei Notfällen und führt mehrmals täglich Pistenchecks durch. Ein Haupt-FBL und elf Stellvertreter versehen ihren Dienst im Schichtbetrieb. Untergebracht ist die Betriebsleitung im Pier West.
Die Zufahrt in den luftseitigen Sicherheitsbereich und auf das Vorfeld ist nur über einen der Checkpoints (Ost (bei Parkplatz C), West (am Betriebsgelände), GAC (beim VIP-GAC) und Terminal 3 (an der Abflugstraße, hinter Parkhaus 4)) möglich.

#### Polizei

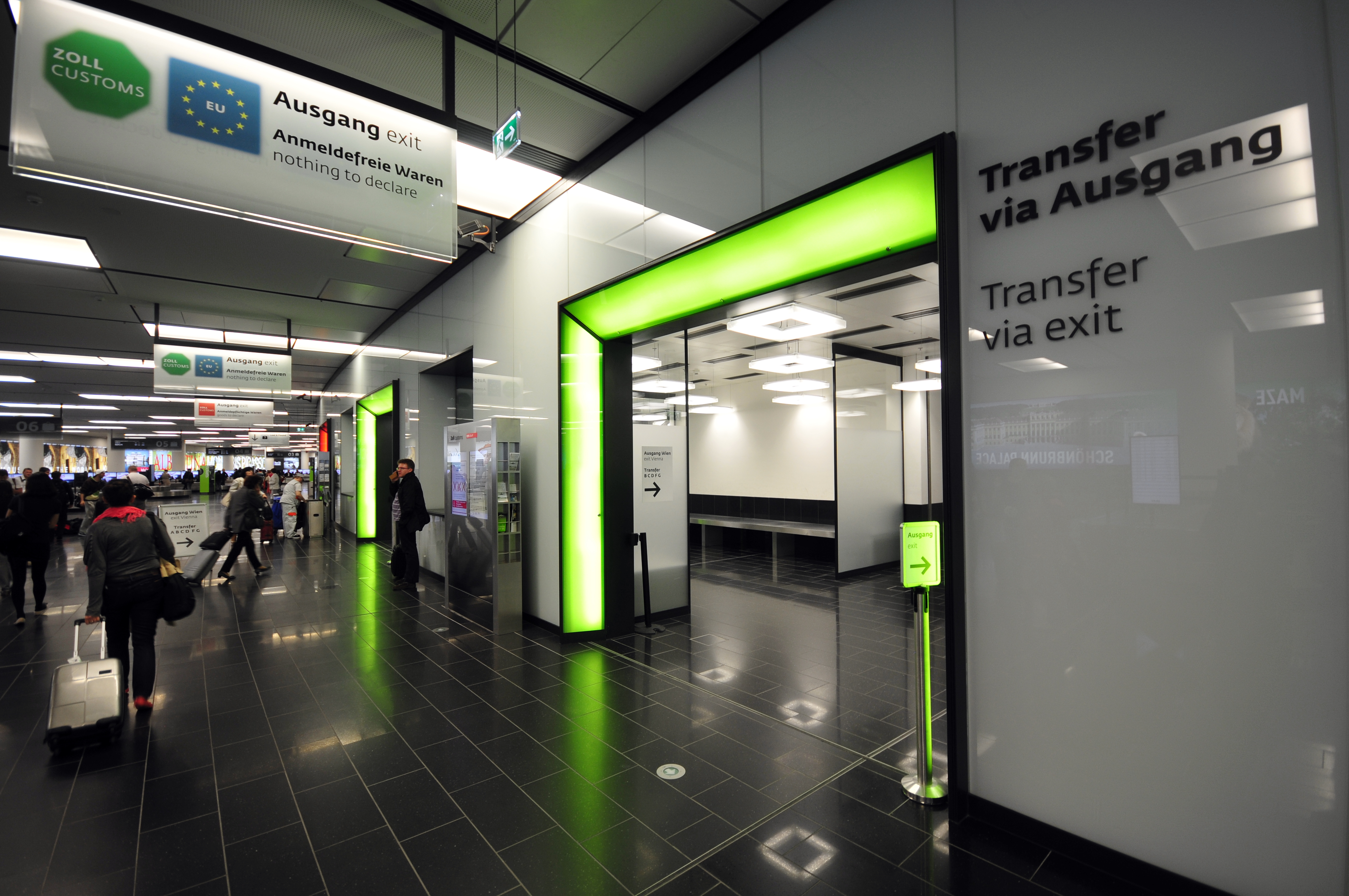
Zollkontrollstelle im Ankunftsbereich

Bis Ende der 1960er Jahre bestand am Flughafen lediglich ein Inspektionswachzimmer. Am 2. Jänner 1974 wurde dann eine Flughafeninspektion der Polizei gegründet, die später in „Polizeieinsatzstelle Flughafen“ umbenannt wurde. Im Jahr 1980 wurde die Dienststelle vergrößert und eine eigene Spezialeinheit namens „Alarmzug Flughafen“ (Rufname „Kranich“, abgeleitet vom Vogel Kranich, der als Sinnbild für Wachsamkeit steht) geschaffen. Nach dem Terroranschlag im Jahr 1985 wurde aus ihr eine Sondereinheit, die jedoch im Zuge einer Reorganisation Anfang der 2000er Jahre als solche aufgelöst wurde. Der Funkrufname „Kranich“ findet allerdings bis heute im Stadtpolizeikommando Schwechat Verwendung.
Der Bereich des Flughafens Wien untersteht dem SPK Schwechat, welches seinen Sitz im Flughafengelände hat. Zudem sind zwei Polizeiinspektionen, eine Polizeidiensthundeinspektion und ein Polizeianhaltezentrum der Bundespolizei auf dem Gelände des Flughafens untergebracht. Der Fachbereich Sicherheitsdienst-Flughafen ist schwerpunktmäßig mit der so genannten „Aviation Security“, also der Sicherung des Flugbetriebs am Flughafen, betraut. Das Kripo- und Sicherheitszentrum, wie auch die Diensthundeabteilung befinden sich am Flughafen-Betriebsgelände.
Am Flughafen sind 450 Polizisten tätig, 42 davon sind der Stadt Schwechat zugeteilt. Dazu kommen 193 Zoll-Mitarbeiter. Sie kontrollieren jährlich 100.000 Passagiere alleine aus Nicht EU-Ländern. Hauptaugenmerk liegt dabei auf der illegalen Einfuhr von Waren, Tieren und Lebensmitteln.

#### Feuerwehr
Im abwehrenden Brandschutz der Flughafenfeuerwehr Wien, die als Betriebsfeuerwehr geführt wird, sind insgesamt ca. 630 Mitarbeiter tätig. (80 hauptberuflich und 550 freiwillig) Von den hauptberuflichen müssen 18 Feuerwehrleute ständig im Dienst sein. Zu ihren Aufgaben gehören, neben der Brandbekämpfung, auch vorbeugende Maßnahmen in sämtlichen Gebäuden und technische Hilfeleistung bei Unfällen. Im Jahr 2016 rückte die Flughafenfeuerwehr zu 1.857 Einsätzen auf dem zehn Quadratkilometer großen Einsatzbereich aus; nur rund 25 davon waren jedoch tatsächlich sogenannte „Aufstellungsalarme“, bei welchen die Einsatzkräfte von der Besatzung eines Luftfahrzeugs angefordert werden. Bei Großschadensereignissen wird zusätzlich die sogenannte Hilfsfeuerwehr alarmiert; diese besteht aus weiteren 300 Mitarbeitern. Externe Unterstützung kommt von circa 27 Freiwilligen Feuerwehren aus der Flughafenumgebung, die in einem Alarmring zusammengefasst sind.
Da jeder Punkt des Flughafens innerhalb von maximal drei Minuten erreicht werden muss, gibt es zwei Feuerwachen. Im Jahr 2009 wurde die erneuerte Feuerwache 1 in Betrieb genommen. Sie befindet sich am Betriebsgelände bei der AUA-Basis. Zuvor war die Wache 1 im Objekt 240 unweit von Pier West untergebracht, welches in den Jahren 1954–1960 als Abfertigungsgebäude des Flughafens genutzt wurde. Die Feuerwache 2 liegt nahe dem Kreuzungspunkt der Pisten 11/29 und 16/34.
Der Flughafen Wien gehört der ICAO-Brandschutzkategorie 10 an. Diese Klassifizierung erfolgt gemäß den Größenklassen der abgefertigten Flugzeuge nach ICAO Annex 14. Diese für die Landung des Airbus A380 nötige Aufstufung ging mit einer Erneuerung der Löschfahrzeugflotte zugunsten der Modellreihe Rosenbauer Panther einher. In den Jahren 2017 und 2018 wurden hierbei zwei Panther 6x6 S und vier Panther 8x8 neu beschafft. Die Anzahl an Löschfahrzeugen konnte dadurch von 15 auf 8 Stück reduziert werden. Insgesamt umfasste der Fuhrpark der Feuerwehr im Jahr 2021 rund 45 Fahrzeuge.
Rechtlich gesehen ist die Flughafenfeuerwehr keine Berufsfeuerwehr und gehört als Betriebsfeuerwehr dem Niederösterreichischen Landesfeuerwehrverband an.

#### Sicherheitskontrollen
Die Vienna International Airport Security Services Ges.m.b.H. (kurz VIAS genannt) ist für sämtliche Personen- und Handgepäckskontrollen zuständig. Das Unternehmen ist eine Tochtergesellschaft der Flughafen Wien AG und wurde 1992 gegründet. Seit dem Jahr 1994 ist die VIAS vom BMI mit der Fluggastkontrolle beauftragt; bis dahin erfolgte diese durch die Polizei. Die insgesamt rund 1200 Beschäftigten führen aber auch alle Arten von Sicherheitsdienstleistungen für die Fluggesellschaften durch oder übernehmen den Transport von körperlich eingeschränkten Reisenden. Allein im Passagierbereich befinden sich 44 Kontrollstraßen, davon 15 im Terminal 3. Je neun Mitarbeiter kontrollieren dort zu Spitzenzeiten bis zu 3000 Personen stündlich.
Im Auftrag von Austrian Airlines ist seit 2014 zusätzlich das externe Unternehmen G4S im Terminal tätig. Die Mitarbeiter übernehmen den Dokumentencheck bei USA-Flügen und kontrollieren den Zugang zu den Baggage-Drop-Off-Schaltern, wie auch die Einhaltung der Handgepäckspezifikationen.

#### Sicherheitszentrale
Die Sicherheitszentrale befindet sich zusammen mit dem „Terminal Operation Center“ im Terminal 3. Von hier aus wird der Passagier- und Flughafenbetrieb beaufsichtigt. Die Sicherheitszentrale kontrolliert die Sicherheitsgrenzen und ist zusammen mit der Ausweisstelle für die unterschiedlichen Zutrittsberechtigungen zuständig. In ihre Zuständigkeit fällt aber auch die Überwachung der technischen Anlagen im Terminal, wie bspw. die Zugänglichkeit der Notausgänge. Hier laufen alle Informationen sämtlicher Überwachungskameras zusammen. Insgesamt sind am Flughafen rund 2700 Stück aufgeschaltet. Die besonders leistungsfähigen Kameras am Tower können, selbst bei Dunkelheit, Detailansichten von startenden und landenden Maschinen sowie vom Gelände darstellen. Das Terminal Operation Center regelt die Passagierströme in den Gebäuden. Um Massenpaniken entgegenzuwirken, achten die Mitarbeiter auch darauf, Stauungen im Passagierfluss zu vermeiden.

#### Medizinische Versorgung

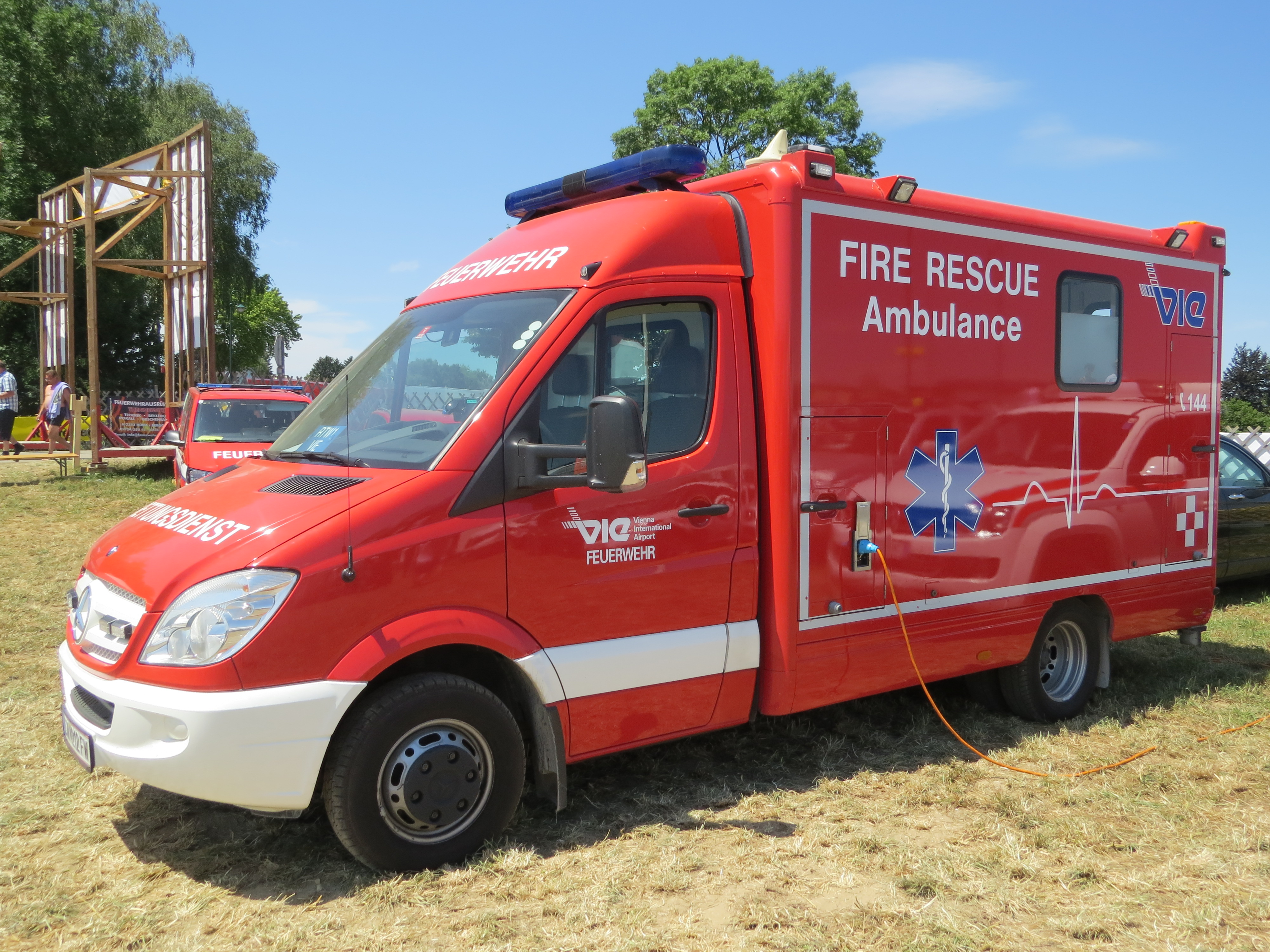
Einer der zwei Rettungswagen bzw. Notarztwagen des Flughafens

Die 1954 gegründete Sanitätsstelle entwickelte sich zum heutigen Gesundheitszentrum. Es befindet sich auf der Ankunftsebene (Ebene 0) und ist über das Terminal 2 oder mit dem Kfz über die Inlandstraße hinter Terminal 1 zu erreichen. Hier stehen rund um die Uhr ein Diplomkrankenpfleger, ein Notfallsanitäter und ein Notarzt im Dienst. Neben der Tätigkeit in der Notfallmedizin/Erste Hilfe und Arbeitsmedizin erhalten Passagiere und Beschäftigte hier auch alle Arten von Impfungen wie auch Malaria- sowie Thrombose-Prophylaxe. Das WHO-anerkannte Impfzentrum steht auch nicht reisenden Patienten offen. Am Standort sind zudem zwei durch die Flughafenfeuerwehr betriebene Rettungswagen (RTW) stationiert, welche durch Zusteigen des Notarztes zu Notarztwagen (NAW) aufgerüstet werden können.
Am Flughafen befinden sich zudem eine Apotheke, ein Zahnarzt und 31 halbautomatische Laien-Defibrillatoren, die flächendeckend in allen Bereichen installiert wurden.

### Handling

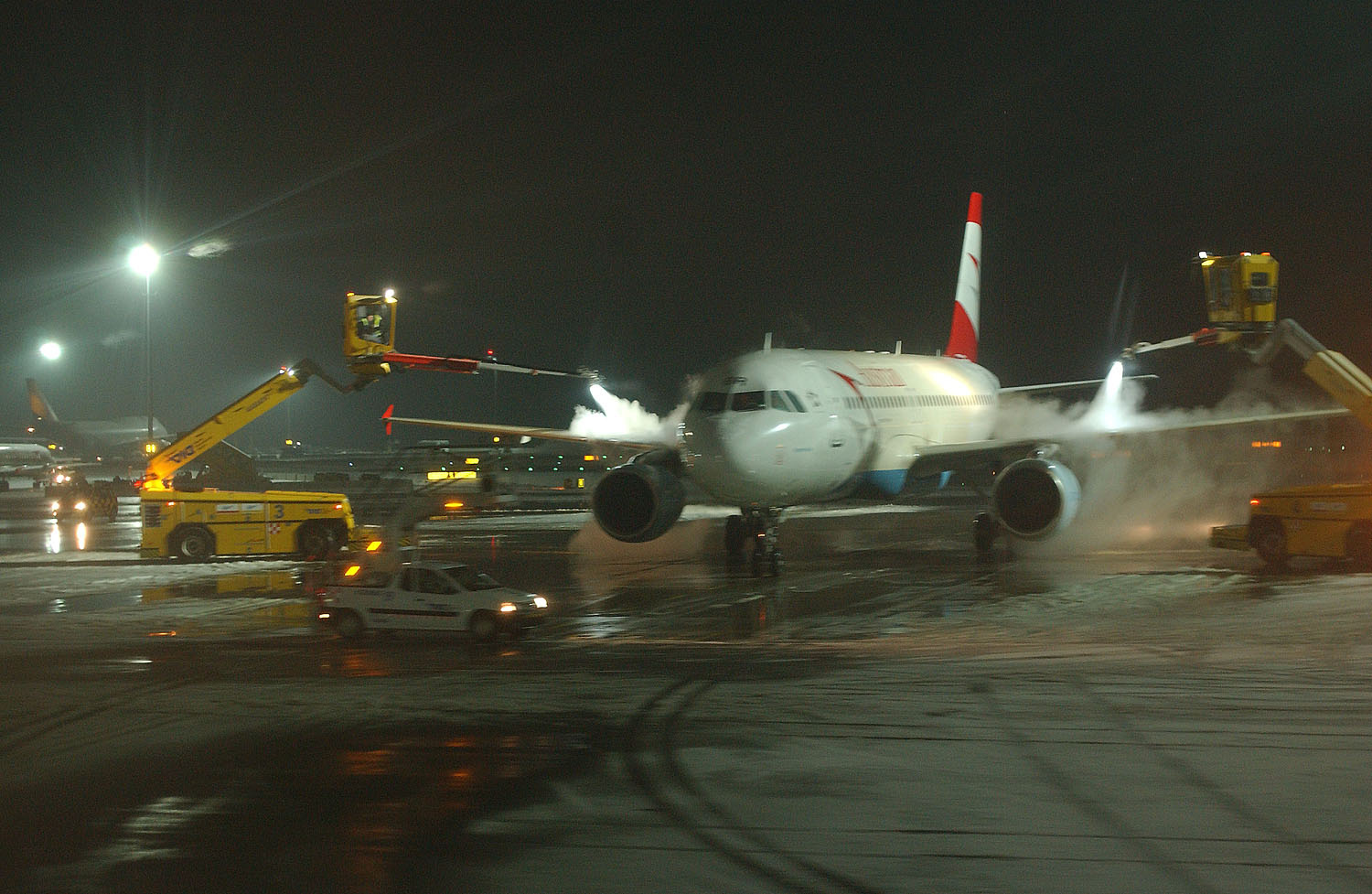
Eine Maschine der Austrian Airlines während der Enteisung

Das Segment der Bodenabfertigungsdienste ist gemessen an der Mitarbeiterzahl der größte Unternehmensbereich des Flughafens. Im Jahr 2017 waren hier 2961 Personen beschäftigt. Am Flughafen wird zwischen zwei Arten von Handlingleistungen unterschieden: Die Passagierabfertigung und die Rampen- und Vorfelddienste. Erstere wird durch Austrian, ISS Ground Services, VIE Ground Handling und Celebi Ground Services durchgeführt; letztere durch VIE Ground Handling und Celebi Ground Services.
Pro Tag sind rund 35 Pushback-Fahrer im Einsatz; täglich werden bis zu 300 Flugzeuge mittels Stangentraktoren oder stangenlosen Flugzeugschleppern gepushed. Für die Wintermonate stehen am Flughafen insgesamt 75 Fahrzeuge, davon 15 Enteisungsfahrzeuge auf acht Enteisungspositionen, im Einsatz.
Die 320 im Winterdienst eingesetzten Mitarbeiter betreuen über zwei Millionen Quadratmeter zu räumende Fläche. Der „Iceman“ ist am Boden für die Abstimmung (Flüssigkeitstyp, Mischungsverhältnisse, zu enteisende Flugzeugteile, aktuelle Außentemperatur) des Enteisungsvorgangs mit der Cockpit-Besatzung zuständig. Die Anmeldung zur Enteisung seitens der Besatzung muss am Wiener Flughafen spätestens 30 Minuten vor Abflugzeit erfolgen und auch an den jeweiligen Ramp Agent (auch „Red Caps“ genannt) weitergeleitet werden. Die Koordination der Enteisungspositionen und genaue Rollführung zu diesen werden für die Flugzeuge von der Flugverkehrskontrolle zu Beginn der Wintersaison festgelegt.
Seit Ende 2008 unterstützen 60 erdgasbetriebene Fahrzeuge die Arbeitsprozesse am Vorfeld. Sie sind mit Laptops sowie Druckern ausgestattet und dienen den „Red Caps“ und Loading Supervisor als mobiler Arbeitsplatz bei der Flugzeugabfertigung. Insgesamt sind rund 900 Arbeitsgeräte am Vorfeld im Einsatz; die Einhaltung der maximal erlaubten Höchstgeschwindigkeit von 40 km/h am Vorfeld wird durch die Betriebsleitung kontrolliert. Am Vorfeld und im Terminal sind insgesamt 120 Elektrofahrzeuge im Einsatz. Eine Wartungsmöglichkeit für Luftfahrzeuge wird am Flughafen von Austrian Airlines Technik und Gate V angeboten.
Seit 2011 werden für das VIP-GAC Handlingleistungen auch durch ein privates Unternehmen angeboten.

Den Parkpositionen am Vorfeld sind ein- und zweistellige Zahlen mit einem vorangestellten Buchstaben zugeordnet (z. B. C33, F04). Zur besseren Übersicht und Orientierung sind diese in die folgenden Buchstabenblöcke aufgeteilt und werden der ICAO-Buchstabiertafel entsprechend bezeichnet:
- Alfa (am VIP-GAC und vor der AUA-Basis)
- Bravo (vor dem Air Cargo Center)
- Charlie (am Pier West)
- Delta (am Pier Ost)
- Echo (entlang Piste 11/29; nahe dem Pistenkreuz)
- Fox (am Pier Nord)
- Hotel (südlich des Tanklagers)
- Kilo (nördlich des Tanklagers)

Die Gate-Bezeichnungen im Terminal orientieren sich ebenfalls an diesem Schema.

#### Betankung

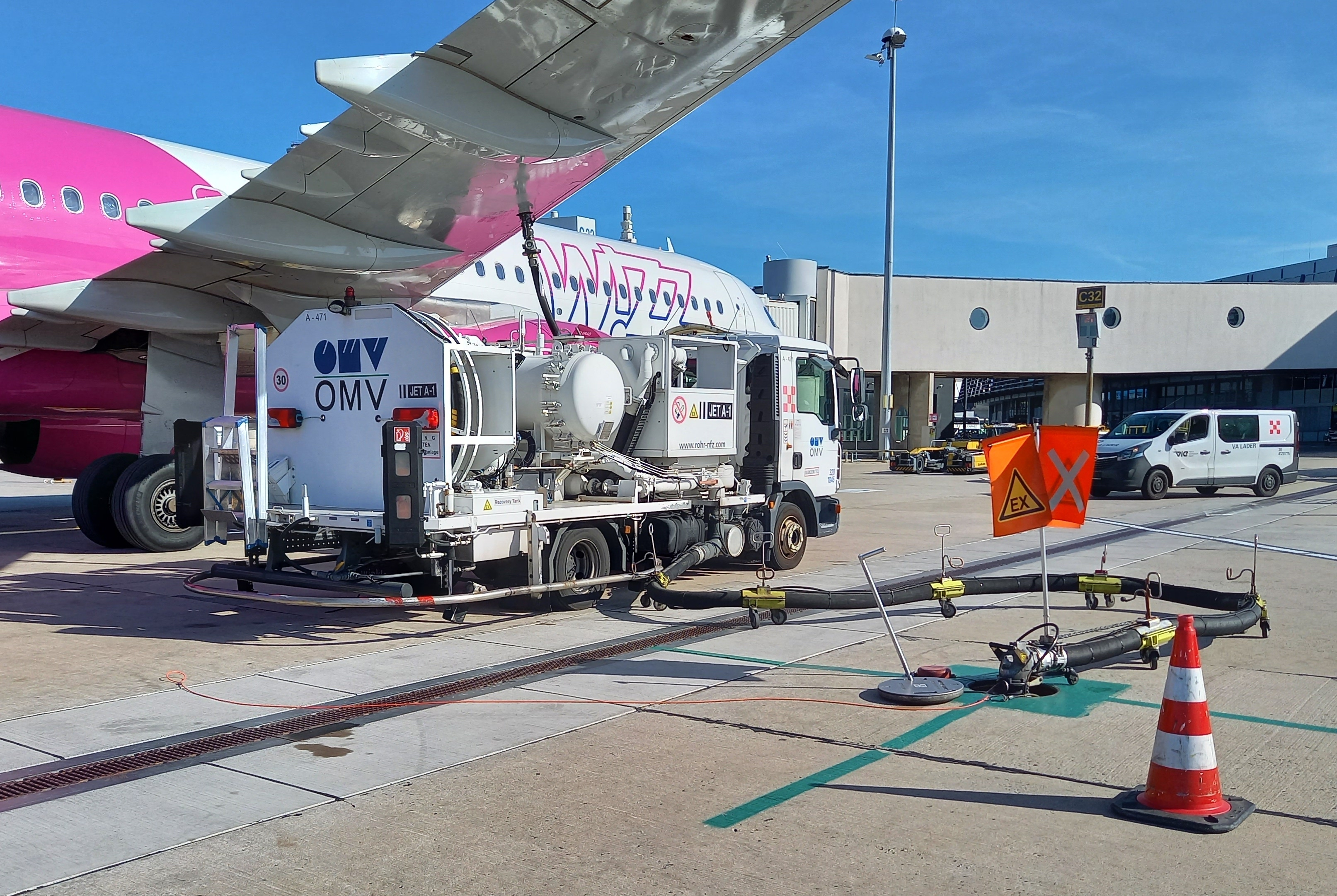
Eine Maschine wird durch ein Dispenser-Fahrzeug betankt.

Am Wiener Flughafen ist eine unterirdische Betankungsanlage in Betrieb, die den Einsatz von Tankfahrzeugen am Vorfeld vermeidet. Den Treibstoff erhält der Flughafen von der nur 5 km entfernten OMV-Raffinerie Schwechat, wo sich vier Tanks mit einem Gesamtvolumen von 30.000 Kubikmetern befinden. Von dort wird das Kerosin über eine eigene, 1991 errichtete, Pipeline mit einer maximalen Leistung von 240 m³/Stunde in das Tanklager am nordöstlichen Flughafenareal gepumpt und anschließend auf die über 156 Anschlussstellen verteilt. Dort wird es mit Hilfe von Dispenser-Fahrzeugen in die Flugzeuge gepumpt. 2010 waren das beispielsweise 750.000 m³ Treibstoff mit der Spezifikation Jet A-1. Die erste Ausbaustufe des Systems wurde 1995 fertiggestellt, eine Erweiterung erfolgte bereits ein Jahr später. 1998 wurde für das System eine fünfte Pumpeinheit geschaffen.
Flugturbinentreibstoff kann nur über die Pipeline in das Tanklager eingebracht werden, sodass auch sämtliche Tankwagenfahrten zum Flughafen entfallen. Da die OMV die einzige Raffinerie des Landes betreibt, die alternativ benötigte Bahnentladestation aber ebenfalls zur Raffinerie Schwechat gehört, wäre ein Preismissbrauch seitens des Unternehmens nicht auszuschließen. Die Gesellschaft hat sich aus diesem Grund dazu verpflichtet, den Airlines Jet-Fuel stets zu wettbewerbskonformen Bedingungen zu verkaufen.
Das Betankungssystem wird durch die FSH Flughafen Schwechat Hydranten Gesellschaft betrieben. Für Austrian Airlines ist die Skytanking, für alle übrigen Fluggesellschaften die ARC Aircraft Refueling Company (stellvertretend für die Mineralölkonzerne Agip, Air BP, Exo Mobil, Shell, OMV, Air Total) zuständig.
Die Treibstoffe der Kfz werden im Gegensatz dazu mittels Tankwägen zu den drei Betriebstankstellen gebracht. 2014 wurden von dort 2,6 Millionen Liter in die unternehmenseigenen Fahrzeuge getankt.

#### Gepäcksortieranlagen
Die Gepäckzentrale der Bereiche Terminal 1, 1A und 2, das Baggage Logistics Center West, befindet sich in einem eigenständigen Gebäude am Betriebsgelände. Terminal 3 besitzt in seinem Untergeschoß eine eigene Sortieranlage, das Baggage Logistics Center Ost. Sie wurde bereits 2011 in Betrieb genommen und besitzt zehn Transfergepäckausgabestellen im Nahbereich der Parkpositionen am Pier Nord. Die Bandlänge der Förderanlagen, die untereinander verbunden sind, beträgt insgesamt rund 14 Kilometer. 54.000 Gepäckstücke pro Stunde können sortiert werden.

#### Catering
Die Bordmenüs für 30 verschiedene Airlines, die den Wiener Flughafen anfliegen, werden von Do & Co in Wien-Simmering hergestellt und anschließend elfmal pro Tag zum Flughafen transportiert. Im Cateringgebäude am Betriebsgelände des Flughafens werden die Essen dann den einzelnen Flügen zugeordnet. Von dort werden die Trolleys mit Vorfeldfahrzeugen zu den Flugzeugen gebracht, wo sie mittels Hebebühnen in die Bordküchen gelangen. Die Cateringlogistik, wie die Verladung und die Geschirrwäsche wird direkt am Flughafen durch den Anbieter Skygourmet abgewickelt.

### Lounges
Der Flughafen Wien betreibt insgesamt zwei Lounges im Terminal. Im Bereich der C- und D-Gates die „Vienna Lounge“ und bei der F- und G-Gates die „Sky Lounge“. Austrian Airlines bietet ihren Passagieren und Reisenden der Star Alliance insgesamt drei Lounges an. Eine Schengen und zwei Non-Schengen Lounges mit jeweils einer Business, Senator/Star Alliance Gold und HON Circle Lounge in den Bereichen F, G und D-Gates. Cateringpartner in allen Lounges am Flughafen Wien ist der Donhauser GmbH.

### Andachtsraum und Seelsorge
Im Terminal befinden sich insgesamt drei interreligiöse Andachtsträume. Einer für die Abflugbereiche B, C und D (nach der Bordkartenkontrolle im Terminal 2 über einen Lift erreichbar) und zwei im Terminal 3 (auf Ebene 2 landseitig und auf Ebene 3 luftseitig). Die Flughafenseelsorge wird von Joseph Farrugia, Pfarrer der Wiener Votivkirche, betreut. Sonntags um 8 Uhr findet ein katholischer Gottesdienst statt.

## Fluggesellschaften und Flugziele
Von Wien aus werden zahlreiche Städte in Deutschland und der Schweiz angeflogen. Darüber hinaus werden Flüge in die meisten europäischen Länder und nach Asien, Afrika sowie Nordamerika angeboten.

## Verkehrszahlen
Das Passagieraufkommen ist in den letzten Jahrzehnten fast ständig gestiegen. Im Jahr 2017 wurde wieder ein neuer Passagierrekord erreicht. Mit einem Anteil von 48,4 % des Gesamtpassagieraufkommens im Jahr 2017 ist Austrian Airlines der größte Kunde des Flughafens. Als passagierstärkster Monat seit Beginn der Aufzeichnungen wurde der August 2024 mit 3.331.345 abgefertigten Reisenden registriert, als Spitzentag der 28. Juni 2024 mit über 113.000 Passagieren verzeichnet. Im Jahr 2009 gingen die Passagierzahlen aufgrund der Wirtschaftskrise deutlich zurück. Die Prognosen für die Verkehrsentwicklung in den nächsten zehn Jahren wurden entsprechend angepasst. Danach wuchsen die Passagierzahlen wieder beständig, bis sie durch die COVID-19-Pandemie im Jahr 2020 auf etwa ein Viertel der Zahlen des Vorjahres sanken. In den darauffolgenden Jahren regenerierten sich die Zahlen wieder, bis sie 2024 auf einen neuen Höchstwert von 31,72 Millionen anstiegen, was eine Steigerung von etwa 50.000 Passagieren im Vergleich zum Jahr 2019 war.
| Betriebsjahr | Passagierzahlen | davon Transferpassagiere | Flugbewegungen | Luftfracht ohne Luftfrachtersatzverkehr in t |  |
| ------------ | --------------- | ------------------------ | -------------- | -------------------------------------------- |  |
| 1954         | 53.786          |                          |                |                                              |  |
| 1955         | 128.843         |                          | 5.576          |                                              |  |
| 1960         | 477.188         |                          | 16.867         |                                              |  |
| 1965         | 1.002.470       |                          | 25.332         |                                              |  |
| 1970         | 1.603.477       |                          | 34.877         |                                              |  |
| 1975         | 2.348.157       |                          | 43.469         |                                              |  |
| 1980         | 3.105.020       |                          | 54.262         |                                              |  |
| 1990         | 5.928.734       |                          | 79.823         |                                              |  |
| 1996         | 9.321.684       |                          | 154.790        |                                              |  |
| 2000         | 12.058.224      |                          | 186.189        |                                              |  |
| 2003         | 12.784.505      |                          | 197.089        | 115.651                                      |  |
| 2004         | 14.785.529      |                          | 224.809        | 145.602                                      |  |
| 2005         | 15.859.050      | 5.443.078                | 230.900        | 167.494                                      |  |
| 2006         | 16.855.725      | 5.673.586                | 237.490        | 187.852                                      |  |
| 2007         | 18.768.468      | 5.991.884                | 254.870        | 191.789                                      |  |
| 2008         | 19.747.289      | 5.936.560                | 266.402        | 187.300                                      |  |
| 2009         | 18.114.103      | 5.450.308                | 243.430        | 185.724                                      |  |
| 2010         | 19.691.206      | 5.919.852                | 246.146        | 219.334                                      |  |
| 2011         | 21.106.292      | 6.521.292                | 246.157        | 199.809                                      |  |
| 2012         | 22.165.794      | 7.052.530                | 244.650        | 178.054                                      |  |
| 2013         | 21.999.926      | 6.794.632                | 231.179        | 178.857                                      |  |
| 2014         | 22.483.158      | 6.531.198                | 230.781        | 197.761                                      |  |
| 2015         | 22.775.054      | 6.296.386                | 226.811        | 196.274                                      |  |
| 2016         | 23.352.016      | 6.172.666                | 226.395        | 203.033                                      |  |
| 2017         | 24.392.805      | 6.442.112                | 224.568        | 206.918                                      |  |
| 2018         | 27.037.292      | 6.679.300                | 241.004        | 215.921                                      |  |
| 2019         | 31.662.183      | 7.189.864                | 266.802        | 204.740                                      |  |
| 2020         | 7.812.938       | 1.497.946                | 95.880         | 217.888                                      |  |
| 2021         | 10.405.523      | 2.515.584                | 111.567        | 261.299                                      |  |
| 2022         | 23.682.133      | 5.794.588                | 188.412        | 250.637                                      |  |
| 2023         | 29.533.186      | 6.620.862                | 221.095        | 245.009                                      |  |
| 2024         | 31.719.836      | 6.757.308                | 234.138        | 297.945                                      |  |

| #  | Fluggesellschaft               | Anteil in % | Passagiere 2024 | Änderung zu 2023 in % |
| -- | ------------------------------ | ----------- | --------------- | --------------------- |
| 1. | Austrian Airlines              | 46,0        | 14.581.301      | +5,2                  |
| 2. | Ryanair                        | 20,9        | 6.643.398       | +11,6                 |
| 3. | Wizz Air                       | 6,4         | 2.016.566       | -0,7                  |
| 4. | Eurowings                      | 2,5         | 786.690         | +12,9                 |
| 5. | Turkish Airlines               | 1,8         | 578.867         | -16,8                 |
|    | Passagiere gesamt              | 100,0       | 31.719.836      | +7,4                  |
|    | davon Lufthansa Group          | 50,8        |                 |                       |
|    | davon Billigfluggesellschaften | 30,5        |                 |                       |

| Regionen              | Passagiere 2021 | Veränderung zu 2020 | Passagiere 2020 | Passagiere 2019 | Anteil 2021 | Anteil 2020 | Anteil 2019 |
| --------------------- | --------------- | ------------------- | --------------- | --------------- | ----------- | ----------- | ----------- |
| Westeuropa            | 3.638.751       | 29,9 %              | 2.801.567       | 10.717.728      | 70,2 %      | 72,0 %      | 68,0 %      |
| Osteuropa             | 1.023.344       | 61,1 %              | 635.285         | 2.755.423       | 19,7 %      | 16,3 %      | 17,5 %      |
| Ferner Osten          | 37.727          | -66,4 %             | 112.304         | 698.436         | 0,7 %       | 2,9 %       | 4,4 %       |
| Naher/Mittlerer Osten | 248.317         | 43,6 %              | 172,979         | 797.495         | 4,8 %       | 4,4 %       | 5,1 %       |
| Nordamerika           | 135.124         | 92,8 %              | 70.087          | 459.377         | 2,6 %       | 1,8 %       | 2,9 %       |
| Afrika                | 91.781          | -4,7 %              | 96.353          | 333.305         | 1,8 %       | 2,5 %       | 2,1 %       |
| Lateinamerika         | 6.512           | >500 %              | 205             | 593             | 0,1 %       | 0,0 %       | 0,0 %       |

## Wirtschaftskennzahlen

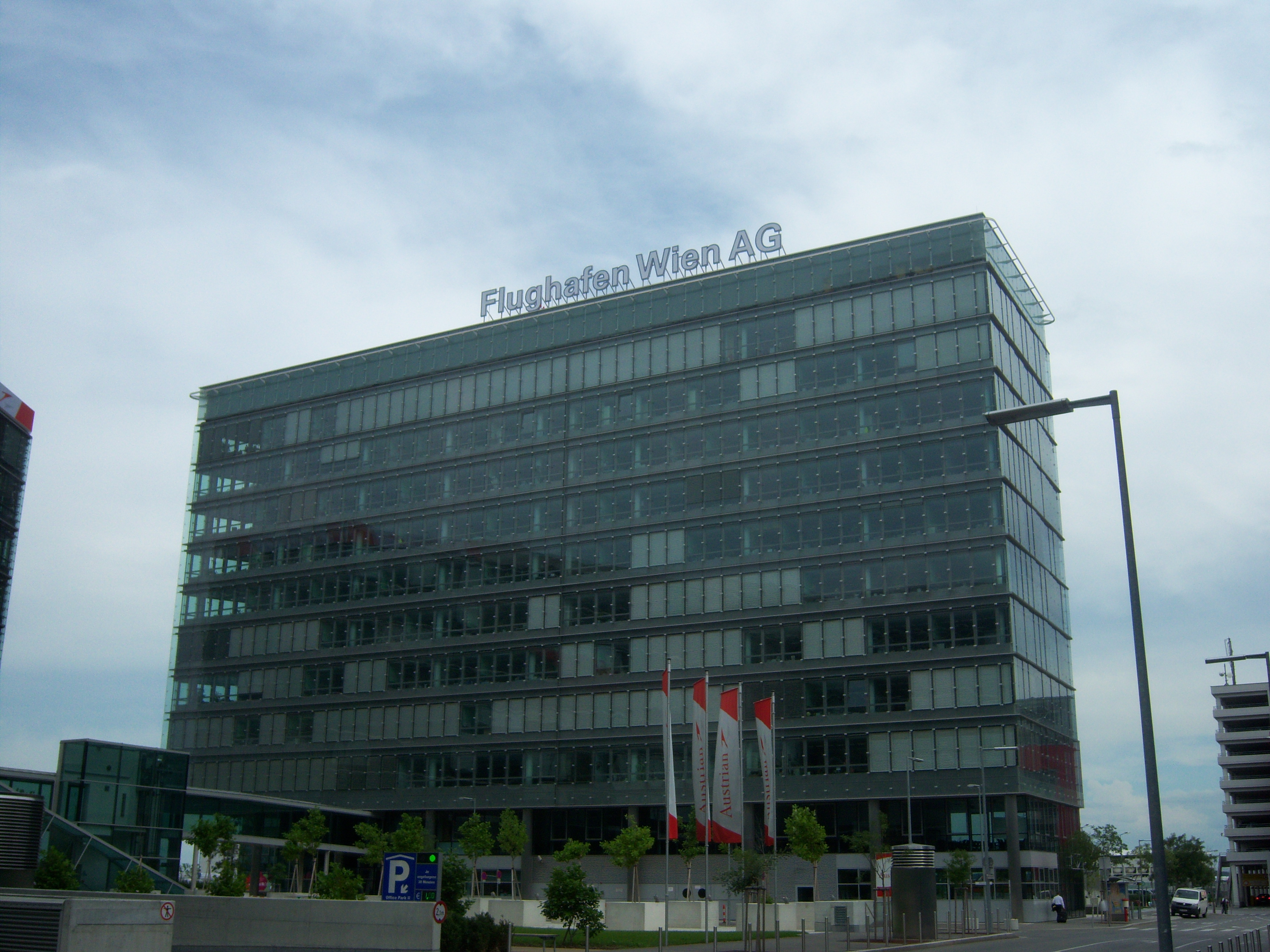
Die Flughafen Wien AG hat ihren Sitz im Office Park 1 am Gelände.

Der Flughafen wird von der börsenorientierten Flughafen Wien AG betrieben, eine Seltenheit in Europa. Diese ging 1992 aus der am 11. Dezember 1953 gegründeten Flughafen Wien Betriebsgesellschaft m. b. H. hervor. Die ÖIAG verkaufte Ende des Jahres 2000 ihren Anteil an dem Unternehmen; die Länder Wien und Niederösterreich erhöhten daraufhin ihre (in einem Syndikat gebündelten) Anteile auf jeweils 20 %, 10 % wurden in eine Mitarbeiterstiftung eingebracht. Die Anteile der Eigentümer sind wie folgt verteilt:
- 43,4 % Airports Group Europe S.à r.l., eine Gesellschaft im Umfeld von IFM Investors (Industry Funds Management) (IFM Global Infrastructure Fund, auf den Cayman Islands beheimatet) – die wirtschaftlichen Eigentümer hinter dem Unternehmen und Endbegünstigten des Fonds sind nicht bekannt[148][149]

- 20 % + 4 Aktien Bundesland Niederösterreich
- 20 % + 4 Aktien Stadt Wien
- 6,6 % werden an der Wiener Börse gehandelt
- 10 % Mitarbeiterstiftung

Durch die Mitarbeiterstiftung sind die Beschäftigten am Dividendenertrag des Unternehmens beteiligt. Für das Geschäftsjahr 2002 wurden beispielsweise 3,99 Millionen Euro an die Beschäftigten ausgeschüttet. Im Jahr 2017 kam rückwirkend ein Dividendenertrag von 5,3 Millionen Euro zur Auszahlung. Durchschnittlich entspricht das pro Mitarbeiter rund 60 % des durchschnittlichen Monatsgrundgehalts. Die Verteilung erfolgt dabei auf Basis der jährlichen Bruttobasisbezüge.
Am Standort Flughafen Wien waren 2014 rund 20.000 Personen, davon 4.306 direkt in der Flughafen-Wien-Gruppe, beschäftigt. Sie haben ihren Wohnsitz in
- Wien zu 48 %
- Niederösterreich zu 38 %
- Burgenland zu 10 %
- in anderen Bundesländern und im Ausland zu 4 %.

Damit ist der Flughafen der größte Arbeitgeber im östlichen Österreich. Generell wird die Faustregel verwendet, dass auf ungefähr eine Million Passagiere pro Jahr 1000 Arbeitsplätze kommen. Der Flughafen bewirkt in der gesamtösterreichischen Wirtschaft rund 52.500 Arbeitsplätze.
Der laufende Betrieb am Flughafen bringt ein österreichweites Steueraufkommen von etwa einer Milliarde Euro im Jahr.
Die Wertschöpfung des Flughafens betrug 2007 rund 4,8 Milliarden Euro, dies sind etwa 2 % der Wertschöpfung Österreichs. In Österreich sind rund 1200 Unternehmen mit 600.000 Beschäftigten vom Flughafen Wien abhängig. Am Standort Flughafen sind rund 230 Unternehmen ansässig.

## Ausbau und Planungen
Neben unten angeführten Großprojekten stehen das Wachstum im Non-Aviation Bereich und die Entwicklung der „Airport-City“ im besonderen Fokus der Flughafenvorstände.
So wurde Ende 2016 mit den Planungsarbeiten für den neuen Office Park 4 begonnen. Der Neubau soll rund 20.000 m² vermietbare Fläche beinhalten und spätestens Anfang 2020 in Betrieb gehen. Die von HNP architects entworfene Immobilie wird an der Einfahrtstraße – in direkter Nachbarschaft des Towers – errichtet. Das Investitionsvolumen liegt hierfür bei rund 60 Millionen Euro.
Anfang 2017 wurde ein Investitionsprogramm von 1,6 Milliarden Euro (exklusive der dritten Piste) bis 2025 angekündigt; für 2017 waren dabei rund 100 Millionen Euro vorgesehen. 2018 sollen am Standort rund 175 Millionen Euro investiert werden.

### Umbauten im Terminal
Die Sanierung des Altbestands erfolgt bei laufendem Betrieb. Abgeschlossen wurden die Arbeiten unter anderem im Terminal 1, im Terminal 2, an den B-Gates, im Pier West und der Plaza.
Die konkrete Planungsphase für die Umgestaltung von Terminal 2 und Pier Ost begann im Jahr 2016 und wurde 2018 abgeschlossen. Ihr ging eine zweijährige Entwicklungsphase voraus, in der unterschiedliche Umbauvarianten geprüft wurden. Im Rahmen der Modernisierung wird derzeit südlich von Terminal 3 ein multifunktionaler Neubau errichtet (Baubeginn Ende 2023, Eröffnung Anfang 2027), welcher sowohl die bisher getrennten Gate-Bereiche B, C, D und F, G miteinander verbinden als auch rund 10.000 m² zusätzliche Handelsflächen beinhalten wird. Ebenso wird die bestehende Sicherheitskontrolle von Terminal 3 in den neuen Bau verlegt. Im Neubau werden sich auch 18 neue Busgates befinden. An zehn von ihnen werden Flüge in den Schengen-Raum abgefertigt werden. An den restlichen acht Gates werden Flüge ins Non-Schengen-Ausland abgefertigt werden. Gleich nach der Inbetriebnahme des neuen Terminals soll der Pier Nord verlängert werden und zwischen fünf und acht zusätzliche Fluggastbrücken erhalten. 
Im ursprünglichen Terminal 2 wurde 2020 eine zweite zentrale Sicherheitskontrolle geschaffen, welche die separaten Kontrollen an den B-, C- und D-Gates ersetzte. Die gesamte Gebäudeinfrastruktur wurde zur Gänze erneuert.
Pier Ost wird der Gestaltung vom modernisierten Pier West entsprechend umgebaut; die Trennwände zwischen den einzelnen Gates und dezentralen Sicherheitskontrollen werden auch hier in Zukunft entfallen. Im Ankunftsbereich wurden bereits drei zusätzliche Gepäckausgabebänder eingebaut. Durch die neue Süderweiterung von Terminal 3 wird der Wiener Flughafen zu einem sogenannten „One-Terminal-Airport“. Das bedeutet, dass die Passagiere die Sicherheitskontrolle an einem beliebigen Ort passieren und dennoch jedes Gate erreichen können. Ebenso entfällt bei Transferverbindungen die Notwendigkeit, erneut eine Kontrolle durchlaufen zu müssen.
Für die derzeit laufende Projektplanungsphase wurde ein Budget von maximal 39 Millionen Euro vom Aufsichtsrat genehmigt. Nach deren Abschluss erfolgt die Ausführungsphase in den Jahren 2018 bis 2023, wobei einzelne Teilprojekte schon früher in Betrieb gehen sollen. Dabei wurde für alle Projekte ein Kostendeckel von maximal 500 Millionen Euro beschlossen. Im Hinblick auf die Probleme im Zuge der Errichtung von Terminal 3, hat die Flughafen Wien AG als Bauherr ihren Baubereich neu strukturiert und laut eigenen Aussagen die Empfehlungen des Rechnungshofes umgesetzt. Nach Abschluss der Projektplanung sollen laut Vorstand keine Planungsänderungen mehr zugelassen werden. Die örtliche Bauaufsicht und begleitende Kontrolle sollen jeweils von unternehmensinternen Stellen übernommen werden.
Im Rahmen langfristiger Planungen zieht der Flughafen auch den Bau eines zusätzlichen Terminals in Erwägung. Er soll zwischen der Piste 11/29 und ihrer geplanten Parallelpiste als Mid-Field-Terminal errichtet werden und durch eine unterirdische Bahn mit dem derzeitigen Bestand verbunden werden. Zuzüglich zu Kapazitätssteigerungen, die durch Erneuerungen des Altbestandes herbeigeführt werden sollen, könnte der Wiener Flughafen dank des neuen Satelliten-Terminals bis zu 50 Millionen Passagiere jährlich abfertigen.

### Dritte Piste (geplant)

Lage der geplanten Parallelpiste

Der Flughafen Wien plant den Bau einer dritten Piste in Form einer Parallelpiste zur bestehenden Piste 11/29 mit etwa 3680 Metern Länge und 60 Metern Breite. Die Piste würde etwa 2400 Meter südlich der Piste 11/29 und 2600 Meter westlich der Piste 16/34 liegen und die Bezeichnung 11R/29L tragen. Der Antrag zur Umsetzung des Vorhabens wurde im März 2007 bei der niederösterreichischen Landesregierung eingereicht. Im Rahmen der Planung wurden viele Bedenken – vor allem seitens der Anrainer des Flughafenumlands – laut, die sich in erster Linie auf höhere Lärmbelastungen durch die zusätzliche Piste beziehen. Um auf die Wünsche und Bedürfnisse der Betroffenen einzugehen, wurde von 2000 bis 2005 das bis dato umfangreichste Mediationsverfahren Europas durchgeführt, das seinen Abschluss in einem zivilrechtlich verbindlichen Mediationsvertrag fand. Dieser sieht Regelungen zur Entlastung der Bevölkerung vor. Weiters wurde ein Dialogforum ins Leben gerufen, das sich im Speziellen der Vermittlung zwischen Flughafen, Bürgerinitiativen und sonstigen betroffenen Parteien widmet und diesen ein Mitspracherecht bei der Planung der dritten Piste und der damit verbundenen Projekte einräumt.
Im Juli 2012 wurde der positive erstinstanzliche Bescheid der Umweltverträglichkeitsprüfung ausgestellt, gegen den es 23 Einsprüche gab. Der UVP-Bescheid listet 460 Auflagen, einen Großteil davon im ökologischen Bereich, auf. Über 200.000 Quadratmeter Wald müssen für den Bau gerodet werden, für jeden gerodeten Quadratmeter allerdings wiederum drei aufgeforstet werden. Zusätzlich werden weitere Grüngürtel und Lärmschutzdämme gefordert. Rund 49,5 Millionen Kubikmeter Erde sind zu bewegen. Das Projekt umfasst auch umfangreiche „Begleitmaßnahmen“, wie die Verlegung der Landesstraße B 10 und die Errichtung einer dritten Feuerwache. Laut Medienberichten wird der Bau der dritten Piste rund zwei Milliarden Euro kosten.
Der Flughafen argumentiert, die dritte Piste sei nötig, um die zukünftig steigende Zahl an Flugbewegungen bedienen zu können. Mit der Situation von zwei sich in ihrer Verlängerung kreuzenden Pisten sei dies langfristig nicht möglich.
Außerdem bedeute die neue Start- und Landebahn nebenbei auch weniger Verspätungen, Treibstoffverbrauch und Lärm durch Vermeidung von Holdings in den Spitzenzeiten.
Mit Erkenntnis vom 2. Februar 2017 wurde der Antrag auf Bau und Betrieb der Piste im Beschwerdeverfahren vom Bundesverwaltungsgericht (BVwG) abgewiesen. Nach Ansicht des zuständigen Senats sei das Projekt insbesondere im Zusammenhang mit der zu erwartenden CO2-Mehrbelastung nicht genehmigungsfähig. Die Ergebnisse des Beschwerdeverfahrens wurden dabei noch einmal überprüft; dabei wurden die Anliegen von 28 Beschwerdeführern berücksichtigt. Die vorliegenden positiven Aspekte – wie beispielsweise standort- und arbeitsmarktpolitische Auswirkungen – waren nach Ansicht des BVwG weniger hoch zu bewerten als der Schutz vor den negativen Folgen des Klimawandels. Ebenso seien die Möglichkeiten der Betriebsgesellschaft, den CO2-Ausstoß durch eigene Maßnahmen zu reduzieren, nicht ausreichend.
Der Flughafen und das Land Niederösterreich gingen gegen das Erkenntnis vor und wandten sich an den Verwaltungsgerichtshof (VwGH). Die Betreibergesellschaft bemängelte insbesondere, dass mit dem Erkenntnis des BVwG die Folgen des Klimawandels alleine auf den Flughafen beziehungsweise den geplanten Ausbau geschoben würden, obwohl dieser nicht der Hauptverursacher sei. Umweltschutzverbände hingegen begrüßten das Urteil als „wegweisend“. Das Consultative Council of European Judges (CCJE) des Europarats stellte im Länderbericht 2017 im Zusammenhang mit der Berichterstattung zur Entscheidung des Bundesverwaltungsgerichtes bezüglich der dritten Piste des Flughafens Wien sowie auch die öffentliche Kritik der Landeshauptleute an dieser Entscheidung (Punkt 303 des Berichts), die Verletzung europäischer Standards betreffend die Vermeidung unausgewogener Kritik („unbalanced critical commentaries“) an Gerichtsurteilen fest (Punkt 302 ff des Berichts).
Am 26. Juni 2017 hob der Verfassungsgerichtshof (VfGH) die negative Entscheidung des BVwG als verfassungswidrig auf; damit wurde die Rechtssache an diesen zurückverwiesen. Das BVwG hat nach Urteil des VfGH die Aspekte des Klimaschutzes und des Bodenverbrauches in einer verfassungswidrigen Weise in seine Interessensabwägung einbezogen und zudem die mit dem Projekt in Zusammenhang stehenden Kohlendioxid-Emissionen nicht korrekt berechnet. Die Rechtslage sei damit in „mehrfacher Hinsicht grob verkannt“ worden.
Im weiteren Verfahren bestätigte das Bundesverwaltungsgericht mit Erkenntnis vom 23. März 2018 den bewilligenden UVP-Bescheid der niederösterreichischen Landesregierung. Die dagegen von mehreren Bürgerinitiativen und Anrainern erhobenen Revisionen wurden vom Verwaltungsgerichtshof im März 2019 abgewiesen, wodurch das UVP-Verfahren letztinstanzlich beendet ist. Nach Angaben des Vorstandes der Flughafen Wien AG ist eine Inbetriebnahme der dritten Piste vor 2030 nicht realistisch.
Wegen der Corona-Pandemie und dem Einbruch des Geschäfts beantragte der Flughafen einen Aufschub der Frist zur Fertigstellung der dritten Piste bis 2033 beim Land Niederösterreich und bekam diesen. Bürgerinitiativen gingen dagegen vor und erreichten im Mai 2024 die Rücknahme des Aufschubs beim BVwG, wogegen der Flughafen ein Rechtsmittel einlegen will. AUA-Vorstandschefin Annette Mann sagte hingegen etwa zur gleichen Zeit, die dritte Piste habe für die AUA derzeit nicht Priorität.

## Bedenken zum Flughafenbetrieb und deren Lösungsansätze
Zu möglichen vom Flughafen Wien hervorgerufenen Störfaktoren gibt es, vor allem von den Anrainern rings um das Flughafengelände, im Besonderen zwei Schwerpunktbedenken: Die Belästigung durch Fluglärm sowie die Umweltproblematik.

### Belästigung durch Fluglärm
Am und um den Flughafen treten, bedingt durch Landungen und Abfertigungen der Flugzeuge, bestimmte Lautstärkepegel auf, die vor allem von Anrainern des Umlands mitunter als sehr belästigend empfunden werden können. Unterschieden werden muss jedoch in jedem Fall zwischen der subjektiven („gefühlten“) Lärmbelästigung, die je nach Person unterschiedlich ausfallen kann, und der gemessenen („effektiven“) Lärmbelastung (Schallpegel).
Die Fluglärmbelastung um den Flughafen Wien variiert je nach Entfernung zu den Landebahnen, der Tageszeit sowie täglichen Verkehrsaufkommensschwankungen. Um die tatsächlichen Schallpegel zu messen, bedient sich der Flughafen des sogenannten FANOMOS (Flight Track and Noise Monitoring System). Dieses besteht im Umkreis des Flughafens Wien aus 14 stationären (Wien-Donaustadt, Groß-Enzersdorf, Fischamend, Klein-Neusiedl, Enzersdorf an der Fischa, Schwadorf, Margarethen am Moos, Rauchenwarth, Zwölfaxing, Schwechat, Wien-Simmering, Himberg, Karlsdorf und Maria-Lanzendorf) sowie vier mobilen Messstationen, die die Geräuschimmissionen von startenden und landenden Flugzeugen aufzeichnen. Zur Sicherstellung der Messgenauigkeit führt das System alle vier Stunden eine akustische und elektrische Überprüfung durch.
Die für die Aufzeichnung notwendigen Radar- und Fluginformationsdaten stellt Austro Control zur Verfügung. FANOMOS führt diese Flugdaten mit den an anderen Messstellen erfassten Ereignissen (Windstärke etc.) zusammen. Im Jahr 2007 erfolgten auf diese Weise 47 Messreihen, von denen 28 zum Vergleich mit den Messreihen des Vorjahres 2006 herangezogen wurden. Das Ergebnis zeigte, dass die Flugbewegungen innerhalb der sechs verkehrsreichsten Monate des Jahres um 7,1 % zunahmen, die LDEN-Werte (Lärmindex) sich jedoch an den Messstellen maximal um 0,8 dB (Margarethen am Moos, Rauchenwarth) beziehungsweise 2,2 dB (Maria-Lanzendorf, hier wurde jedoch im Oktober 2007 ein vergleichsverfälschender Standortwechsel durchgeführt) erhöhten, sich größtenteils jedoch um bis zu 1,3 dB senkten (Fischamend, Schwechat).
Der durch das Bundes-Umgebungslärmschutzgesetz definierte maximale Tag-Abend-Nacht-Lärmindex liegt bei 65 dB. Das Lärmschutzprogramm des Flughafens umfasst bereits ein Tag-Schutzgebiet mit einem äquivalenten Dauerschallpegel von über 54 dB; das Nacht-Schutzgebiet beginnt bereits bei einem Pegel von über 45 dB. Werden diese internen Schwellwerte überschritten, übernimmt der Flughafen Kosten für lärmschützende Maßnahmen. (Siehe dazu auch: Nachtflugregelungen am Wiener Flughafen)
Seit dem Frühjahr 2009 werden zudem auch die Flugspuren der An- und Abflüge auf den bzw. vom Flughafen Wien im Internet öffentlich dargestellt.

### Umweltbedenken

#### Luft und Klima, Treibhausgasemissionen
1997 wurde ein spezielles Schadstoffmesssystem angeschafft, um die Luftgütewerte am und um den Flughafen zu ermitteln. Diesen zufolge hat der Flughafen bloß geringen Einfluss auf die Luftgüte; die Werte entsprechen jenen einer Randlage einer Großstadt wie etwa Wien. Die CO2-Emissionen der Unternehmensgruppe lagen 2015 bei 33 941 Tonnen (2014: 37 692 Tonnen, 2013: 41 365 Tonnen). Der Flughafen ist Mitglied im sogenannten „Airport Carbon Accreditation-Programm“ des internationalen Dachverbands der Flughafenbetreiber (Airports Council International). Das langfristige Ziel der CO2-Neutralität wird mit Hilfe des vierstufigen Airport Carbon Accreditation System (ACAS) begleitet. Das Programm gibt Vorgaben zur Bilanzierung der Emissionen und legt Reduktionsziele fest. 2017 erreichte der Flughafen Level 3 von 4. In die Bilanz des CO2-Ausstoßes werden hierfür nur die Emissionen des landseitigen Verkehrs und der ansässigen Unternehmen eingebunden, nicht jedoch der Flugverkehr.
Der oben angegebene Wert von 33 941 Tonnen CO2-Ausstoß berücksichtigt nicht die Emissionen des Flugverkehrs, sondern nur die Bodenemissionen. Es wird erwartet, dass im Jahr 2029 der Flugverkehr für ca. 40 % des CO2-Ausstoßes Österreichs verantwortlich sein wird. Von verschiedener Seite wird daher dem Flughafen und dem Airport Carbon Accreditation System Greenwashing vorgeworfen.

#### Wasserverbrauch und Müll
Der Wasserverbrauch lag 2017 bei 445.698 m³. (Zum Vergleich: 1984 wurden 1,2 Mio. m³ verbraucht.) Der Flughafen erhält sein Wasser mittels vier Brunnen aus dem Grundwasser. Abwässer von Vorfeldern, Rollwegen und Pisten werden der Verbandskläranlage Schwechat-Mannswörth zugeführt.
Im Jahr 2014 belief sich die Abfallmenge auf 3333 Tonnen. Dazu kamen 163 Tonnen gefährlicher Abfall, 2030 Tonnen Gewerbemüll und 371 Tonnen Altpapier. Im Jahr 2017 belief sich die Gesamtabfallmenge auf 4456 Tonnen.

#### Energie
Nach Angaben des Flughafens benötigte der Flughafenbetrieb 2004 ungefähr 93 Millionen Kilowattstunden Strom, was in etwa dem Energieverbrauch der Stadt Tulln entsprach. 2014 wurden von der Flughafen Wien AG circa 98 Mio. kWh Strom verbraucht. Die Energie wird von Wien Energie bezogen und besitzt einen erneuerbaren Anteil von rund 60 % (48,85 % Wasserkraft, 6,17 % Windenergie, 3,45 % Biomasse, 1,72 % sonstige Ökoenergie). Der restliche Anteil von 39,81 % (Erdgas) wird vom Stromlieferanten selbst erzeugt.
Bis Juli 2016 wurden auf den Dachflächen von Hangar 7 und Objekt 836 Photovoltaikanlagen mit insgesamt 3.200 m² Fläche und einem jährlichen Ertrag von insgesamt rund 500.000 kWh installiert. 2017 kam eine weitere Anlage (8.000 m²) am Air Cargo Center dazu. Der Ertrag von etwa 750.000 kWh jährlich deckt den Eigenstrombedarf des Luftfrachtzentrums; die überschüssige Energie wird in das Flughafen-Netz eingespeist und trägt zur Erzeugung von Kälte bei. Am Vorfeld sind einige Erdgas- und Elektro-Fahrzeuge unterwegs. Im Parkhaus 4 gibt es eine Stromtankstelle für Passagiere mit Elektroautos. Zusätzlich fördern die großflächigen Glasfassaden in den Check-in-Bereichen, wie auch in den Piers die Abschaltung bzw. die Dimmung der künstlichen Beleuchtung.
Für den Fall eines Stromausfalls bestehen vier Notstromaggregate mit einer Gesamtleistung von 6,5 MW. Die Rollweg- und Pistenbefeuerung wird zusätzlich durch eine USV-Anlage abgesichert. Die klimatisierten Gebäude sind an zentrale Kälteerzeugungen angeschlossen; durch Wärmerückkopplungssysteme kann die in der Abluft enthaltene Kälte- und Wärmeenergie weitergenutzt werden. Die drei getrennten Kältezentralen verfügen über eine Gesamtleistung von 26 MW.
Der Flughafen wird mittels Fernwärme, mit einer Vorlauftemperatur von 170 °C, aus dem Kraftwerk der nahegelegenen Raffinerie beheizt; diese Fernwärme hat eine CO2-Intensität in der Höhe der Hälfte von Heizöl. Im Jahre 2007 wurden 107 GWh Fernwärme an den Flughafen geliefert.

### Mediation mit den Bürgern
Beim Umgang mit Kritikpunkten, die von den Anrainern des Flughafens immer wieder geäußert werden, setzt der Flughafen vor allem auf Mediation mit den betroffenen Parteien. Mediationsverhandlungen begannen im Jahr 2000, nachdem der Flughafen seinen „Masterplan 2015“ präsentierte, und liefen bis 2005. Als Ergebnis wurde ein Vertrag unterschrieben, der weitere Mediation und Kooperation vorsieht. Dafür wurde der Verein „Dialogforum“ gegründet, in dem der Flughafen, die betroffenen Gemeinden, Bürgerinitiativen und die Bundesländer Wien und Niederösterreich vertreten sind.

## Erscheinungsbild

### Architektur

#### Terminal 1
Die architektonische Gestaltung des 1992 errichteten Gebäudes ist durch das in den sechziger Jahren erbaute Terminal 2 beeinflusst. Abgesehen von ihren Abmessungen gleichen sich die Gebäude von der Vorfahrt aus gesehen. Im Inneren erinnern jedoch nur das zum Flugfeld gestreckte, durchhängende, Dach und die an den Längsseiten angeordneten, leicht geneigten, Fensterflächen an den Nachbarbau. Das Innere des Gebäudes wurde von Architekt Franz Fehringer gestaltet, welcher auch für die Planung der Piers Ost und West und der „Plaza“ verantwortlich war. Die aufwändig ausgeführte Deckenuntersicht der Halle, welche mit zahlreichen Lichtpunkten und Formen versehen war, wurde durch einen von Juli bis Dezember 2012 erfolgten Umbau entfernt. Im Zuge dieser Arbeiten wurden die gesamte Haustechnik und das Gebäudedach, des 3500 m² umfassenden Gebäudes, revitalisiert. Die Deckenkonstruktion wurde abgebrochen und durch eine neue Bandrasterdecke ersetzt, die 18 Dachfenster in Pyramidenform dauerhaft verschlossen. Einzig der mit schräg versetzten rotbraunen Fliesen belegte Boden blieb erhalten. Die ursprünglich aufgestellten Sitzmöbel und Pflanztröge wurden aufgrund des zunehmenden Passagieraufkommens im Laufe der Jahre zugunsten zusätzlicher Anstellflächen entfernt.
Erstmals kam hier auch die neueste Generation von Infomöbeln, genannt „Airpoints“, in Funktion. Diese ersetzen im Terminal 1 die klassischen Flip-Dot Anzeigen, im Terminal 3 jedoch auch herkömmliche digitale Infomonitore, welche aber nicht von allen Passagieren gleich gut einsehbar sind. Nach und nach werden diese in allen Terminalbereichen eingesetzt. Die Check-in-Schalter und Ticketcounter wurden im Design des Unternehmens Hochgerner ausgeführt und kommen bereits in den anderen Check-in-Bereichen zum Einsatz.

#### Terminal 1A
Die 6 m hohe Stahlbauhalle hat eine Grundfläche von 1500 m², wovon etwa 1400 m² nutzbar sind. Durch Beschichtungen erreicht die Konstruktion die Qualität der Brandschutzklasse F-30. (Die Klassifizierung besagt, dass die Konstruktion im Brandfall mindestens 30 Minuten standhält) Die Fassade und die abgehängte Innendecke sind mit lichtdurchlässigen Kunststoff-Hohlkammerplatten ausgeführt. Im Bodenbereich sind darauf schemenhaft hüfthohe Gräser abgebildet.
Die Halle wurde vom Architekturbüro Baumschlager Eberle entworfen und hat die Form einer rechteckigen Box, die nach Aussage der Architekten einem „Zelt in der Landschaft“ ähneln soll. Betreten werden kann sie über die (der Vorfahrt zugewandten) Südseite. Hier fallen die Außenwände schräg zurück. Die Konstruktion ist vollständig abbau- und wiederverwertbar.
Im Inneren befindet sich entlang der Süd- und Westseite, nicht-öffentlich zugängliche, Gebäudeinfrastruktur, der Anschluss an das Gepäckfördersystem und eine Toilettenanlage. Nord- und Ostseite sind dagegen nicht verbaut und lassen Tageslicht eindringen. Hier kam erstmals das neue Design der aus Ulme gefertigten Check-in Counter und Pultanlagen zum Einsatz. Sie sind heute auch in allen anderen Check-in-Bereichen zu finden.

#### Terminal 2

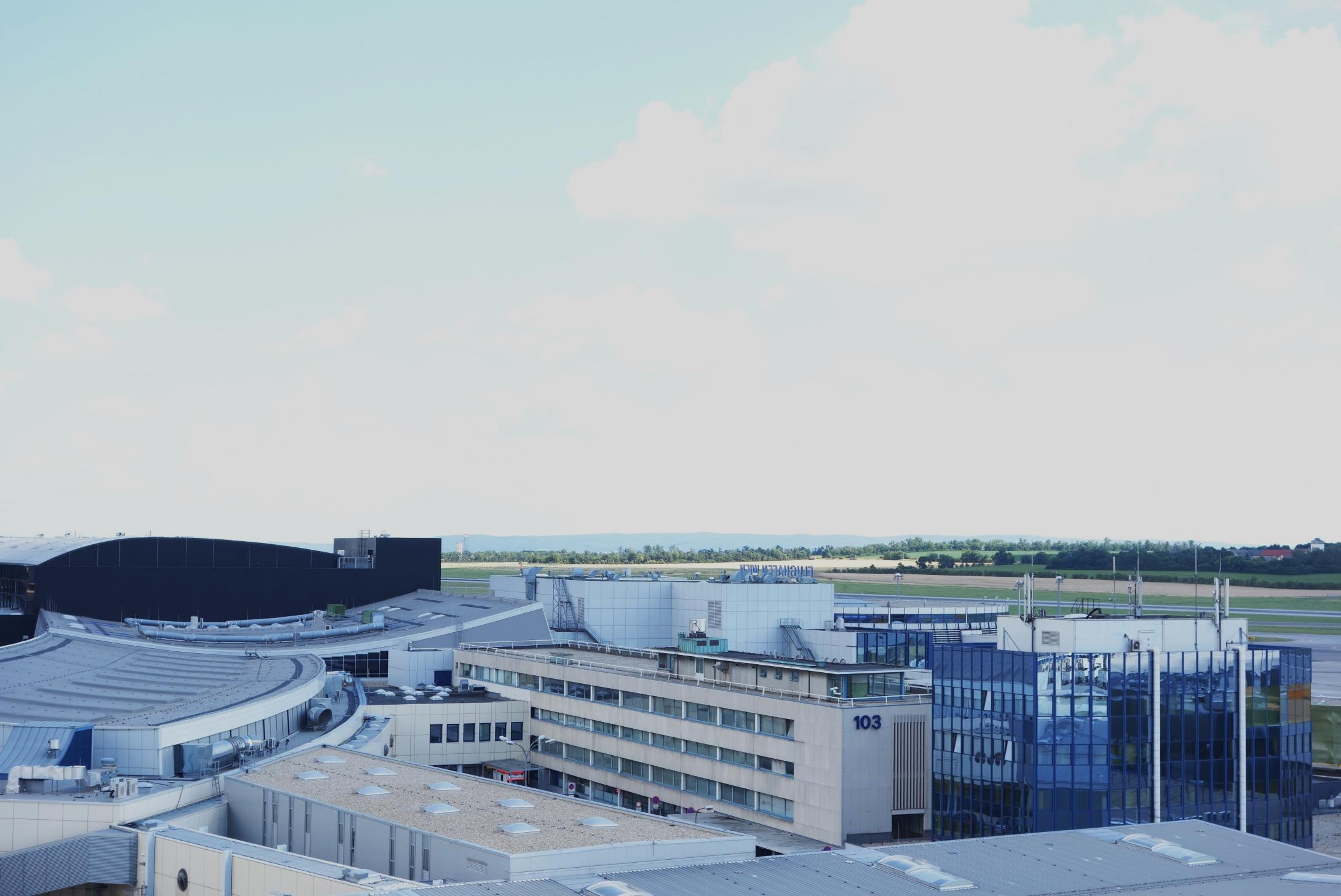
Terminal 2 umgeben von Neubauten. Nur der westliche Seitentrakt ist noch bis heute erhalten. (Siehe dazu auch die Bildbeschreibung)

Aus den über 30 Bewerbern des Ideenwettbewerbs für einen Generalausbauplan, wurde im Juli 1955 ein Planungsteam bestehend aus Fritz Pfeffer, Kurt Klaudy, Adolf Hoch und Anton Schimka ausgewählt.
Der Baubeginn für den „Flughof“ genannten Entwurf war im März 1956. Der Aufwand betrug 230 Millionen Schilling. Die Kapazität der neuen Anlage war auf zwei Millionen Fluggäste jährlich ausgelegt und orientierte sich an der Prognose für das Jahr 1975. Die Eröffnung fand am 17. Juni 1960 unter Anwesenheit von Bundespräsident Adolf Schärf statt.
Das Gebäude bestand aus der großen, noch heute bestehenden, Haupthalle mit an Ost- und Westseiten angegliederten schmalen Seitentrakten. Die Baukörper wurden leicht geschwenkt zueinander situiert; an beiden Enden Türme als Akzente eingeplant. Dem Östlichen war als Bürotrakt für die Fluggesellschaften und Flugsicherung der Kontrollturm angeschlossen. Erst 1976 wurde dem Tower eine Kanzel aufgesetzt. Der westliche Trakt bot Platz für Restaurants und hatte einen Aussichtsturm als Gebäudeabschluss. Im Jahr 2005 wurde die gesamte Ostseite im Zuge der Errichtung von Terminal 3 abgetragen, während der Westtrakt hingegen noch existiert (zwischen Pier West und Terminal 1). Der Aussichtsturm wurde in ein Bürohaus umgebaut und mit einer blauen Glasfassade versehen (siehe Bild rechts).
Die steigenden Passagierzahlen brachten die Einführung eines 2-Ebenen Betriebs (für Ankunft und Abflug) mit sich. 1986 wurde dafür die neue Ankunftshalle eröffnet. Sie wurde vom Linzer Architekten Rupert Falkner entworfen und war bis zur Inbetriebnahme von Terminal 3 in Funktion.
Mit Ausnahme der Vorfahrt ist das Gebäude nun an allen Seiten von neuer Bebauung umgeben. Durch die umfassen Neubauten gingen Lichteinfall, Durchblicke und der ursprünglich großzügige Charakter der Abflughalle bis heute weitgehend verloren. Sie misst rund 60 × 80 Meter und wird von einer Hängedachkonstruktion überspannt, welche aus parabelförmig geführten, parallelen Spanngliedern sowie einer Ortbetonschale von 6 cm Dicke besteht. Das Dach wird von zwei Lichthöfen in der Gebäudemitte perforiert. Dadurch entstehen vier, entlang der Außenseiten liegende, längs gerichtete Hallen.
Auch im Inneren wurden originale Raumbilder durch Einbauten stark verändert. Vor allem die bis 1993 errichtete „Hallenerweiterung Süd“ mit der „Plaza“ bedeutete einen schweren Eingriff. Zum einen ist die eigentliche Südfassade seither komplett verbaut und damit nicht mehr vom Vorfeld aus sichtbar, zum anderen erstrecken sich die damals geschaffenen Handelsflächen auf der Abflugebene bis in den alten südlichen Hallenbereich. Auf Ebene 2 wurde dort zudem ein geschlossener Übergang zu einem Selbstbedienungsrestaurant eingezogen. Das offene Raumbild des stützenfreien Inneren ist dadurch nicht mehr wahrnehmbar. Ursprünglich waren in der Südhalle lediglich terrassenartige Einbauten vorgesehen, von denen aus das Geschehen am Vorfeld beobachtet werden konnte.
Trotz allem ist die südliche Halle bis heute erhalten und im Bereich direkt nach der Bordkartenkontrolle sichtbar. Die Südfassade besteht fast vollständig aus Fensterflächen, wobei die Glaselemente durch einen Knick leicht angewinkelt zueinander stehen. Bis heute weitgehend im Originalzustand erhalten ist dagegen der nördliche Hallenbereich Richtung Vorfahrt. Auch Check-in- und Ticketschalter befinden sich seit Anbeginn an denselben Positionen. Hohe Fenster zwischen leicht geneigten Rahmen aus Stahlbeton lassen Tageslicht einfallen.
In der östlichen und westlichen Halle, die normal auf die beiden anderen liegen, befinden sich die Zugänge zu den B, C und D-Gates, wobei derzeit ausschließlich der östlich gelegene Zugang in Funktion ist.
Im Inneren ist durchwegs das tragende Stahlbetonskelett sichtbar. In den original erhaltenen Teilen sind die Böden mit grau weiß gestreiftem Konglomeratgestein belegt. Dem Gebäude waren bis in die siebziger Jahre großzügige Terrassen vorgelagert, von denen aus Zuschauer im Freien das Geschehen beobachten und abfliegenden Passagieren zuwinken konnten, die über das Vorfeld gingen. Diese Anlagen wurden mit dem Bau des Piers Ost sukzessive verkleinert und mit der Errichtung des Piers West endgültig geschleift.
Auch durch die verhältnismäßig knapp bemessenen Flächen vor den Schaltern genügt der Bau heute nicht mehr ganz den Anforderungen an ein zeitgemäßes Abfertigungsgebäude. Daher wurden in den letzten Jahren im Terminal 2 nur mehr wenige Fluggesellschaften abgefertigt. (2013 wurden die Check-in-Schalter schließlich gänzlich stillgelegt) Dennoch wurden von Juli 2010 bis August 2011 Revitalisierungsarbeiten im Dachbereich durchgeführt, da es vermehrt zu Wassereinbrüchen kam. Im Rahmen der Arbeiten wurde das gesamte Dach erneuert, gegen Feuchtigkeit abgedichtet und mit einer Wärmedämmung versehen. Um die Tragfähigkeit der Konstruktion aufrechtzuerhalten und das Hängedach zu unterstützen, wurden horizontale Stahlrippen eingebaut und zur Aussteifung dazwischen Stahlseilabspannungen errichtet. Zudem wurden einzelne Glasfassaden erneuert.
Alle Bauarbeiten fanden damals unter Aufrechterhaltung des Betriebs statt. Wesentlich umfangreichere Eingriffe an dem Bauwerk sollen nun in den Jahren 2018–2023 durchgeführt werden.

#### Terminal 3

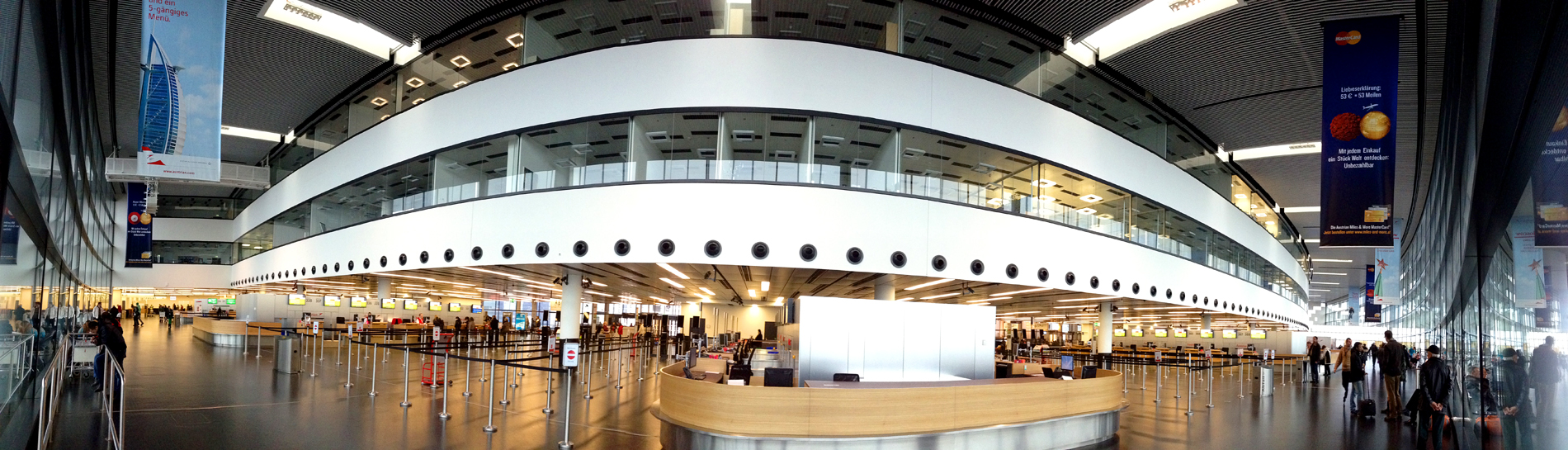
Panoramaperspektive Abflugebene

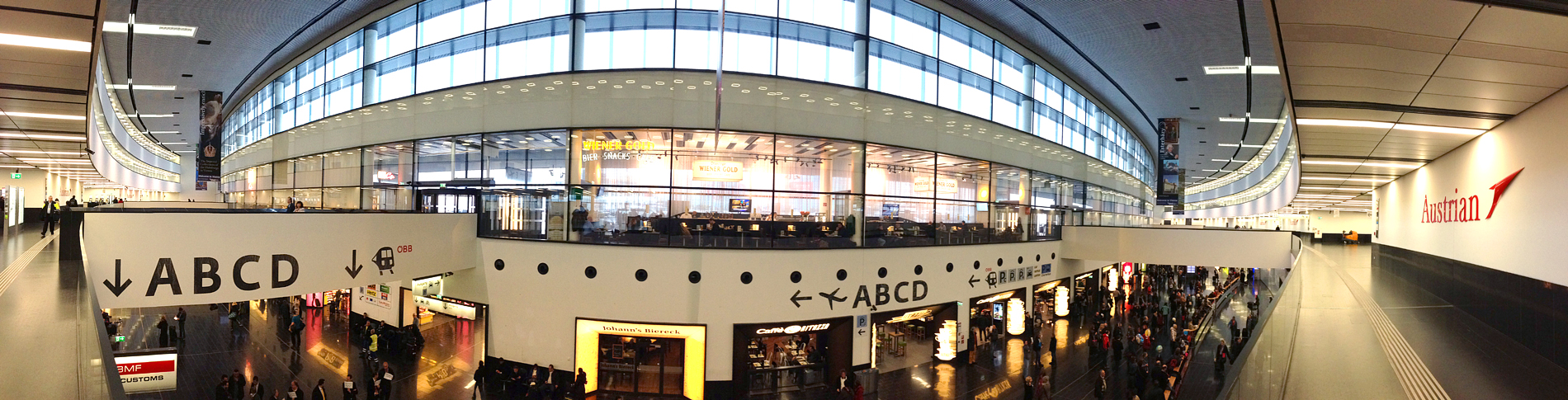
Panoramaperspektive Ankunftsebene

Für den Entwurf des Gebäudes waren das Vorarlberger Büro Baumschlager Eberle und das Schweizer Büro IttenBrechbühl verantwortlich. Es gliedert sich in das sichelförmige Terminal und den daran angeschlossenen Pier. Der Baukörper schließt direkt an das bestehende Terminal 2 an und nimmt dabei die Rundung der Vorfahrtsrampe auf. Über ihr kragt ein 15 Meter tiefes Dach stützenfrei aus. Zur Auffahrt hin ist der Sichel ein Windfang vorgeschaltet, in welchem an den Zugängen Doppeldrehtüren und ansonsten vermietbare Flächen Platz finden. In der Draufsicht ist dieser nicht sichtbar.
Die Sichel ist mittels Bohrpfählen und Pfahlrosten, der Pier mit Platten- und Einzelfundamenten fundamentiert. Die Tragkonstruktion besteht aus F90-Stahlbeton. (Diese für den Brandschutz geltende Klassifizierung besagt in diesem Fall, dass die Betondeckung der Bewehrung mindestens 35 mm Stärke und eine Feuerwiderstandsdauer größer 90 Minuten besitzt)
Mit einem Abstand von jeweils 45 Metern sind Pierfinger nördlich und südlich des Piers angeordnet. Sie stellen den Zugang zu den Fluggastbrücken dar, fungieren gleichsam aber auch als Zugang zu den Busgates. Um die beiden Ausgänge parallel betreiben zu können, sind die einzelnen Finger jeweils durch eine semitransparente Glasscheibe in zwei Gänge geteilt. Einer führt zu der/den Fluggastbrücken, der andere zu einer steilen, zweiläufigen Treppe. Diese endet wiederum an einem kleinen Auffangraum für wartende Buspassagiere. Ein Pierfinger und die dazugehörige Abfertigungsinfrastruktur auf den vier Ebenen bilden zusammen ein sogenanntes „Boarding-Gefäß“. Der Pier selbst weist eine Steigung von 0,5 % in Längsrichtung auf, was einem Höhenunterschied von etwa 2,3 Metern zwischen Anfang und Ende entspricht.
Der Baukörper ist nur im Sichelbereich unterkellert (Der Pier besitzt nur im Wurzelbereich ein Kellergeschoß). Die tiefsten Punkte unter dem Gebäude stellen jedoch die Kollektorgänge dar, die nicht nur unterhalb des Baus verlaufen, sondern ihn auch mit anderen Teilen des Flughafens verbinden.
Die raumhohen Glasfassaden sind zweischalig ausgeführt. Sie bestehen aus einer inneren Schicht mit großformatigen Gläsern und einer äußeren Schicht mit kleineren, tiefenversetzten Scheiben; die Anordnung soll dabei eine möglichst geringe Störung des Radars darstellen. Das „Muster“ wiederholt sich alle 45 Meter. Die innere Glasfassade stellt die als Gebäudeabschluss wirksame, thermische Grenze dar. Die schuppenartigen Gläser sind zudem beschichtet und lassen das Gebäude von außen schwarz erscheinen. Beide Fensterschichten sind in horizontale Tragelemente eingespannt, die die Gläser beschatten und gliedern.

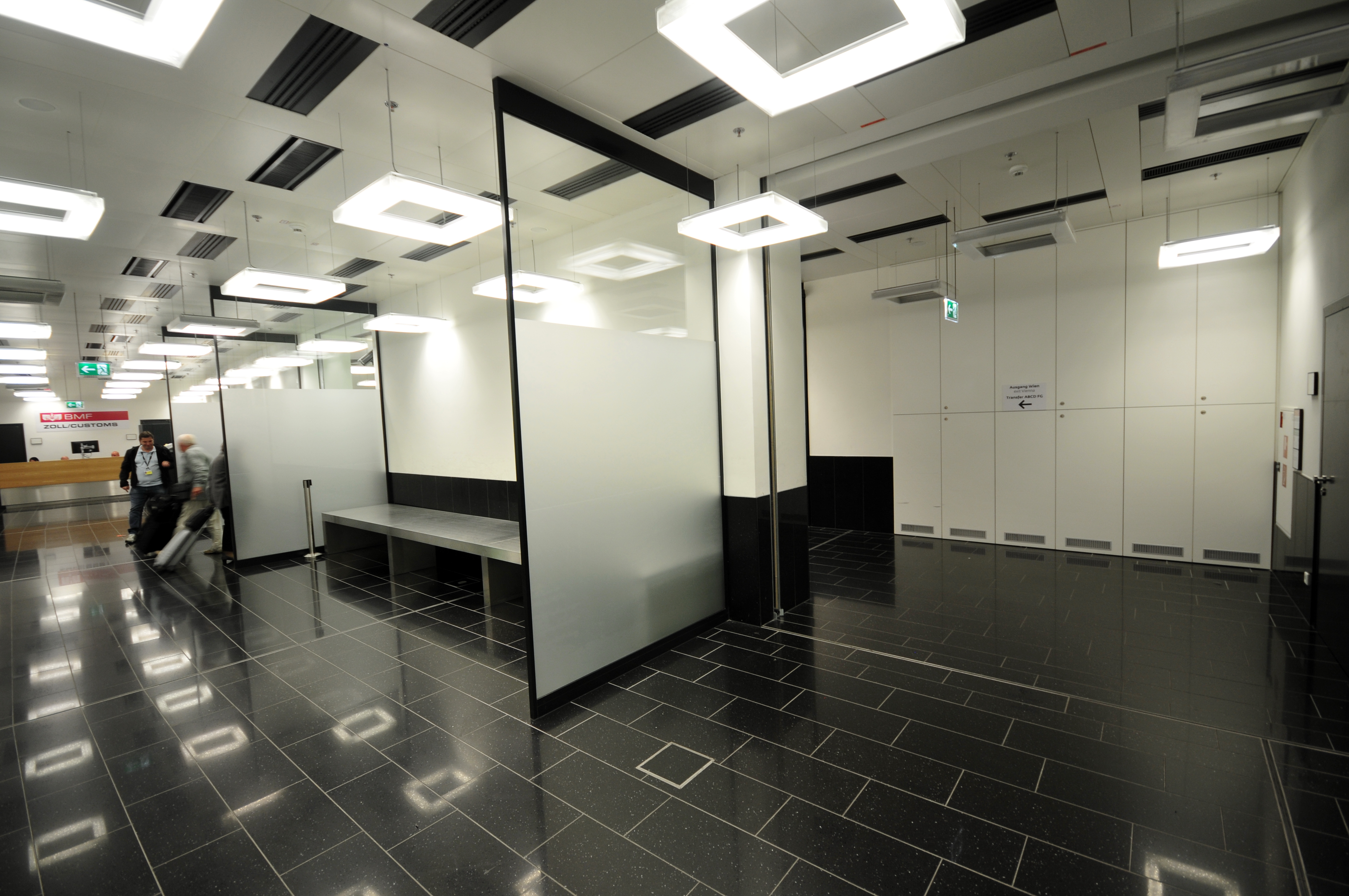
Zollkontrollstelle als Beispiel für die Innenraumgestaltung

In den eigentlich unbelichteten Teilen der Innenräume sind Lichthöfe vorgesehen. Sie durchdringen den Baukörper in kompletter Höhe und gewähren Durchblicke auf höher bzw. tiefer liegende Ebenen. Das Aluminium-System-Dach bedeckt die gesamte Gebäudesichel und trägt in der Draufsicht zu einem einheitlichen Bild bei. Zu- und Abluftöffnungen sind allesamt in das Dach integriert und bilden somit keine störenden Aufbauten. (Ziel war eine zusammenhängende, homogene Fläche)
Das Innere des Gebäudes ist durch die Farben Schwarz, Weiß und Grau geprägt. Zahlreiche Oberflächen wurden als transparente bzw. semi-transparente Verglasungen ausgeführt. Die Beschränkung der Materialien und sparsame Ausbildung von Details soll den Stresspegel der Passagiere so weit wie möglich senken; farbliche Akzente sollen allein durch die Menschen eingebracht werden. Die Geschäftslokale auf Ebene 0 sind hinter einheitlich gestalteten, durchleuchtenden Portalen angeordnet; sämtliche Logos und Reklamen der Betriebe wurden auf ihnen aufgebracht und sollen sich im Hintergrund halten. Sowohl Pier als auch die Haupthallen sind aus wiederkehrenden Modulen zusammengesetzt und weisen einen hohen Wiederholungsgrad auf. Die Verteilung der Personenströme erfolgt land- und luftseitig über mehrere in der Längsachse der Sichel angeordnete Erschließungskerne (Rolltreppen, Stiegen und Aufzüge). Auch im Pierbereich liegt die Erschließungsschicht in der Mitte; seitlich sind zu beiden Seiten Wartebereiche mit doppelter Raumhöhe angeordnet. Die horizontale Gestaltung der Fassaden und des Innenausbaus soll die Dynamik des Baus verstärken.
In den Wartebereichen kommen neben der gewöhnlichen Bestuhlung eigens entworfene Sitzmöbel zum Einsatz. Zum einen sind das die „Soft Tables“, ein ledergepolstertes Möbel ähnlich den Enzis im Wiener MuseumsQuartier, zum anderen die blockartigen Laptop-Chairs mit vier Sitzen und Sichtschutz. Alle Check-in-Schalter und sonstige Pultanlagen wurden von Hochgerner angefertigt. Das Design kam zuvor bereits im Terminal 1A zur Anwendung, wurde dem folgend als Standard festgesetzt und auch im später umgebauten Terminal 1 ausgeführt. Die Counter und Pulte sind aus Ulme und Edelstahl gefertigt und erfüllen die Anforderungen der Beschussklasse 4.

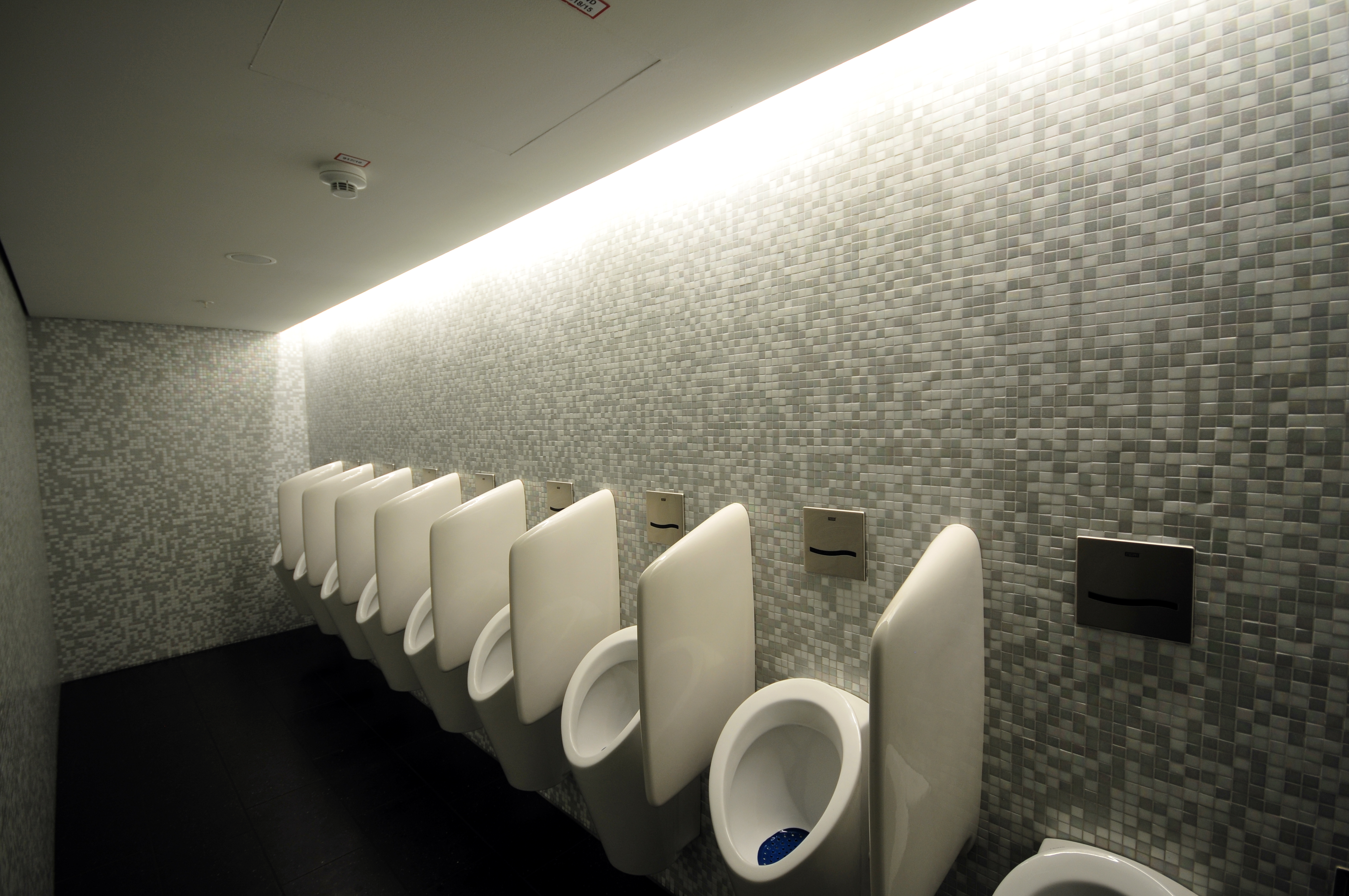
Lichtführung in den Toiletten

Mit der Lichtplanung und Beleuchtung der Innen- und Außenräume wurde das Vorarlberger Unternehmen Zumtobel in Zusammenarbeit mit den Kölner Lichtplanern Kress & Adams beauftragt. Ziel war die Schaffung einer hellen, transparenten Atmosphäre und die Integration der Lichtplanung in die Architektur. Im Pier wurde vermehrt mit hinterleuchteten Flächen an Wänden und Decken gearbeitet. Zum Einsatz kamen fast ausschließlich Sonderleuchten.
Einige der erarbeiteten Leitbilder und Gestaltungsvorgaben, welche nach Ende des Architekturwettbewerbs festgelegt wurden, kamen allerdings nicht bzw. verändert zur Ausführung. So wurde im gesamten Gebäude ein anderer Boden verlegt: Zu kleinformatige Fliesen im Ankunftsbereich und schwarzer Kautschukboden anstelle von weißem Kunststein in den übrigen Bereichen. Statt der jetzigen Lamellendecken waren geschlossene Deckenuntersichten vorgesehen. Auch die als durchgehende Lichtbänder geplanten Leuchten im Pier werden in der erfolgten Ausführung alle paar Meter unterbrochen.

##### Bauhistorie und Bauskandal um das Terminal
Grundlage für den Entschluss baulicher Erweiterungsmaßnahmen waren Prognosen des künftigen Passagieraufkommens im Masterplan 2015 aus dem Jahr 1998. Diesem ging 1997 eine Studie zur Optimierung der luft- und landseitigen Kapazitäten des Flughafens voran. 1998 ließ der Flughafen ein städtebaulich-gestalterisches Gesamtkonzept entwickeln, ein Jahr darauf einen Realisierungswettbewerb zur Errichtung eines neuen Abfertigungsgebäudes ausschreiben. Aus diesem gingen zwei erstgereihte Projekte hervor. Die Wettbewerbsjury wurde dabei von Architekt Boris Podrecca geleitet. Im November 2000 erhielt dann die Arbeitsgemeinschaft der Büros Baumschlager Eberle und IttenBrechbühl den Zuschlag. (Der unterlegene Projektwerber, eine Architektengemeinschaft um das Büro Frank und Partner, brachte daraufhin eine Klage ein, da sie Teile ihrer Planungsleistungen rechtswidrig in die realisierte Ausführung übernommen sahen; 2010 wurde der Vorwurf vom OGH letztlich bestätigt.) Die Planer wurden mit der Erstellung eines ersten Vorentwurfs für Terminal und Pier beauftragt; die Baukosten wurden damals auf 402 Millionen Euro geschätzt. Auf Grundlage des Siegerentwurfs wurde auch eine gestalterische Leitlinie für die Bereiche um das Gebäude erstellt. Neben Vorgaben zu gestalterischen Gesichtspunkten, umfasste diese auch Konzepte für die Freiraumgestaltung und Verkehrsplanung.
Im Jahr 2002 wurde der Gesamtentwurf aufgrund zu hoher, nicht akzeptabler Kosten, aber insbesondere auch infolge der Terroranschläge am 11. September 2001, verändert: Gastronomie-, Shopping- und Bewegungsflächen wurden verkleinert, die Sichel gekürzt und schlanker, der Pier von der Rollgasse 80 nach Süden in die Rollgasse 70 verlegt (Vorentwurf 2). Nahezu unverändert blieben schließlich allerdings die Kapazitäten der primären Abfertigungsfunktionen wie z. B. die der Gepäckförderanlage und der Sicherheitskontrolle.
Nach Abstimmungsproblemen zwischen Architektur- und Fachplanung gab die Projektleitung den Entwurf der Architekten im Jahr 2004 eingeschränkt frei. Zu diesem Zeitpunkt wies die Planung bereits eine Verzögerung von neun Monaten auf. Im selben Jahr wurde das bis dahin oft als Terminalerweiterung Nord-Ost bzw. Terminal 2005 bezeichnete Gebäude unter dem Projektnamen Skylink offiziell angekündigt, die Grundsteinlegung erfolgte 2006. Bereits Anfang 2005 wurden vorbereitende Maßnahmen wie Abbruch, Aushub- und Umlegungsarbeiten begonnen. Die Eröffnung von Skylink war ursprünglich für 2008 vorgesehen. Fortwährende Schwierigkeiten in der Projektsteuerung führten jedoch zu Verschiebungen des Termins. Daneben wurden auch Kostensteigerungen bekannt. Am 30. Juni 2009 wurde der Bau gestoppt, um Verträge mit Lieferanten und Konsulenten neu zu verhandeln und die befürchtete enorme Kostensteigerung nicht in vollem Umfang eintreten zu lassen. Im Juli 2009 stellte sich heraus, dass das für den Flughafen geltende Bundesvergabegesetz außer Acht gelassen worden war. Der Rechnungshof prüfte das Vorhaben von Oktober 2009 bis Juni 2010.
Weiters wurden in einer gerichtlichen Beweissicherung im Auftrag der Flughafen Wien AG nach Angaben der Zeitschrift „Format“ 3000 Baumängel festgestellt. Am 29. Jänner 2010 erklärte das Bundesvergabeamt den Zuschlag für die Bauaufsicht für nichtig. Außerdem gebe es Klärungsbedarf bezüglich der Neuausschreibung oder Verlängerung der im Juni 2009 stornierten Verträge. Nach Angaben der Projektleitung wurden die Bauarbeiten mit einer neuen Bauaufsicht mit Februar 2010 wieder aufgenommen. Als ungefährdet angesehen wurden die Inbetriebnahme im ersten Halbjahr 2012 und eine Kosten-Obergrenze von 830 Millionen Euro.
Im Juni 2010 schrieb das Wiener Nachrichtenmagazin Profil, das Bauwerk sei zu einem „Mahnmal beispielloser Misswirtschaft“ geworden, das „den Flughafen in die wohl schwerste Krise seiner Geschichte gestürzt hat“. Im Oktober 2011 ging man von einer Kostensenkung auf „deutlich“ unter 800 Millionen Euro aus. Insgesamt wurden im März 2012 die Gesamtkosten mit 760 Millionen Euro, Anfang 2014 mit 725 Millionen Euro beziffert. Mehr als 30 Millionen Euro konnten bis dahin als Schadenersatz geltend gemacht werden.
Nach dem operativen Probebetrieb von 5. Jänner bis 26. April 2012 wurde die Terminalerweiterung am 5. Juni 2012 eröffnet. Am 30. Mai 2012, wenige Tage vor Inbetriebnahme, wurde vom Flughafen bekanntgegeben, dass man sich vom (Projekt-)Namen Skylink trennt. Der Neubau wurde organisatorisch unter dem Begriff Terminal 3 in den Bestand eingegliedert. Austrian Airlines nennen das Gebäude auch Austrian Star Alliance Terminal. Am 21. Juni 2012 fand in Anwesenheit der Landeshauptleute von Wien und Niederösterreich, Michael Häupl und Erwin Pröll, die offizielle Eröffnungszeremonie statt. In der Folge wurden einige Mängel, wie ein unübersichtliches Leitsystem, zu klein dimensionierte Flächen und vor allem die unzureichende Barrierefreiheit kritisiert. Seitens des Flughafens versprach man Nachbesserungen innerhalb weniger Monate, beteuerte jedoch auch, dass gröbere bauliche Veränderungen im Nachhinein nicht mehr möglich seien und der Bau mit heutigem Wissen anders geplant werden würde. Besonders dem Thema Barrierefreiheit schenkte man große Aufmerksamkeit und gründete Arbeitsgruppen mit Behindertenorganisationen. Seither wurden schrittweise Verbesserungen, wie Umbauten der barrierefreien Toiletten und Verbesserungen an den Monitoranzeigen, umgesetzt. Zwei zusätzliche Aufzüge wurden eingebaut, zwei bestehende erhielten neue, größere Kabinen und das Leitsystem wurde (am gesamten Flughafen) im Jahr 2014 auf eine überarbeitete Version umgestellt. Alle gewonnenen Erkenntnisse sollen in zukünftigen Bauprojekten berücksichtigt werden.

## Gebäude

### Gebäudetechnik
Im Gebäude kommt ein spezielles Steuerungssystem für die rund 2000 Sicherheitstüren zum Einsatz. Durch das Drei-Ebenen-Konzept (für Abflug Schengen, Ankunft, Abflug Non-Schengen) und die vorgeschriebene Trennung von ankommenden und abfliegenden Fluggästen, muss der Passagier im Gebäude richtig geleitet werden und sichergestellt sein, dass sich die Personenströme nicht vermischen. Je nach Flugziel werden durch die Software bestimmte Türen automatisch geöffnet bzw. geschlossen, Rolltreppen fahren nur in eine bestimmte Richtung und Aufzüge dürfen nur an bestimmten Punkten halten. Im Notfall müssen natürlich sämtliche Fluchtwege offen sein. Vor einem Boardingvorgang beispielsweise müssen durch das Personal zuerst die Zugangswege zum Flugzeug überprüft werden, erst dann kann die bestimmte Route im System aktiviert werden.
Die Daten der Kameras im Gebäude werden ebenfalls durch eine Software mit „künstlicher Intelligenz“ ausgewertet. Sie dient dazu, gefährliche Situationen (wie beispielsweise herrenlose Gepäckstücke oder die Bewegung in unerlaubte Richtung) aufzuspüren und dem Sicherheitspersonal zu melden. Um Stauungen zu vermeiden, wird darüber hinaus die Geschwindigkeit und Gehrichtung der Passagiere analysiert. Sämtliche gelieferten Daten werden nicht personenbezogen ausgewertet, dem Schutz der Privatsphäre wird somit Rechnung getragen.
Die elektrische Energieversorgung erfolgt über ein neu errichtetes, mit 20 kV betriebenes Ringnetz aus dem Mittelspannungsnetz über unterirdische Kollektorgänge. Jeweils eine Trafostation ist für das Terminal und den Pier vorgesehen. Die Wärmeversorgung erfolgt über das flughafeneigene Fernwärmenetz mit einer Vorlauftemperatur von 150 °C. Der Gesamtwärmebedarf der Terminalerweiterung liegt bei rund 11.000 kW. Die Klimawasserversorgung wird mit einer Anschlussleistung von 12.000 kW über die flughafeninternen Kältezentralen bereitgestellt. Für Sichel und Pier erzeugen die Klima- und Lüftungsanlagen eine Gesamtluftmenge von circa 900.000 m³/h. Die gebäudeinterne Sprinkleranlage umfasst rund 35.000 Sprinklerköpfe, 33 Alarmventilstationen und zwei Sprinklerpumpenzentralen.

### VIP Terminal und General Aviation Center

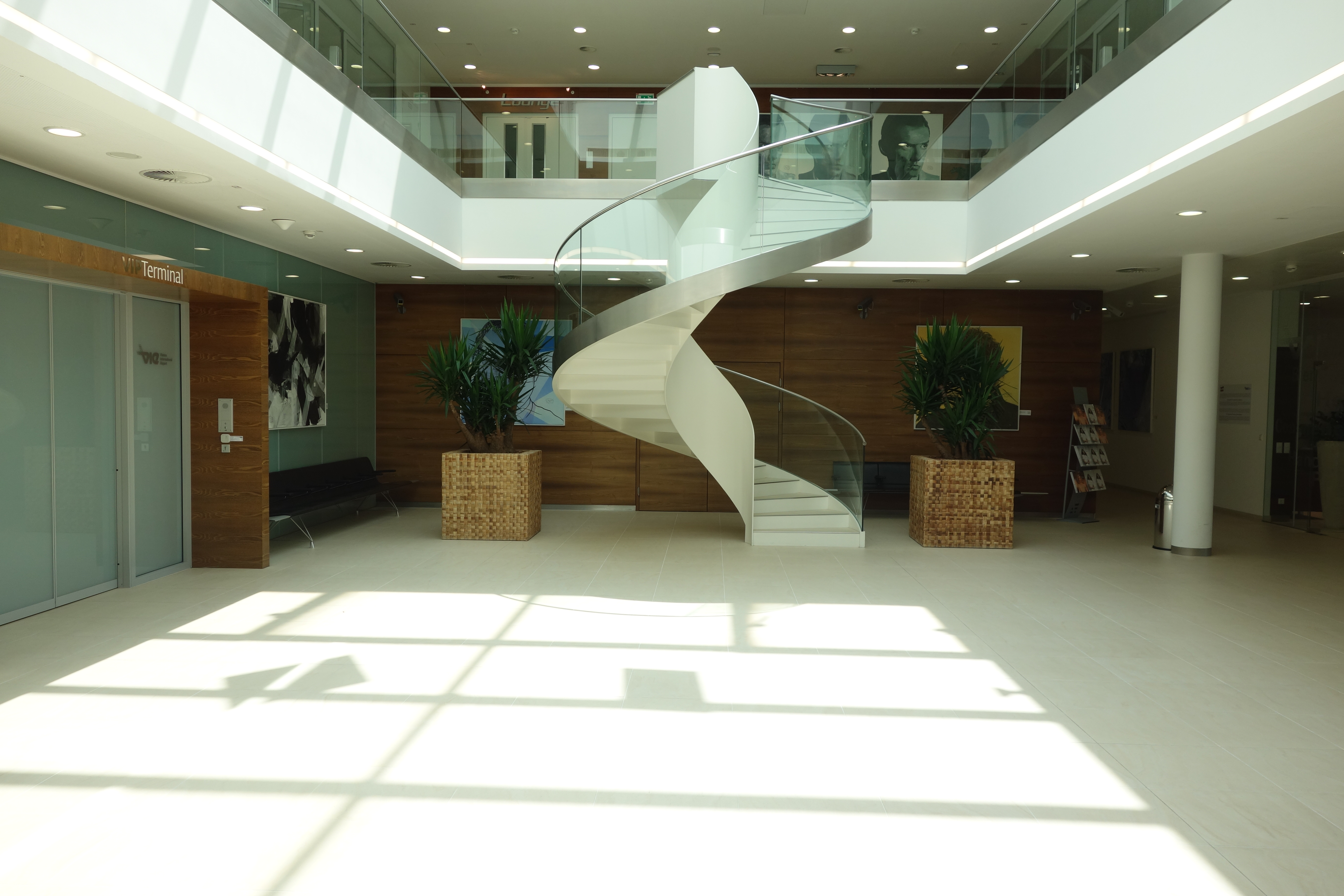
Das Foyer im VIP-GAC; links im Bild der Eingang in den VIP-Bereich

In einem Architekturwettbewerb setzte sich 2004 der Entwurf des Büros Holzbauer & Partner durch. Das Hauptgebäude umfasst eine Bruttogeschoßfläche von 7.840 m², die Bauzeit wurde mit neun Monaten veranschlagt. Die Grundfläche des Terminals ist rechteckig, wobei sowohl das auskragende Vordach als auch die Umrandung des „Ehrenhofs“ mittels eines vier Meter breiten, umlaufenden, Dachflügels, die Dachform fortführen. Große Teile der Fassade wurden im Hinblick auf die Radartauglichkeit mit gelochten Faserzementplatten versehen. Über die Vorfahrt ragt ein elf Meter breites Dach, welches mit Blechpaneelen verkleidet ist und indirekt von unten beleuchtet werden kann.
Die Innenausstattung ist hochwertig konzipiert. Im Erdgeschoß befinden sich neben dem zentralen Foyer, die Hauptfunktionseinrichtungen wie Abfertigung, Zoll- und Sicherheitskontrollen, VIP-Salons, Geschäfte und ein Restaurant. Das Foyer ist zweigeschoßig ausgeführt und durch ein Glasdach im Deckenbereich belichtet. Zentrales Element ist eine gewendelte Stahlstiege. Im Obergeschoß befinden sich Wartelounges und Büroflächen für die Allgemeine Luftfahrt und für Fremdnutzungen. Der VIP-Bereich kann nur durch überwachte Schiebetüren betreten werden. Die Salons im Erdgeschoß sind variabel teilbar und mit Akazienholz-Vertäfelungen an Wänden und Decken versehen.
Als Besonderheit besitzen die Hangars 5 und 6 eine Holzfachwerkskonstruktion mit einer Spannweite von 70 m. Durch Überdimensionierung der Holzquerschnitte konnte die Brandschutzklasse F-30 erreicht werden. Die jeweils 4-flügeligen Schiebetore wurden mit transluzenten Fiberglasfüllungen in Weiß und Türkis ausgeführt. Die Heizung erfolgt über Deckenstrahler. Im Bereich der Tore sind Torluftschleier installiert. Ein Großteil der Gebäudefassaden ist mit einem grau weiß gestreiften Linienmuster versehen. Die Hallenkonstruktionen des landseitig angegliederten Kommunalzentrums West wurden mit dem niederösterreichischen Holzbaupreis ausgezeichnet.

### Handling Center West und Air Cargo Center
Die Neubauten wurden vom Büro Treusch architecture konzipiert; Planung und Bau erfolgten zeitgleich. Das HCW wurde 2005 nach nur einjähriger Bauzeit, das ACC ein Jahr später, in Betrieb genommen. Aus diesem Grund besitzen die beiden Bauten auch dieselbe Außengestaltung und ähnliche Charakterzüge, wie bspw. einen Gebäudetrakt als verbindendes Element mit vorgelagerten Hallen. Letztere sind sowohl im HCW als auch im ACC von Sheddächern mit Spannweiten bis zu 35 Metern überdeckt. Beachtenswert ist der Umstand, dass es sich dabei um Holzkonstruktionen handelt, die noch dazu den umfangreichen Brandschutzanforderungen entsprechen müssen. An der Tankstelle des HCW wurde zudem ein überhängendes Vordach realisiert, welches nur von zwei Stützen getragen wird. Von den Stützen ausgehend beträgt die Auskragung nach vorne 15 Meter, seitlich 7 Meter. Die Konstruktionen wurden mit dem niederösterreichischen Holzbaupreis ausgezeichnet.

### Tower
Der neue Kontrollturm ist bereits der dritte seiner Art und ersetzte das alte Gebäude mit der Objektnummer 100, welches 2005 abtragen wurde. Dieser zweite Tower war 1960 als Teil des neueröffneten „Flughofes“ errichtet worden und nur rund 40 m hoch. (Der originale Kontrollturm des Flughafens wurde bereits 1953 als Teil des ersten Abfertigungsgebäudes erbaut und war noch bis 2016 erhalten) Der Haupteingang des neuen Turms (Objekt 120) befindet sich in der Towerstraße 2. Am Fuße des Sockels liegt ein tiefergelegter Patio, in welchem Abstellplätze für die Einsatzfahrzeuge der Flugsicherung vorgesehen sind. Die übrigen Flächen um das Gebäude wurden gärtnerisch gestaltet.
Ein Architekturwettbewerb für den Neubau fand im Jahr 2002 statt. Darin setzte sich das Büro Zechner & Zechner Ziviltechniker GmbH aus Wien durch. Planung und Realisierung erfolgten in den Jahren 2003 bis 2005.
In der Wettbewerbsvorgabe waren an sich zwei separate Gebäude ausformuliert: Eines für die Flugsicherungstechnik und ein klassischer Kontrollturm. Die gewünschte Zeichenhaftigkeit im Entwurf veranlasste die Architekten aber zur Idee, die beiden Funktionen in einem Bauwerk zu stapeln. Der Turm ist direkt an der Einfahrtsstraße gelegen und mit 109 Metern Höhe eine Landmarke, die sogar vom Wiener Stadtgebiet aus zu sehen ist. Er fungiert auf diese Weise als Orientierungspunkt. Die Signalwirkung wird zusätzlich durch die mediale Bespielung seiner Hülle verstärkt. Die Architekten sprechen auch von einem „Leuchtturm“, der Signale an seine Umgebung abgibt.
Das Bauwerk ist mittels eines Pfahl-Platten-Systems fundiert. Die 2,5 m starke Bodenplatte ruht auf 34 Großbaupfählen, die bis in eine Tiefe von 35 m gründen. Der sechsgeschoßige Sockel des Bauwerks ist an einer Straßenkreuzung gelegen und nimmt die Baufluchtlinien des örtlichen orthogonalen Straßenrasters auf. Die Tragkonstruktion der Sockelgeschoße setzt sich aus schlaff bewehrten Flachdecken mit einer Stärke von 30 cm und aus runden Stützen mit einem Durchmesser von 30 bis 50 cm zusammen. Die Hauptkonstruktion besteht zur Gänze aus Stahlbeton, wobei der über 100 m hohe Turmschaft in Form einer kreisrunden Betonröhre mit einer Wandstärke von konstant 45 cm und einem Durchmesser von etwa 10 m ausgebildet ist und in Gleitbauweise hergestellt wurde. Die Kanzel an der Spitze wurde zum Sockel um ungefähr 45 Grad verdreht, was ihrer Hauptblickrichtung entspricht. Der Schaft steht darüber hinaus nicht in der Mitte der Basis, sodass der Turm von jeder Richtung her ein anderes Erscheinungsbild hat, das mitunter „schief“ wirkt.
Sockel und Turmkopf wurden mit einer Glasfassade versehen, wobei die Scheiben der Kanzel 5 cm dick sind und ein Gewicht von jeweils rund 900 kg aufweisen. Die Stockwerke dazwischen sind nur von einer Membran umhüllt, die nicht nur als rein skulpturale Erscheinung gedacht ist, sondern vielmehr ein stufenweises geometrisches Morphing vom Sockel zur Spitze wiedergibt. In den Abendstunden wird sie von innen und außen mit Lampen beziehungsweise Projektoren multimedial in Szene gesetzt. Mit einer Fläche von zirka 3.300 m² macht sie den Tower zum größten Membranbauwerk Österreichs. Unterbrochen wird sie geschoßweise von ringförmigen Stahlprofilrahmen, die über elf Etagen hinweg die mit der Höhe zunehmende Ausrundung der Grundrisskontur und ihre allmähliche Drehung gegenüber dem quaderförmigen Sockel sichtbar machen. Hinter der Hülle befindet sich eine 200 Tonnen schwere Stahlkonstruktion, jedoch keine nutzbare Geschoßfläche. Der höchste Arbeitsplatz in der Turmspitze liegt im 23. Stockwerk.
Die Bruttogeschoßfläche beträgt 8.600 m², die Nettogeschoßfläche liegt bei 6.810 m². Die Errichtungskosten beliefen sich auf rund 20 Millionen Euro. Bauherr waren die Flughafen Wien AG und die Austro Control.

### Passagierleitsystem

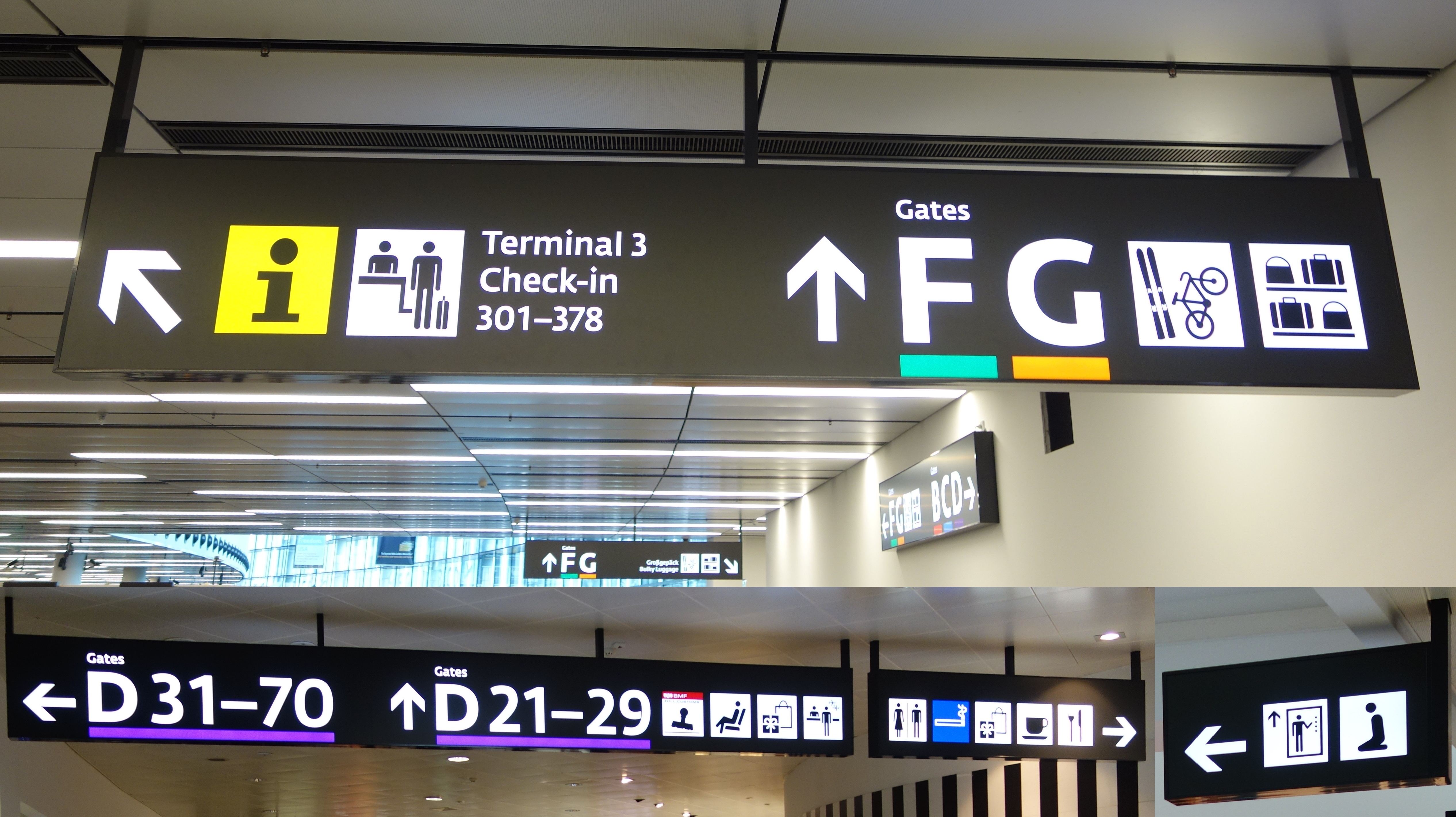
Hinweistafeln im Terminal

Im 2005 eröffneten Terminal 1A war am Flughafen erstmals die Schriftfamilie Fedra Sans zu sehen. Man verzichtete damit erstmals komplett auf die gewohnte Beschilderung und druckte die Schriftzüge großformatig auf die Gebäudeoberflächen auf. Das bis dahin verwendete Leitsystem, welches in einem kräftigen Gelbton gehalten und mit der Schriftart Helvetica versehen war, blieb jedoch in allen übrigen Gebäudeteilen unverändert.
Erst im Terminal 3 wurde das neue visuelle Erscheinungsbild mitsamt neuer Schriftart konsequent verwendet. Die Schwierigkeit für die Planer lag dabei aber darin, ein ähnlich effizientes System wie die gelben Schilder zu entwickeln, jedoch ohne eine Hintergrundfarbe auszukommen. Die in schwarz-weiß gehaltenen Innenräume sollten nicht durch eine Farbe dominiert werden. Der Schweizer Kommunikationsdesigner Ruedi Baur und das Büro Intégral Paris entwickelten daraufhin ein neuartiges System und gaben den Schriftzügen selbst Erkennungsmerkmale. Einige Aufschriften waren demnach semi-transparent, hatten fließende Ränder oder besaßen marmorierte anstatt vollfarbiger Buchstaben. Weiße Schilder sollten durch das Terminal leiten, schwarze Schilder auf die Gates bzw. Gepäckausgabebänder hinweisen. Passend dazu wurden von Baur 150 Symbole entwickelt, die sich an den Schriftstil anlehnten.
Nach der Inbetriebnahme der Terminalerweiterung fand das neue Leitsystem sukzessive am gesamten Flughafen Verwendung, stieß jedoch in den darauffolgenden Monaten auf massive Kritik vor allem von Seiten der Behindertenorganisationen. Sie kritisierten die schlechte Lesbarkeit und orteten einen Verstoß gegen das Bundes-Behindertengleichstellungsgesetz. Für Verwirrung bei den Passagieren sorgte außerdem die Ausschilderung von Gate-Nummern, die es gar nicht gab. Aufgrund dessen musste erneut eine Überarbeitung des Systems vorgenommen werden. Dabei wurden unter anderem die Schriften vergrößert und den Gate-Bereichen Kennfarben zugeordnet. Es wurde aber vor allem auf die Kontrastierung und Gestaltung der Tafeln Rücksicht genommen. Sie sind nun einheitlich in weißer Schrift auf schwarzem Grund gehalten.

### Corporate Design
Als Hausschrift findet in den Publikationen, auf den Monitoranzeigen und im Passagierleitsystem einheitlich die vom slowakischen Designer Peter Bilak entworfene Schriftfamilie Fedra Sans Verwendung. Eine Ausnahme stellt das bereits langjährig eingesetzte Logo des Flughafens dar. Die Wort-Bild-Marke besteht aus dem IATA-Code VIE und dem Schriftzug „Vienna International Airport“.

### Künstlerische Ausgestaltung
Anlässlich der Eröffnung des „Flughofes“ im Jahr 1960 (heute Terminal 2) wurde an der Einfahrtsstraße die von Wander Bertoni erschaffene Metallskulptur „Ikarus“ aufgestellt. Auch heute noch befindet sie sich an derselben Position auf Höhe von Parkhaus 3.
Im Terminal 3 und Pier Nord ist mehrteilige Medienkunst des Ars Electronica Futurelabs unter dem Titel „ZeitRaum“ installiert. An der Bordkartenkontrolle werden die Passagiere beispielsweise durch eine meterhohe Bildschirmwand mit der Installation „Textscapes“ geschleust, die einerseits durch die Passagiere, andererseits durch vom Tower übermittelte Daten beeinflusst wird. Jeder durchschreitende Passagier löst einen Buchstabenregen aus. Dieser bildet wiederum eine Topographie, wobei jeder Start einen Berg, jede Landung ein Tal bildet. Im Pier befinden sich unter dem Titel „Timescapes“ die Werke „Last Clock“, „Nodes“, „Industrious Clock“, „Timezones“ sowie das für Kinder konzipierte Spiel „Catch a plane“, ähnlich der Moorhuhn PC-Spiele. Aus den Möbeln einzelner Wartebereiche im Pier Nord kommen „Airport-Soundscapes“ mit beruhigenden Klangspuren. Die Klangverläufe entstehen wie bei den „Textscapes“ durch die Steuer- und Mach-Daten vom Tower.
Seit Ende Mai 2013 wird die Monitorwand der „Textscapes“ auch mit Gigapixel Aufnahmen verschiedener Reiseziele bespielt.
Bereits 2011 wurde im Terminal Medienkunst der Ars Electronica präsentiert. Die Ausstellung stand damals unter dem Titel „Passenger ARTspace“ und war zeitlich auf die Monate Juli und August beschränkt. Die drei Installationen „Reface“, „Innocence“ und „Shadowgram“ wurden in den Piers Ost und West und an den B-Gates aufgebaut.
Während der EU-Präsidentschaft Österreichs im Jahr 2006, wurde die Außenhaut von Parkhaus 3 mit einer temporären Kunstinstallation des Medienkünstlers Peter Kogler gestaltet. Er entwarf dafür ein Netzwerk aus computergenerierten Röhren, welche sich zu einer dynamischen Struktur verbanden. Das Kunstwerk wurde wieder entfernt; eine ähnliche Röhrenstruktur ist jedoch dauerhaft am VIP-Terminal (GAC) zu sehen. Sie umgibt dort den sogenannten „Ehrenhof“.
Bis November 2013 befand sich in der Rotunde von Pier West das Kunstwerk „Häuptling König“ von Gerhardt Moswitzer. Die acht Tonnen schwere Eisenplastik aus Torstahl befand sich seit Eröffnung des Piers 1996 an dieser Stelle, ehe sie Ende 2013 als Dauerleihgabe ins steirische Voitsberg übersiedelt wurde. Das Kunstwerk, welches sich weiterhin im Besitz der Flughafen Wien AG befindet, hat einen Buchwert von 350.000 Euro.

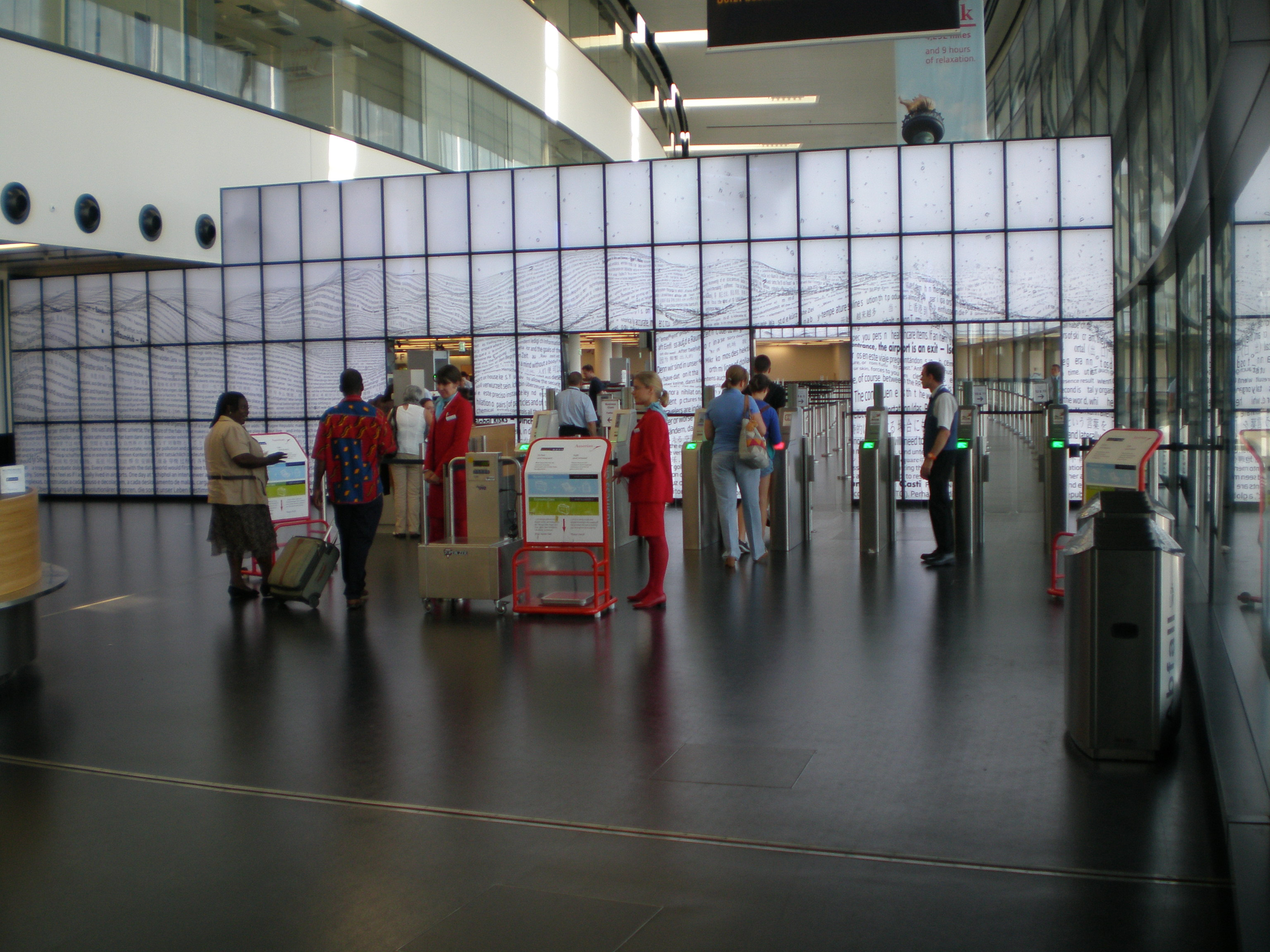
„Textscapes“ an der Bordkartenkontrolle 3
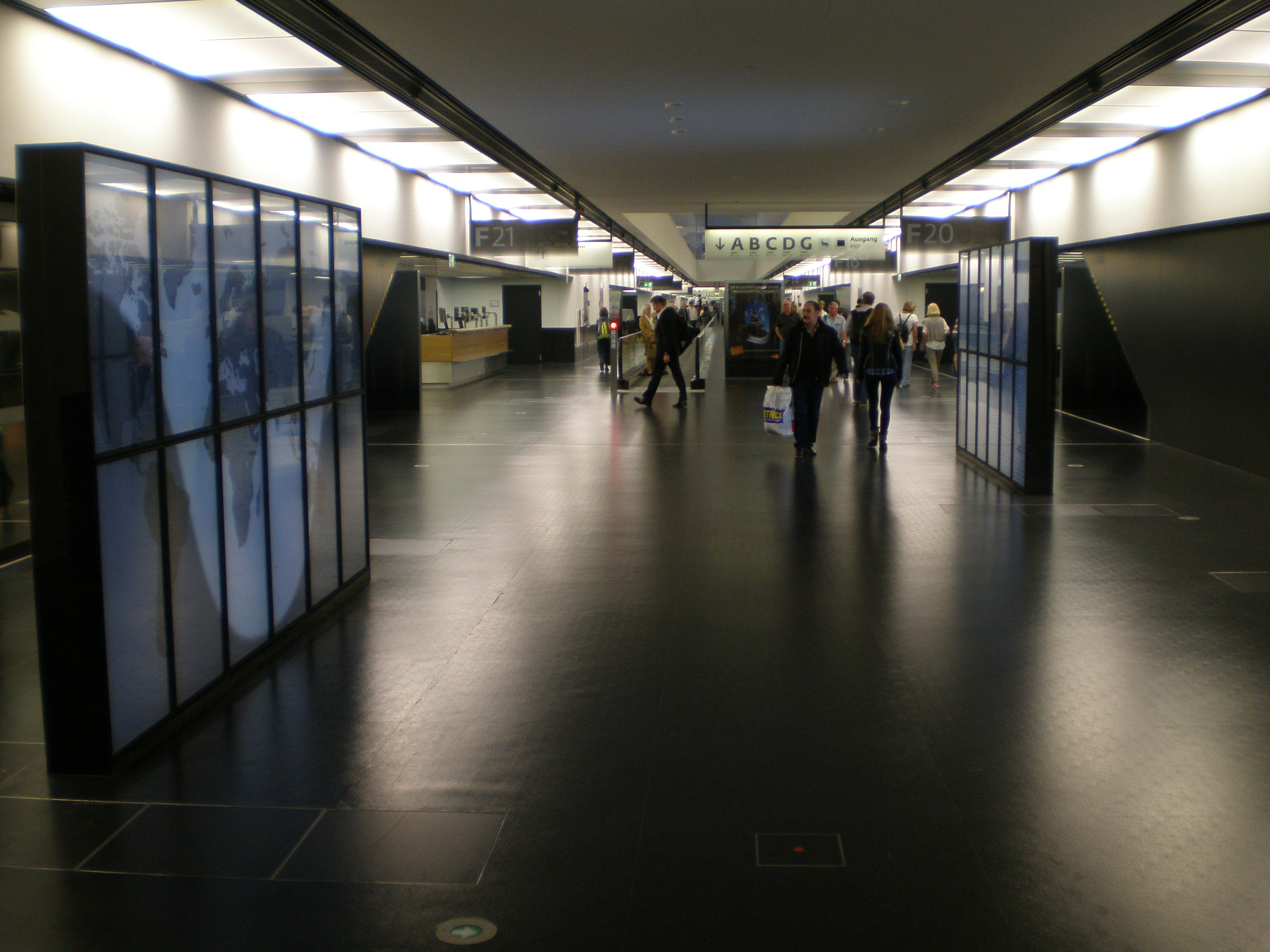
„Timezones“ auf Pierebene 1
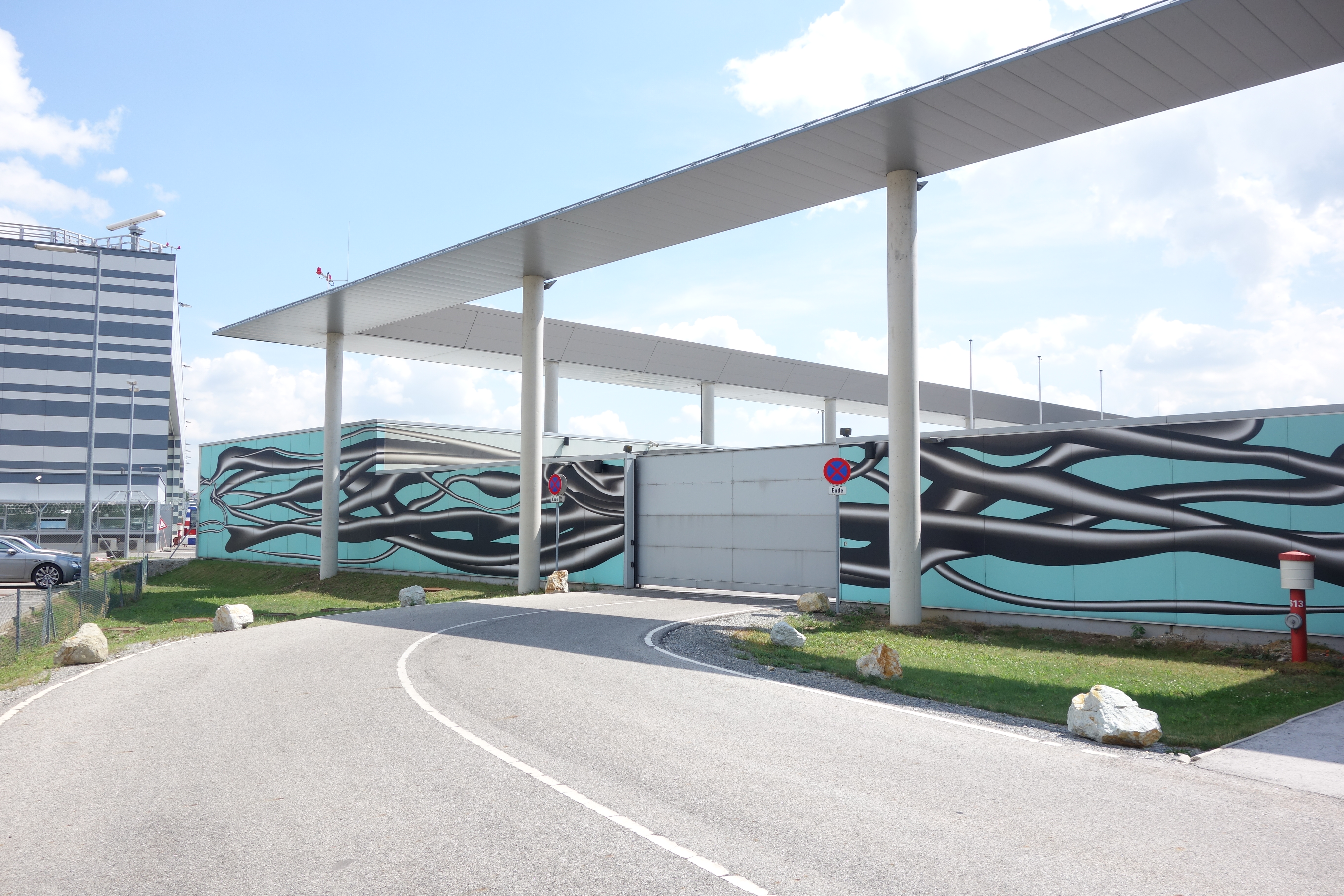
Die von Peter Kogler gestaltete Einfriedung des „Ehrenhofs“

## Wissenswertes

### Pünktlichkeit
Laut Pünktlichkeitsstatistik des Internetportals „flightstats.com“ rangierte der Flughafen Wien im August 2013 mit 86,51 % an vierter Stelle der pünktlichsten Flughäfen in Europa. Der Unternehmensbereich Handling erreichte im Geschäftsjahr 2015 einen Pünktlichkeitswert von 98,94 %.
Im „Punctuality League Report“ 2016 des Aviation-Dienstleisters OAG erreichte Wien im Ranking der mittelgroßen Airports weltweit den 20. Platz. 81,03 % aller Flüge konnten pünktlich abgefertigt werden. Als pünktlich gilt ein Flug dabei dann, wenn er spätestens 15 Minuten nach der geplanten Ankunft landet bzw. spätestens 15 Minuten nach der geplanten Abflugzeit startet.
Das Fluggast-Helferportal AirHelp verglich 2017 die Pünktlichkeitswerte der zehn größten Flughäfen in Österreich, Deutschland und der Schweiz. Der Wiener Flughafen erreichte dabei den zweiten Platz. Von insgesamt 102.667 Abflügen waren 20.163 mindestens 15 Minuten verspätet. 958 Verbindungen wurden zur Gänze annulliert. 20,6 % der Verbindungen wurden demnach nicht planmäßig durchgeführt.

### Kapazität

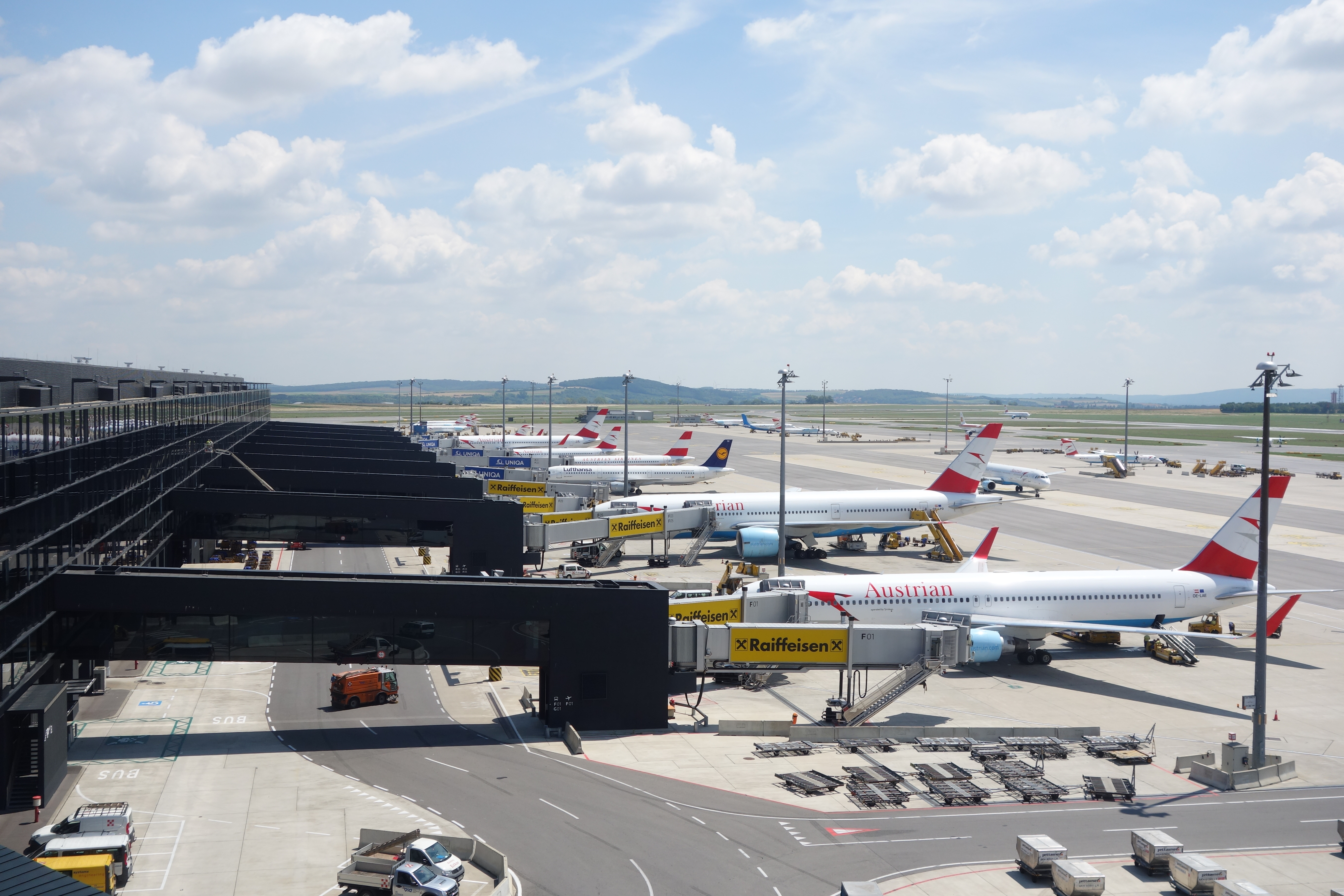
Abstellpositionen an der Südseite von Pier Nord

Mit dem Terminal 3 und dem Pier Nord hat der Flughafen eine Kapazität von insgesamt 25 Millionen Passagieren (ohne sind es 12 Mio.) Bis zu 30 Millionen Passagiere jährlich können somit seit Juni 2012 am Flughafen Wien abgefertigt werden. Unter maximaler Belegung gibt es 99 Flugzeugabstellpositionen, davon 36 mit Fluggastbrücken. Das bestehende Pistensystem aus den sich in ihrer Verlängerung kreuzenden Pisten 16/34 und 11/29 kann im Regelbetrieb maximal 74 Flugbewegungen pro Stunde und 320.000 Flugbewegungen pro Jahr bewältigen. Insgesamt gibt es 128 Check-in- und 3 Großgepäckschalter, 101 Abfluggates sowie 10 Gepäckausgabebänder.
Beide Pisten entsprechen der ICAO-Kategorie F. Auf ihnen ist damit unter anderem ein regulärer Flugbetrieb mit dem Airbus A380, der Boeing 747-8 und der AN 124 möglich.
Zur Vermeidung von Überkapazitäten wurde der Fluggesellschaft Emirates jedoch zunächst der Einsatz des Airbus A380 nach Wien durch die Austro Control untersagt. Im aktuellen Luftverkehrsabkommen ist der Einsatz dieses Typs seither nicht mehr explizit verboten; im Anschluss wurde auch die Betriebsgenehmigung für das Muster seitens des Verkehrsministeriums erteilt.
Die Abfertigung des Airbus A380 erfolgt seit Aufnahme des Regelbetriebs direkt am Gate. Bis zur Errichtung einer zweistöckigen Boardingmöglichkeit mit drei Fluggastbrücken im Rahmen der Umbauarbeiten in den Jahren 2018–2023 können die Passagiere über zwei Brücken im Unterdeck ein- und aussteigen. Für den Flugzeugtyp ist dabei ein Standplatz im Bereich der Parkpositionen D25/26/27 am Pier Ost vorgesehen. Im Inneren des Gebäudes werden vier Gates für das Boarding benutzt.

### Betriebszeiten und Nachtflugregelungen
Der Flughafen ist 24 Stunden am Tag in Betrieb, ein generelles Nachtflugverbot besteht nicht. Ein Mediationsvertrag schreibt jedoch vor, dass Starts und Landungen in der Zeit von 21 bis 7 Uhr ausschließlich über Piste 29 erfolgen müssen. Diese Vereinbarung regelt auch die Deckelung der Flugbewegungen zwischen 23:30 und 5:30 Uhr; die Anzahl an Starts und Landungen sollte in diesem Zeitraum auf dem Niveau von 2009 (4.700 Bewegungen insgesamt) gehalten werden. Dieses Limit wurde in den letzten Jahren jedoch stets unterschritten. (2012 um 496, 2013 um 543, 2014 um 305, 2015 um 584, 2016 um 542 und 2017 um 259 Bewegungen)

### Aufrufe
Seit November 2013 entfallen alle personenbezogenen Aufrufe in den Passagierbereichen. Ziel ist es, den allgemeinen Lärmpegel im Terminal zu senken und wichtigen Informationen, wie beispielsweise ein geändertes Abfluggate, mehr Aufmerksamkeit zukommen zu lassen.

### Auszeichnungen
Im Jahr 2014 wurde die Airport-City von der ÖGNI für ihre nachhaltige Immobilienentwicklung ausgezeichnet. Der Flughafen Wien ist das erste Gewerbegebiet, das in Österreich mit einem solchen Zertifikat prämiert wurde. Der Flughafen verfügt darüber hinaus über eine EMAS-Zertifizierung und erhielt im Jahr 2016 den EMAS-Preis, mit welchem das Ministerium für ein lebenswertes Österreich (BMLFUW) das Umweltmanagement österreichischer Unternehmen hervorhebt.
Seit 14. Dezember 2017 trägt der Wiener Flughafen die in der europäischen Luftfahrt verbindlich vorgeschriebene Zertifizierung durch die Europäische Agentur für Flugsicherheit.
Seit 2013 vergibt die Flughafen Wien AG einen Preis für die „Best Performing Airline“ des jeweiligen Vorjahres. Geehrt wird die Fluggesellschaft mit dem besten Wachstumsergebnis. 2013 ging diese Auszeichnung an TAP Portugal, 2014 an Turkish Airlines, 2015 an NIKI/Air Berlin, Air China und Ethiopian, 2016 an easyJet, 2017 an Eurowings. Im Jahr 2014 wurde zusätzlich der sogenannte „Loyality Award“ an jene Fluggesellschaften verliehen, welche den Flughafen seit der Betriebsaufnahme 1954 durchgehend anfliegen. Unter den Preisträgern waren Austrian Airlines, British Airways, El Al und Lufthansa.

## Zwischenfälle
- Am 17. November 1945 streifte eine Douglas DC-3/C-47A-5-DK der Royal Canadian Air Force (RCAF) (Luftfahrzeugkennzeichen KG310) im Anflug auf den Flughafen Wien-Schwechat bei schlechter Sicht mit einer Tragfläche den Boden und stürzte kurz vor der Landebahn ab. Alle Insassen überlebten.[285][286]

- Am 10. Oktober 1955 befand sich eine Convair CV-340-58 der Jugoslovenski Aerotransport – JAT (YU-ADC) im Anflug auf die Bahn 12 des Flughafens. Aufgrund eines Pilotenfehlers flog sie „kontrolliert“ in den Kahlenberg. Von 29 Insassen starben 7 bei dem Unfall (siehe: Flugunfall auf dem Leopoldsberg von 1955).[287][288]

- Am 24. Dezember 1958 kollidierte kurz vor 21.00 Uhr MEZ eine Lockheed L-749A Constellation der Air France (Kennzeichen F-BAZX) auf dem Flug vom Paris-Orly über München-Riem nach Wien beim Landeanflug rund 2200 Meter vor der Landebahn 29 mit dem Gelände und ging in Flammen auf. Von den 28 Passagieren und sechs Crewmitgliedern wurden nur zwei Crewmitglieder verletzt (siehe Air-France-Flug 703).[289][290]

- Am 20. November 1969 wurde eine Antonow An-24 mit 18 Insassen der polnischen Fluggesellschaft LOT auf ihrem Flug von Breslau nach Warschau von zwei polnischen Staatsbürgern mit Bombenattrappen entführt und nach Schwechat umgeleitet. Das Flugzeug landete gegen 13:30 Uhr; die Entführer ließen sich widerstandslos festnehmen und suchten um politisches Asyl an.[291]

- Am 26. Dezember 1971 kollidierte eine Douglas DC-9-32 (HB-IFR) der Swissair beim Start frühmorgens in dichtem Nebel mit einer Beechcraft Baron. Die DC-9 streifte beim Start mit der rechten Tragfläche das Cockpit der Baron, welche sich ohne Freigabe ebenfalls auf der Start- und Landebahn befand. Beim darauf folgenden Startabbruch brach das Bugrad der DC-9, und die rechte Tragfläche fing Feuer, als die Maschine nach 200 Meter zum Stehen kam. Der Pilot der Beechcraft wurde getötet, die 76 Passagiere und fünf Besatzungsmitglieder an Bord der Swissair-Maschine blieben unverletzt. Die DC-9 wurde repariert (siehe auch Flugzeugkollision am Flughafen Wien-Schwechat 1971).[292][293]

- Am 17. September 1984 geriet eine Maschine des Typs Swearingen SA.226TC Metro II der österreichischen Fluggesellschaft Austrian Air Service mit dem Kennzeichen OE-LSA im Endanflug zu tief, streifte die Anflugbefeuerung und machte eine Bauchlandung. Alle acht Passagiere und die beiden Piloten blieben unverletzt, das Flugzeug musste jedoch aufgrund der erheblichen Beschädigungen als Totalschaden abgeschrieben werden.[294][295]

- Am 27. Dezember 1985 verübten drei Personen einen Terroranschlag am Flughafen. Die Terroristen stürmten kurz nach neun Uhr über die östliche Stiege in die Abflughalle (heute Terminal 2) und rollten drei Handgranaten in die Passagierschlange, die an den Schaltern 3 und 4 auf die Abfertigung des El-Al-Fluges warteten. Dann schossen sie mit Maschinenpistolen um sich. Die Polizei erwiderte das Feuer. Bei dem Anschlag und dem anschließenden Feuergefecht starben vier Menschen, 39 weitere wurden verletzt. Unter den Toten war auch einer der Attentäter; seine beiden Mittäter wurden nach einer Verfolgungsjagd auf der Autobahn von der Polizei gestellt. Gleichzeitig verübte eine zweite Terrorgruppe auf dem Flughafen Rom-Fiumicino einen ähnlichen Anschlag, dem 16 Menschen zum Opfer fielen. Abu Nidals Terrororganisation bekannte sich zu beiden Anschlägen. Aus Anlass dieses Anschlages wurde die durch spezielle Ausbildung und Ausrüstung auf terroristische Bedrohungen spezialisierte Polizeieinheit Einsatzabteilung Kranich umstrukturiert. (siehe Terroranschlag am Flughafen Wien)

- Am 12. Juli 2000 musste die Besatzung eines Airbus A310 der Hapag-Lloyd Flug (D-AHLB) auf dem Weg von Chania (Kreta) nach Hannover die Maschine wegen Treibstoffmangels in Wien notlanden, der entstand, weil sich das Hauptfahrwerk nicht einfahren ließ und sich dadurch der Treibstoffverbrauch wegen Beeinträchtigung der Luftströme erhöhte. Beim Aufsetzen abseits der Piste, zuerst 660 Meter vor der Landebahn 34, wurden die Antennen des Instrumentenlandesystems zu einem großen Teil zerstört, das Flugzeug irreparabel beschädigt und zahlreiche Passagiere verletzt. (siehe Hapag-Lloyd-Flug 3378).[296][297]

## Sonstiges
- Am 22. August 2011 wurde am Flughafen ein Airbus A380-800 der Lufthansa auf den Namen „Wien“ getauft. Taufpate war der Wiener Bürgermeister Michael Häupl.[298]
- Im Jahr 2011 fand am Flughafen Wien das Erstrunden-Duell in der Davis-Cup-Weltgruppe zwischen Österreich und Frankreich statt. Das Turnier wurde im Hangar 3, welcher dafür adaptiert und mit einem Sandplatz ausgestattet wurde, vor 6000 Zuschauern ausgetragen.[299]
- Am 17. Juni 1960 brachte die Österreichische Post eine Dauermarke der Briefmarkenserie Österreichische Baudenkmäler im Wert von 4,50 Schilling heraus. Dargestellt ist der Flughafentower und der Flughof, die Marke wurde von Hans Strohofer entworfen. Eine weitere Sondermarke im Wert von 7 Schilling erschien anlässlich der Eröffnung von Pier West im Jahr 1996. Sie wurde von Maria Siegl gestaltet.
- Die 40 m hohe Membranfassade des Towers hat eine Fläche von 3.300 m² und macht diesen damit zum größten Membranbauwerk Österreichs.[300] Das Parkhaus 4 ist mit einer Gesamtfläche von 151.000 m² das größte Parkhaus Österreichs.[301] Die größte Werbefläche Österreichs befindet sich auf dessen südlicher Fassade. Die 103 m breite und 16 m hohe Plakatwand ist 1.700 m² groß, aus winddurchlässiger Spezialfolie gefertigt und kann in den Abendstunden beleuchtet werden.[302] Der größte Duty Free Shop des Landes befindet sich an der Plaza und umfasst eine Fläche von 1.200 m².[303]
- Im Frühjahr 2014 wurden die letzten beiden verbliebenen Flip-Dot-Anzeigen am Flughafen demontiert. Sie befanden sich im Terminal 2. In den neu gebauten Gebäudeteilen sowie im umgebauten Terminal 1 ersetzen digitale Monitore solche Anzeigetafeln. Sie sind von allen Passagieren gleich gut einsehbar. Jene Anzeige, die sich in der mittlerweile abgerissenen alten Ankunftshalle befand, ist ein Stück Flughafengeschichte und soll in einem Museum für die Nachwelt erhalten werden.[304][305]
- Den umfassenden baulichen Veränderungen am Flughafen Wien in den Jahren 2004 bis 2012 widmet sich der unter dem Titel „vie metamorphosis“ im Springer Verlag erschienene Bildband von Architekt und Fotograf Roman Bönsch. Er hat die Ausbauvorhaben in diesem Zeitraum zusammen mit Robert Gruber und Larry R. Williams fotografisch begleitet.
- Im Terminal, den Wartezonen aller Gates sowie in den Gastronomiebetrieben ist W-LAN kostenfrei und uneingeschränkt nutzbar.[306]
- Für Flughafenmitarbeiter und Airline-Personal wird auf dem Vorfeld ein mobiler Wiener Würstelstand betrieben.[307]
- Seit dem 9. Dezember 2015 betreibt das Österreichische Rote Kreuz in Kooperation mit dem Flughafen und dem Land Niederösterreich auf dem Cargo Nord-Gelände des Flughafens eine Unterkunft für etwa 400 Asylwerber. Das Quartier wurde nach dem Gründer der internationalen Rotkreuz- und Rothalbmondbewegung Henry Dunant benannt.[308]